# Vlaamse Primitieven

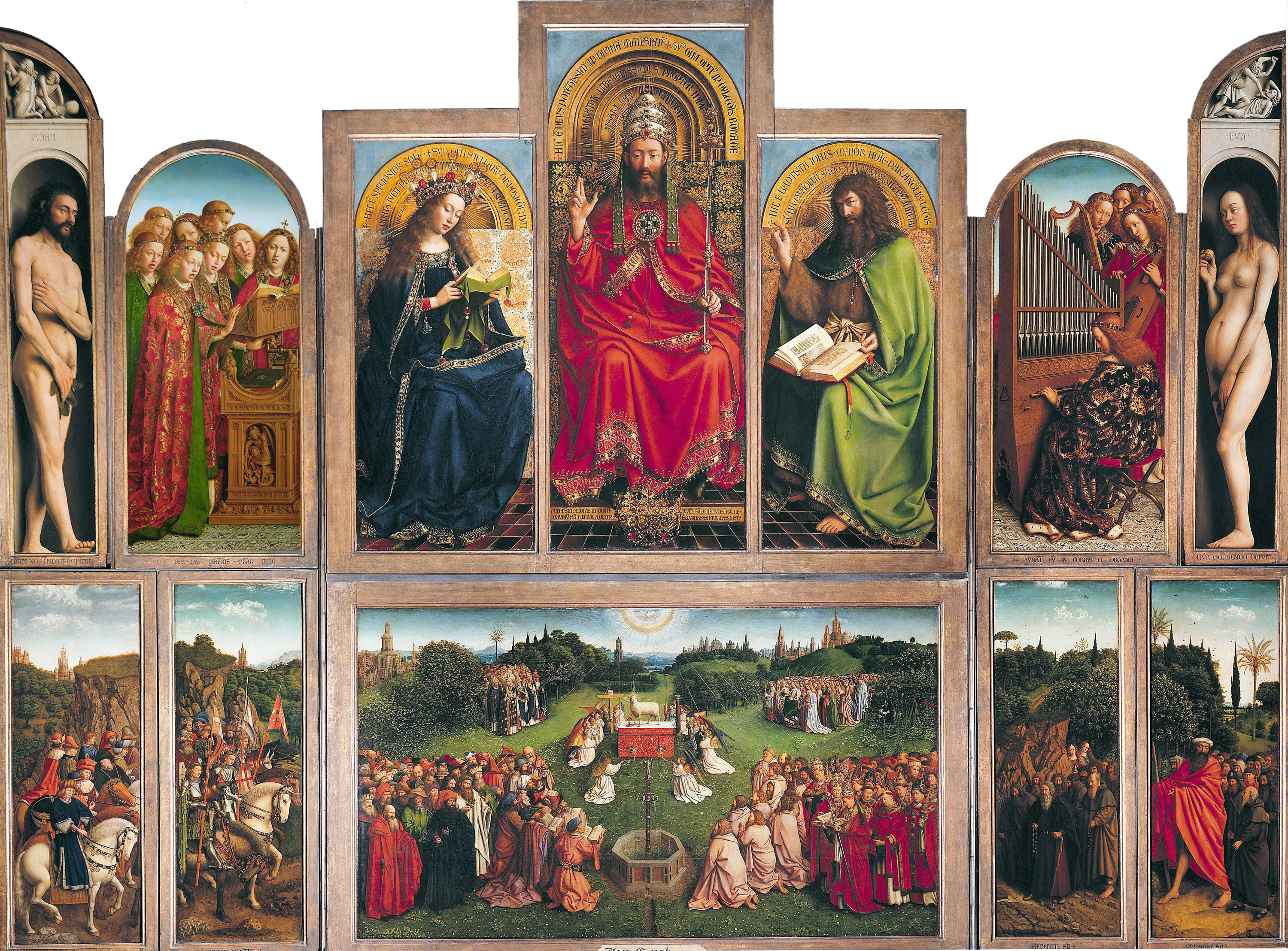
Hubert en Jan van Eyck Het Lam Gods, 1432

De Vlaamse Primitieven was een groep kunstschilders uit de Nederlanden van de 15e en begin 16e eeuw, voornamelijk werkzaam rond de bloeiende steden Brugge, Gent, Leuven, Doornik en Brussel. Enkele bekende vertegenwoordigers van deze school waren Robert Campin, Jan van Eyck, Jheronimus Bosch, Rogier van der Weyden, Hugo van der Goes, Hans Memling, Dirk Bouts, Quinten Massijs (I)  en Gerard David. De werken van de Vlaamse Primitieven waren een hoogtepunt in de kunstgeschiedenis van de oude Nederlanden. In de kunststroming vinden we vertegenwoordigers uit de gehele Nederlanden, maar ze vestigden zich voornamelijk in de Zuidelijke Nederlanden en dat had waarschijnlijk alles te maken met het feit dat daar het economische en politieke machtscentrum gevestigd was. Dankzij de internationale handel in Brugge raakten de werken van de Vlaamse Primitieven vrij snel bekend in heel Europa en beïnvloedde de Vlaamse stijl de schilderkunst van Italië tot aan de Oostzee. In Italië werd deze herontdekking van de werkelijkheid via de voorbeelden uit de klassieke oudheid terecht de renaissance genoemd, een wedergeboorte van de oude kunst. Noordelijk van de Alpen was er geen oude kunst die herboren kon worden, kunsthistorici gebruiken dan ook tegenwoordig liever de term ars nova in analogie met de term waarmee men de nieuwe muziek uit de oude Nederlanden aanduidt, of “Noordelijke renaissance”, naar de gelijkaardige beweging die zich voordeed in Italië.

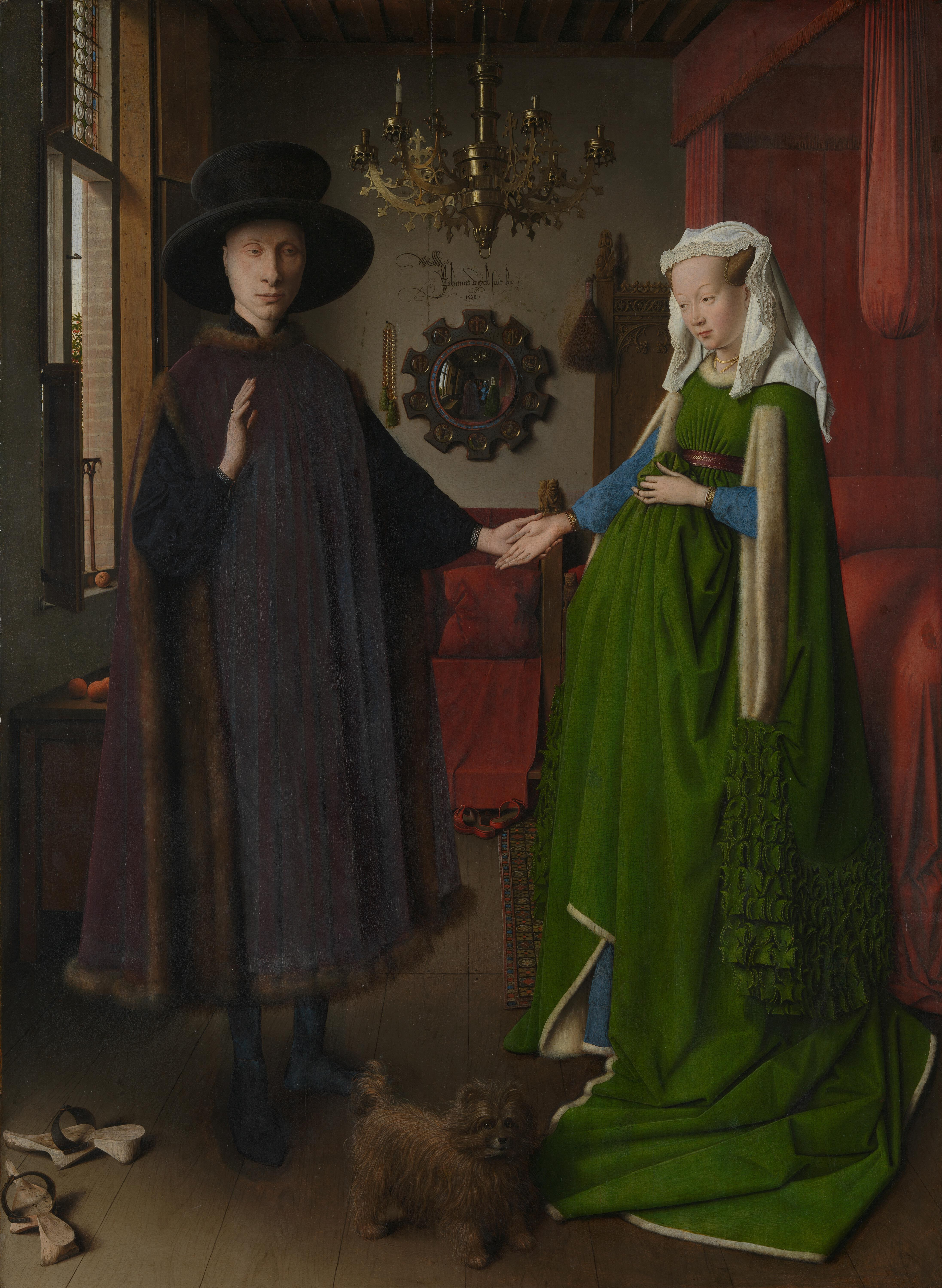
Portret van Giovanni di Nicolao Arnolfini en zijn vrouw, Jan van Eyck, 1434, Olieverf op paneel, 83,7 x 57 cm, National Gallery, Londen

## Ontstaan van de kunststroming

### De situatie noord - zuid
Afgaande op het aantal schilderijen op paneel die dateren van voor de opkomst van de Vlaamse Primitieven zou men kunnen denken dat deze kunststroming nagenoeg uit het niets is ontstaan. In tegenstelling tot de situatie in Italië waar het paneelschilderen kon bogen op een lange traditie met namen zoals Giotto di Bondone, Taddeo Gaddi, Simone Martini, Duccio di Buoninsegna, Lippo Memmi en zoveel anderen, is er in de oude Nederlanden nauwelijks een schilderij uit de 14e eeuw te vinden.
In Frankrijk en met name in Parijs, het kunstcentrum bij uitstek in die periode, is de paneelschilderkunst nagenoeg onbestaande. In de gotische kathedralen worden de wanden beschilderd maar buiten het feit dat hierbij ook verf en borstels worden gebruikt is er geen vergelijk mogelijk met de frescokunst uit Italië. De miniatuurkunst daarentegen is van de kloosterscriptoria verhuisd naar ateliers in de stad. In deze ateliers is men omgeschakeld van de gesublimeerde voorstellingen van het geestelijke van de romaanse kunst naar de meer wereldse gotische kunst.

### De mengkroes Avignon
De aanwezigheid van het pauselijk hof in Avignon tijdens de Babylonische ballingschap der pausen van 1309-1376 creëerde in Avignon een klimaat dat uitermate gunstig was voor de culturele uitwisseling tussen artiesten van gans Europa. Vanuit Avignon werd de Italiaanse kunst bekend in de rest van Europa. Simone Martini en zijn leerling Matteo Giovannetti maakten paneelschilderingen en fresco’s in opdracht van het pauselijk hof. Aan de decoratie van het Pausenpaleis werkten kunstenaars uit gans Europa mee. Martini was een leerling van Memmo di Filippuccio en van Duccio di Buoninsegna. Naast zijn leermeesters was hij ook beïnvloed door Giotto maar even goed door de Franse miniatuurkunst. Martini’s stijl wordt getypeerd door het gebruik van zachte, gestileerde en vloeiende vormen en hoofse elegantie, elementen die hij waarschijnlijk van Franse voorbeelden uit de miniatuurschilderkunst heeft overgenomen. Omwille van deze mix van Italiaanse en Franse stijlelementen wordt hij beschouwd als een van de grondleggers van de internationale gotiek. Miniaturisten zoals Jacquemart de Hesdin (afkomstig uit Vlaanderen) hebben geput uit het werk van de Italiaanse meesters, zijn kruisdraging in het Louvre, afkomstig uit de Grandes Heures du duc de Berry refereert duidelijk aan de Polyptiek van Orsini, een werk van Martini. Ook Jean Pucelle nam in bepaalde werken zijn kennis van Italiaanse meesters te baat en de Gebroeders Van Limburg kenden blijkbaar eveneens de Italiaanse meesters.

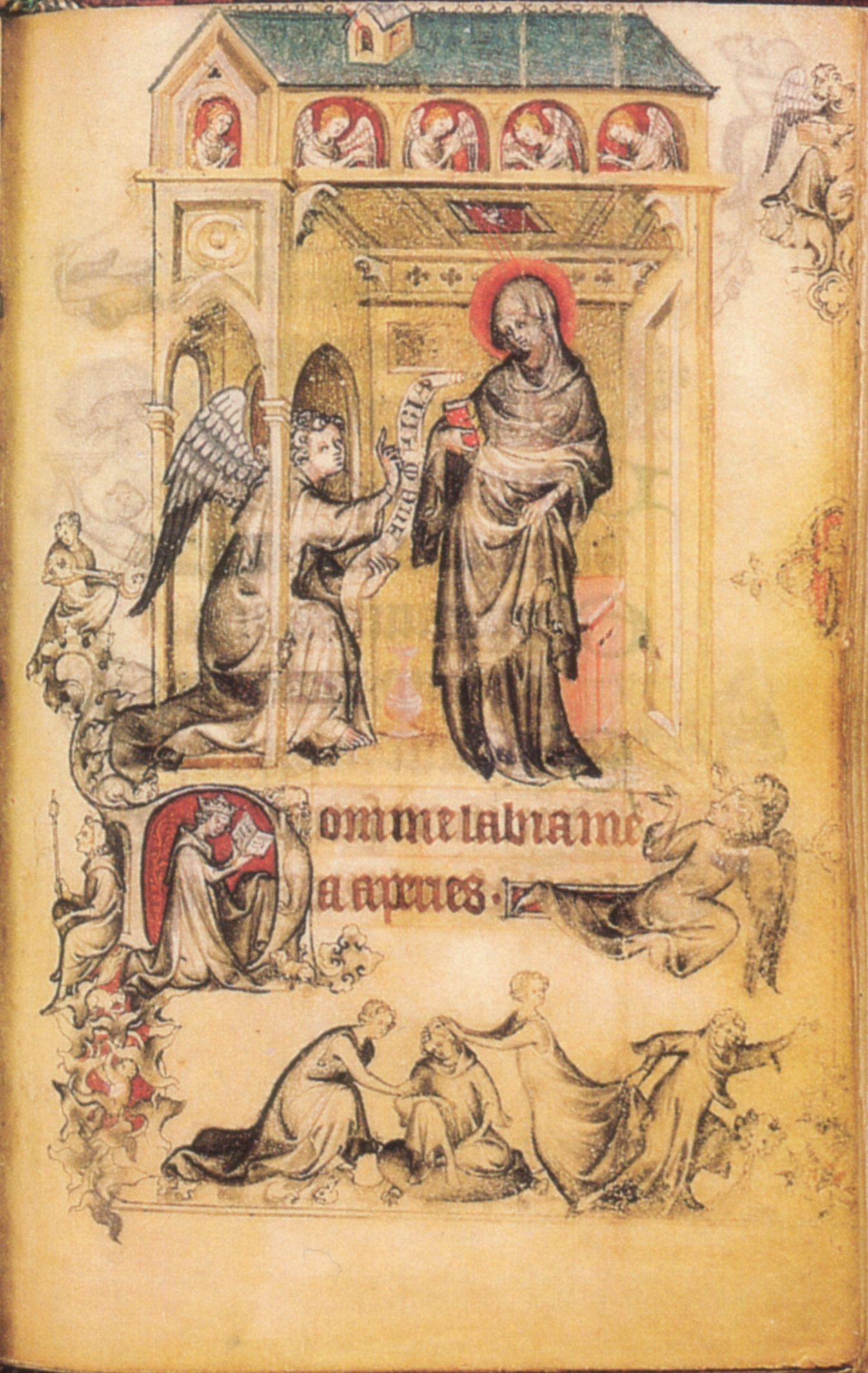
Jean Pucelle, Annunciatie uit het getijdenboek van Jeanne d'Evreux
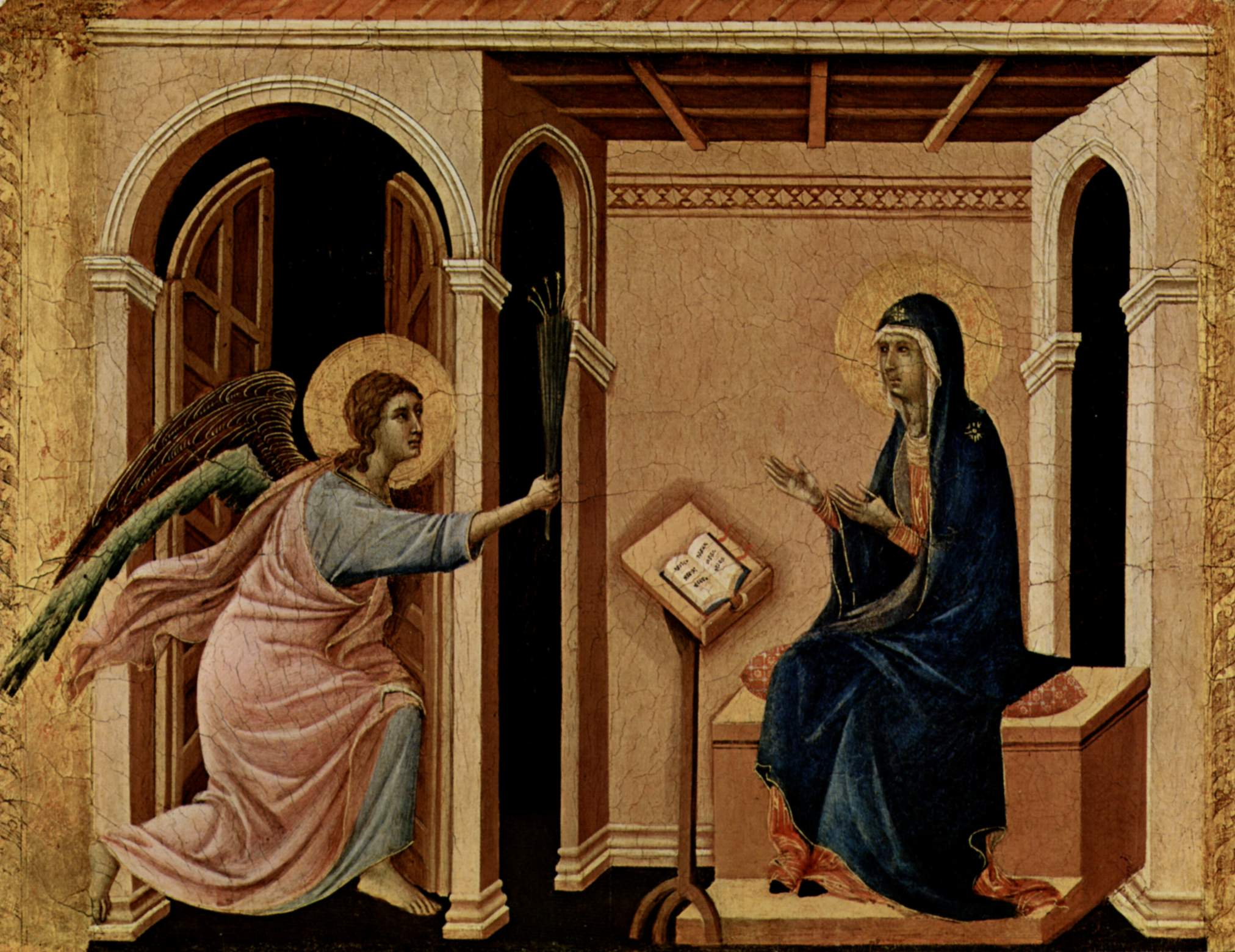
Annunciatie uit de Maestà van Duccio di Buoninsegna
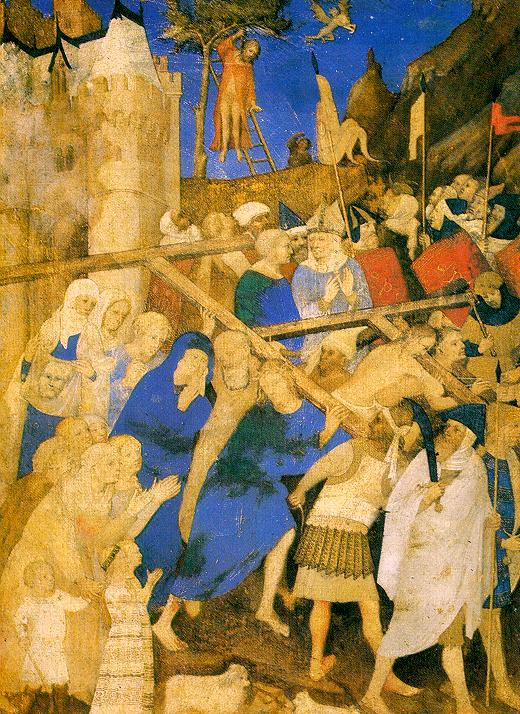
Jacquemart de Hesdin, Kruisdraging.
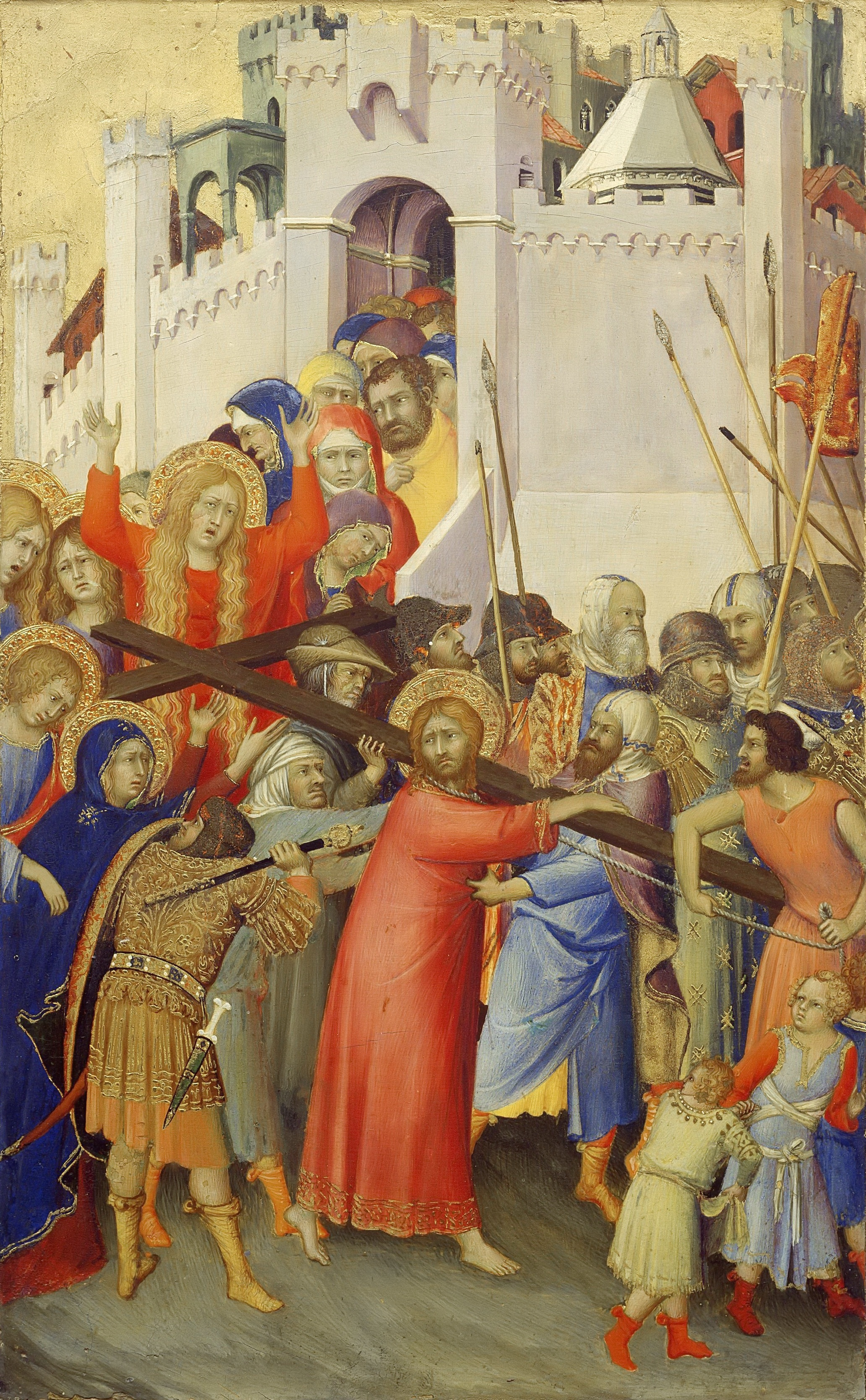
Simone Martini, Kruisdraging uit het Orsini retabel
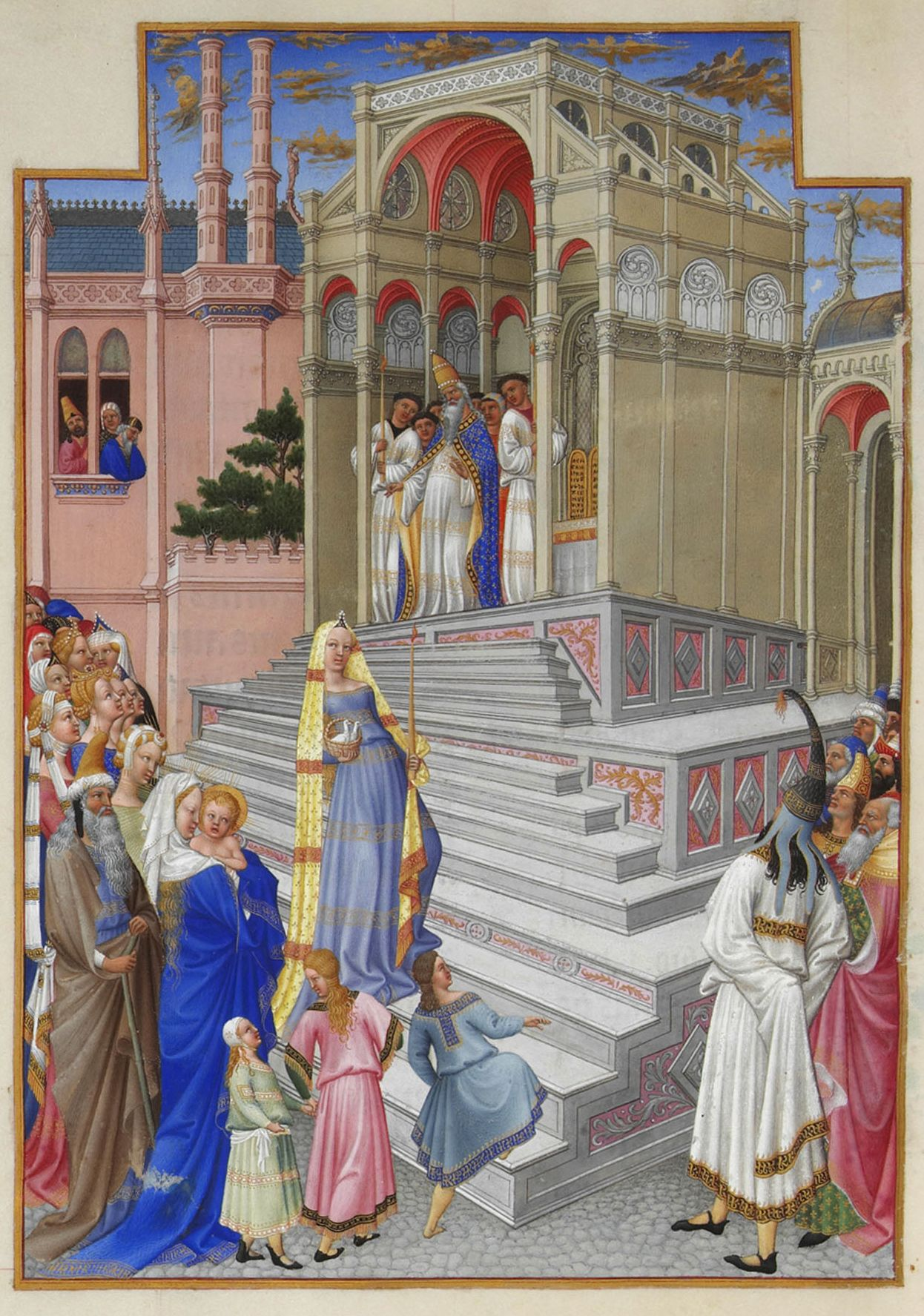
Gebroeders van Limburg, Les très riches heures, Opdracht in de tempel (1410-1416)
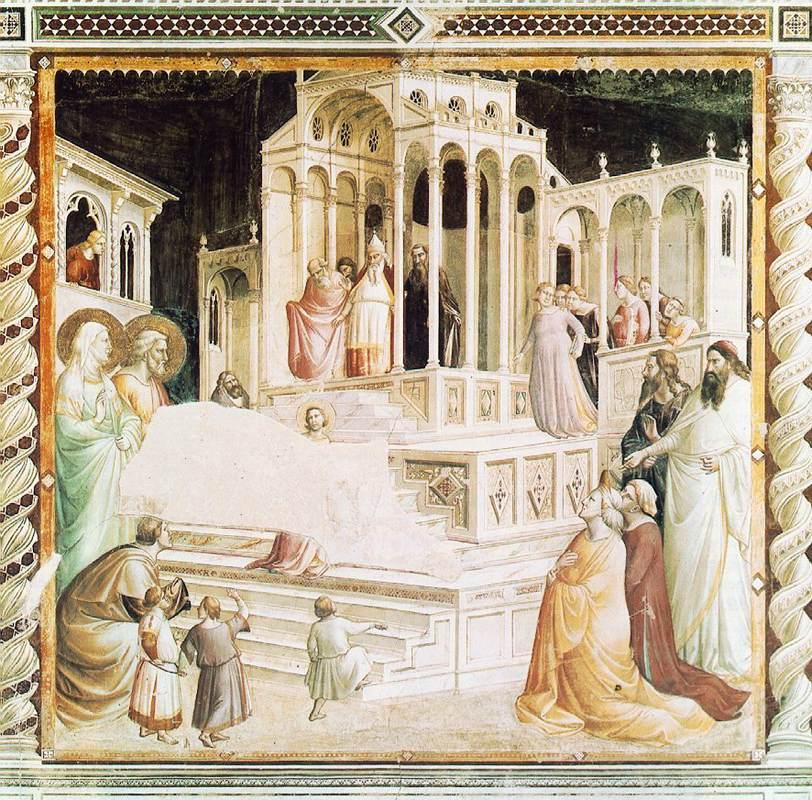
Tadeo Gaddi, Capella Baroncelli in the Santa Croce in Firenze, Presentatie van Maria in de tempel (1327-1330)

### Pre-eyckiaans realisme
Ook al sluit deze internationale gotiek al veel meer aan bij de leefwereld aan het hof toch blijft ze nog zeer geïdealiseerd en vaak onnatuurlijk in de voorstelling van personen en architectuur. De stijl van de Vlaamse Primitieven had zijn wortels in de Internationale Gotiek waarvan in de periode tussen 1350 en 1420 een aantal meesters zich gaan distantiëren door hun meer realistische stijl die men het "pre-eyckiaans realisme" is gaan noemen. Een prachtige illustratie van dit Vlaamse realisme kan men vinden in de “Middelnederlandse Apocalyps van omstreeks 1400” van de hand van een onbekende Vlaamse miniaturist.
Vanaf de tweede helft van de 14e eeuw zien we meer en meer artiesten uit Vlaanderen, Henegouwen, Luik, Limburg, Gelderland en Holland naar Frankrijk trekken, eerst onder Jan II van Frankrijk en daarna onder zijn zoon Karel V, om te werken voor het koninklijk hof of voor de broers van Karel V: Filips de Stoute, Jan van Berry en Lodewijk I van Anjou.
Sommigen onder hen verrichten baanbrekend werk. Zo is er de anoniem gebleven Vlaming, de Meester van Le Remède de Fortune, die genoemd is naar het werk van Guillaume de Machaut dat hij tussen 1355 en 1360 verluchtte. Hij verrichtte baanbrekend werk op het gebied van ruimtelijke suggestie in het tweedimensionale vlak van een miniatuur. Hofschilder Jan Boudolf maakt in 1371 met zijn presentatieminiatuur van een Bible Historiale (Den Haag, Museum Meermanno) een waarschijnlijk behoorlijk realistisch portret van de vorst en introduceert de diafragmaboog om de ruimte tussen de koning en de toeschouwer af te sluiten. Dit zal nagevolgd worden tot in de tijd van Petrus Christus, Rogier van der Weyden en Dirk Bouts. De Bruggeling Jacob Coene (1405-1430), die geassocieerd wordt met de Boucicaut-meester, was de bedenker van het luchtperspectief. Hij was ook een voorloper op gebied van de afbeelding van het landschap, zoals het voorbeeld hierbij duidelijk illustreert.

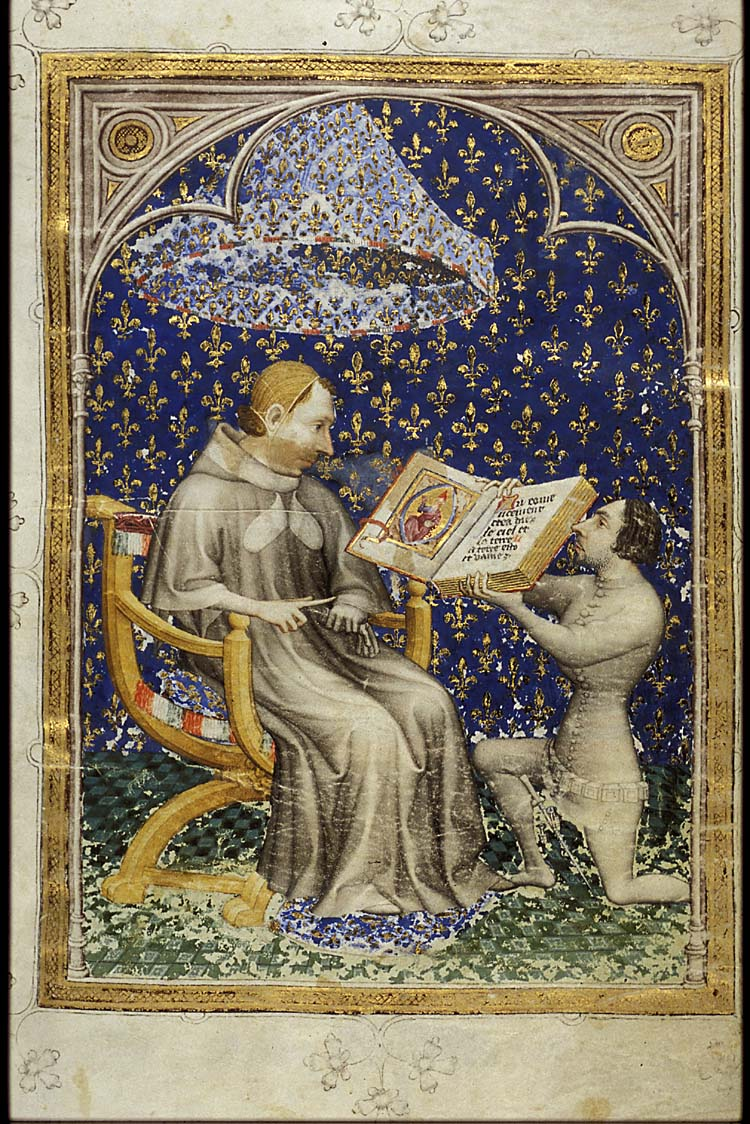
Jan Boudolf, Jean de Vaudetar presenteert zijn historie-Bijbel aan Karel V
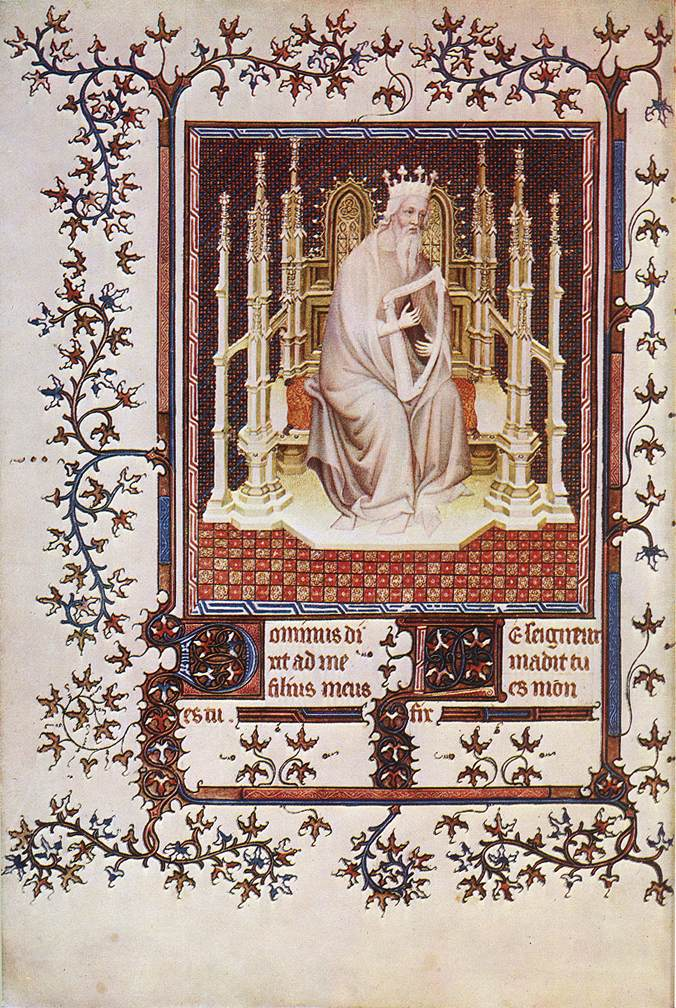
André Beaneveu, Koning David
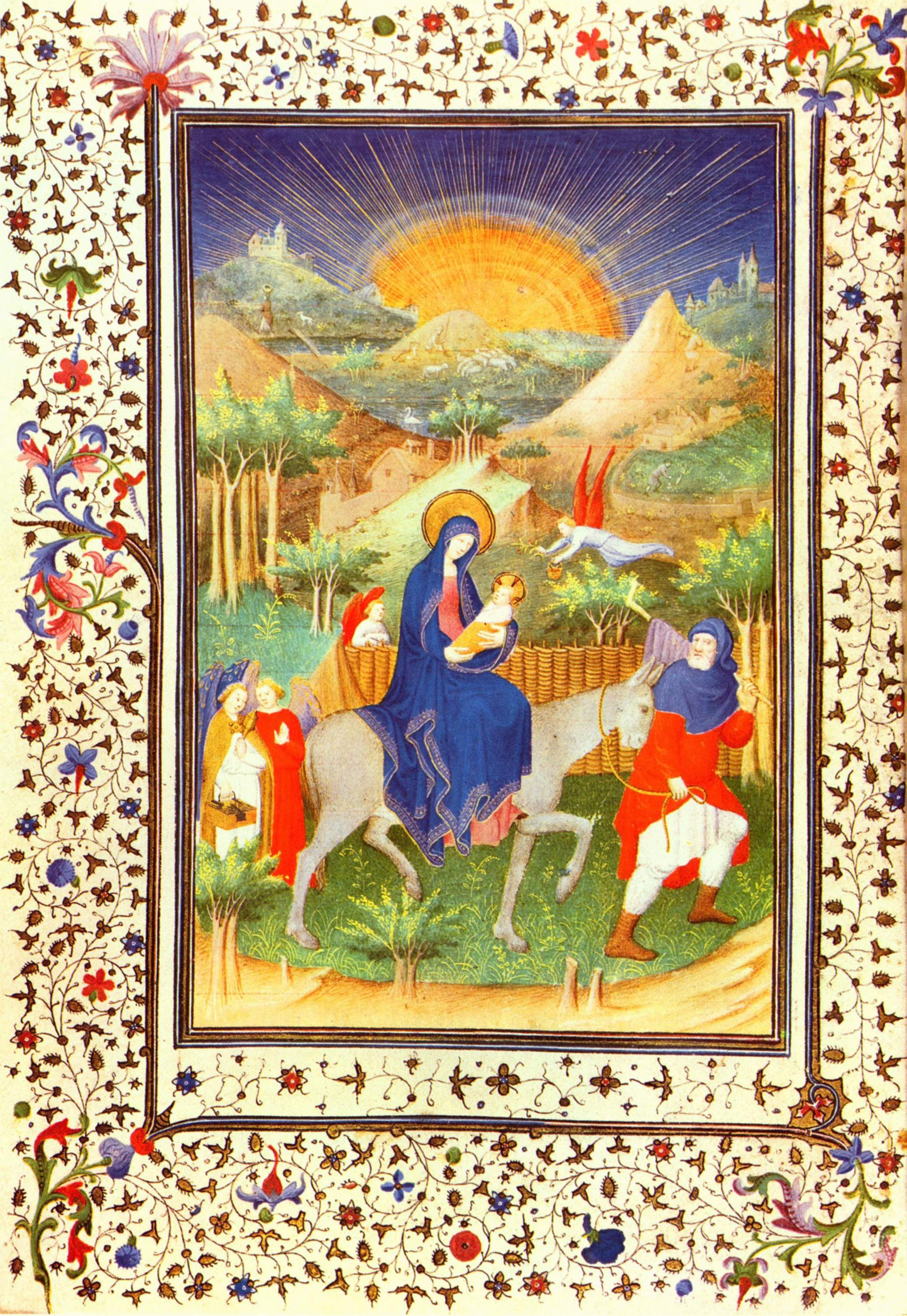
Boucicaut meester, De vlucht naar Egypte, Getijdenboek van maarschalk Boucicaut.
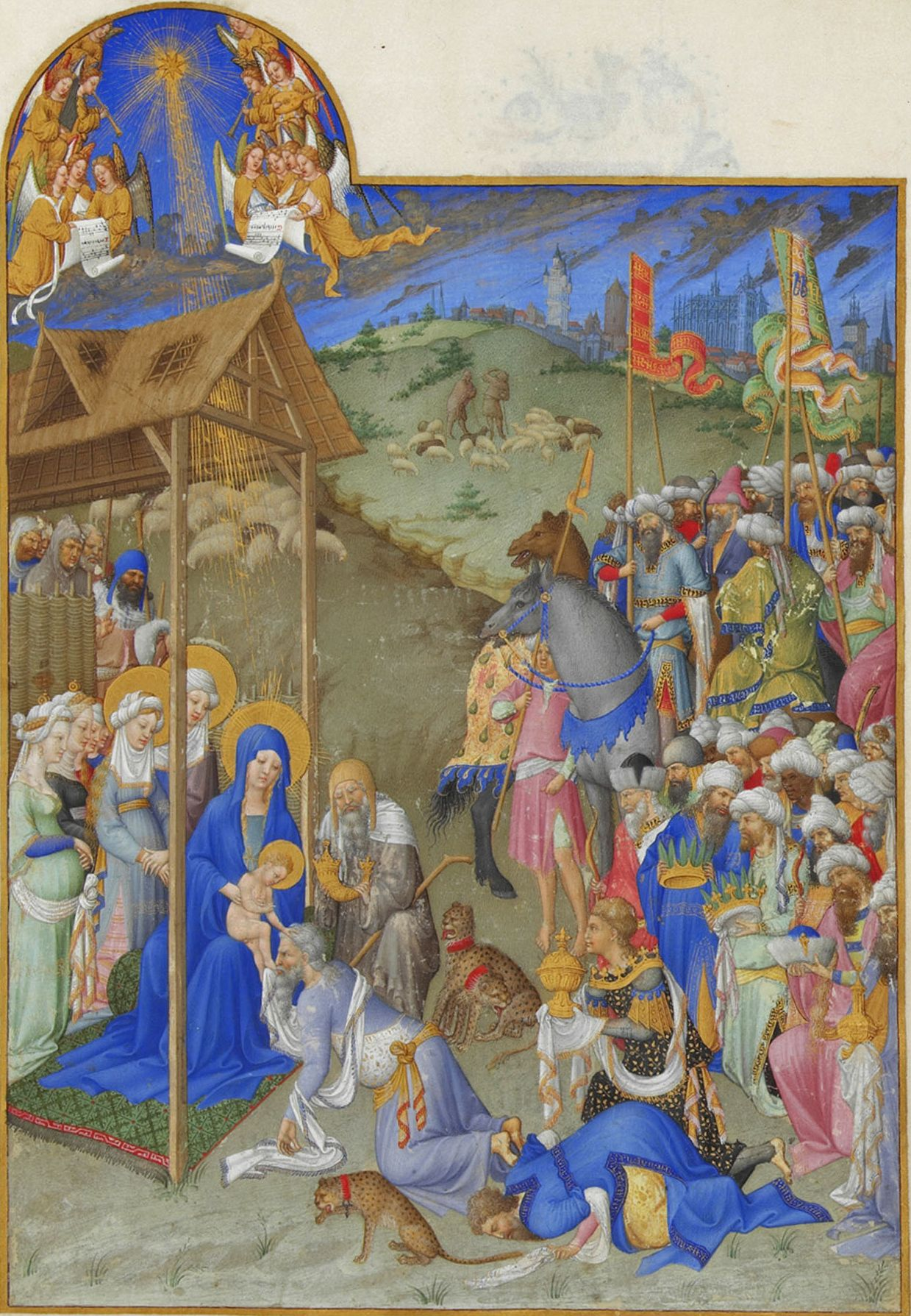
Gebroeders van Limburg, Les très riches heures, Aanbidding der wijzen

En ook de eerste schilders die in deze evolutie betrokken waren, Jean de Beaumetz uit Atrecht en Jan Maelwael uit Gelre, waren aan het werk in Dijon voor Filips de Stoute. Melchior Broederlam uit Ieper kreeg samen met Jacob de Baerze uit Dendermonde van Filips een opdracht voor het uitvoeren van een groot retabel voor Champmol, maar zij werkten in hun eigen atelier. Broederlam schilderde een vrij levensechte Jozef in het paneel met de Vlucht naar Egypte die in een schilderij van Brueghel niet uit de toon zou vallen. En we mogen zeker de Gebroeders van Limburg uit Nijmegen niet vergeten, die als miniaturisten prachtig werk leverden voor Jean de France, Duc de Berry.

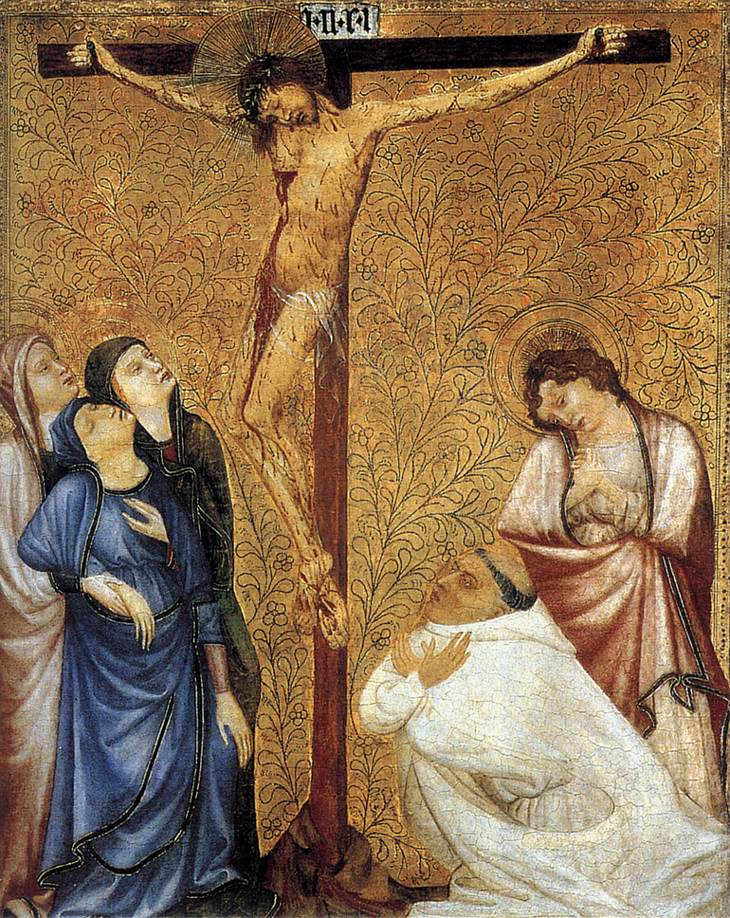
Jean de Baumetz, Kruisiging
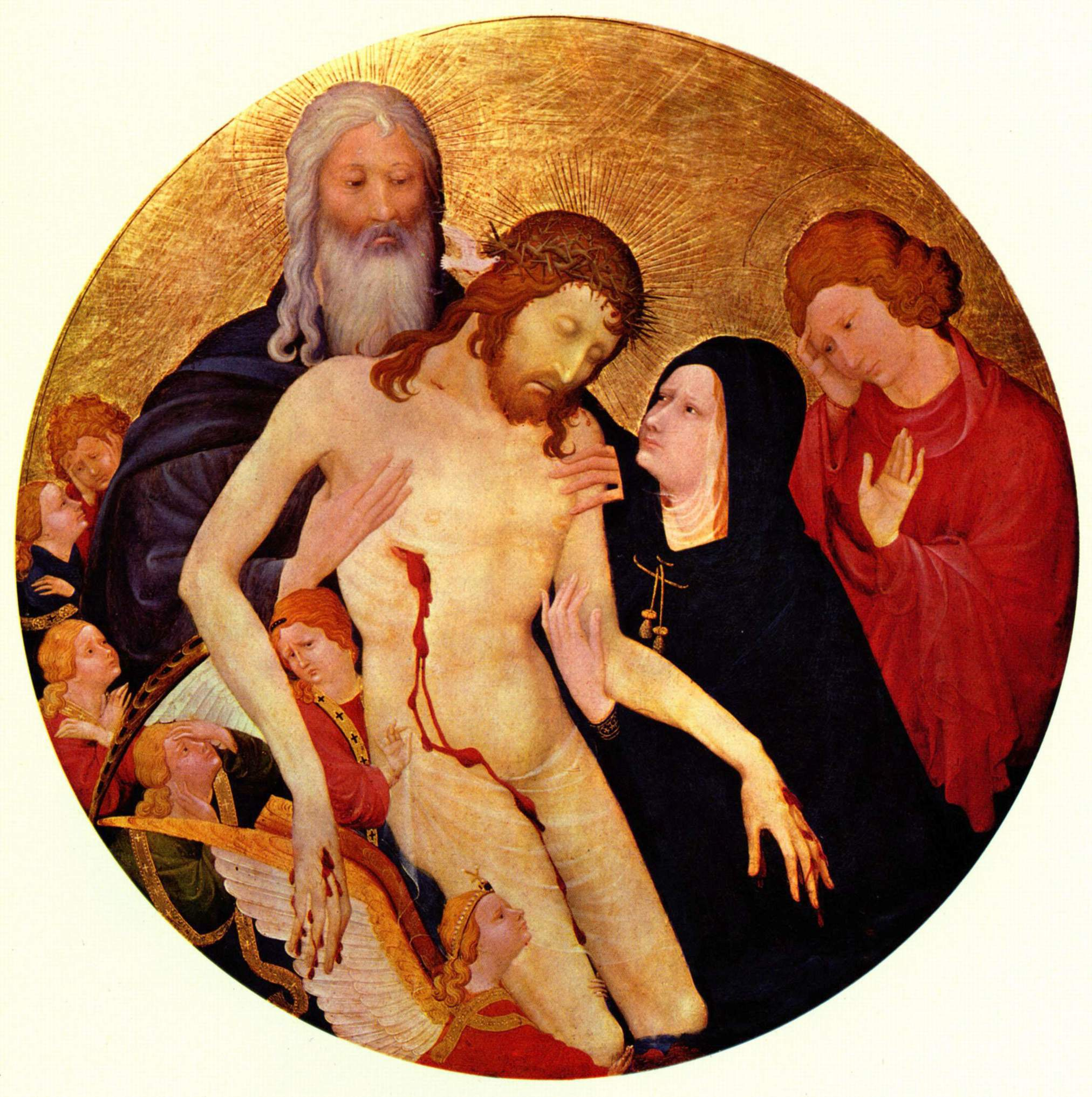
Jan Malwael, Piëta
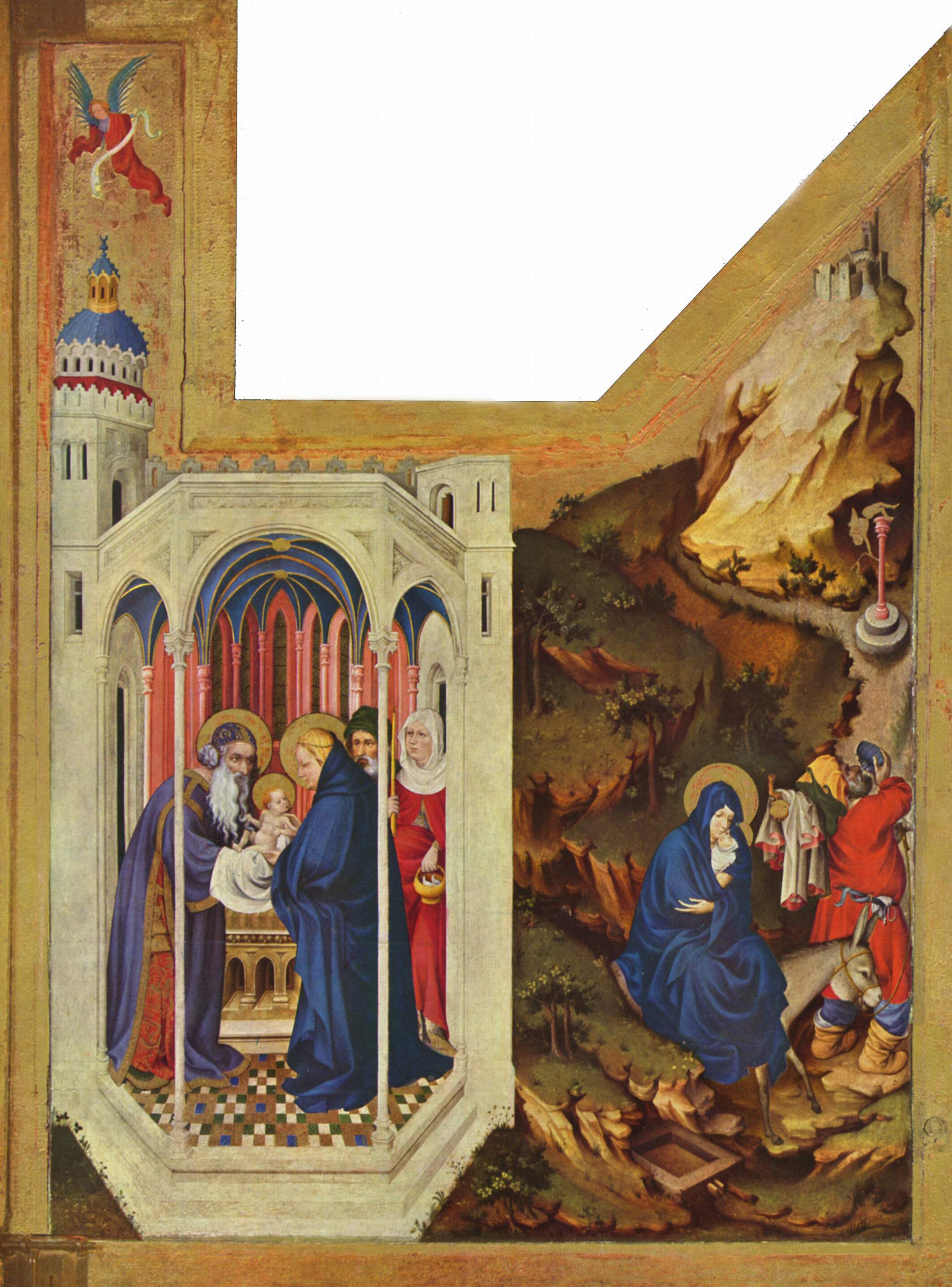
Melchior Broederlam, Retabel van Champmol, Opdracht in de tempel en vlucht naar Egypte

### De Vlaamse primitieven

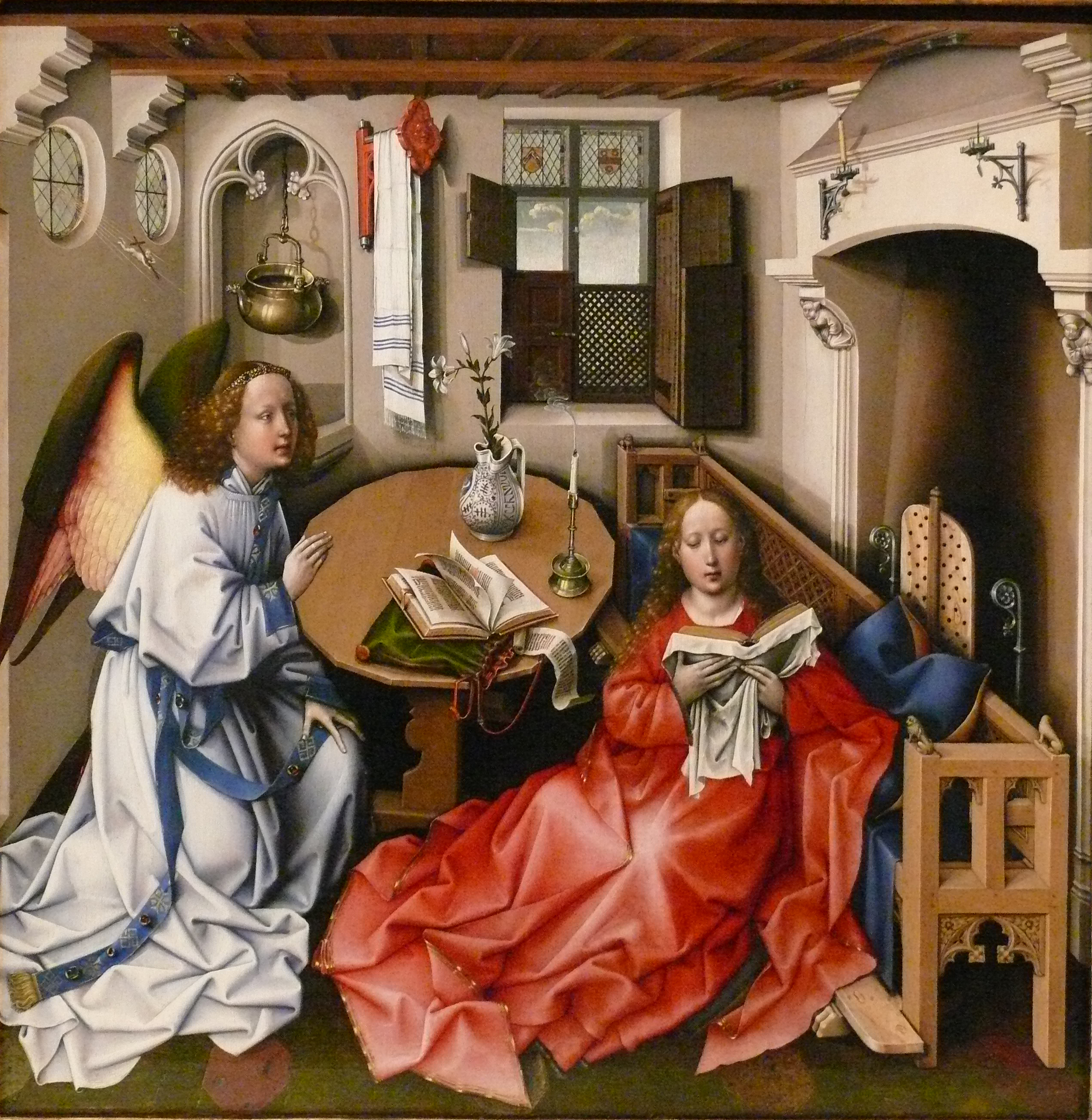
Robert Campin, Middenpaneel van de Mérode triptiek.

De Vlaamse Primitieven bouwden voort op deze traditie en in de veelal religieuze taferelen die ze schilderden gingen ze de dagelijkse werkelijkheid gebruiken om de Bijbelse taferelen voor te stellen in de vertrouwde omgeving van hun klanten. Robert Campin met zijn grote atelier in Doornik neemt de fakkel over van Maelwael en Broederlam. Campin werkt weinig of niet voor de hertog en zijn hof maar voornamelijk voor de rijke burgerij. Dit is een trend die we kunnen vaststellen bij alle belangrijke schilders vanaf zijn tijd, ook de religieuze werken die ze maken zijn meestal in opdracht van de gegoede burgerij zij het voor plaatsing in een kerk. De grote uitzondering hierop is Jan van Eyck die nog hofschilder was bij Filips de Goede, maar blijkbaar de vrijheid had voor anderen te werken, anders zou hij nooit het Lam Gods geschilderd hebben. Wat de techniek betreft schakelden ze grotendeels over op oliegebonden verf ter vervanging van de tempera techniek die voordien zowel in de paneelschildering als in de miniatuurkunst nagenoeg standaard was. Door het gebruik van olie als bindmiddel voor hun pigmenten slagen ze erin het detailniveau van hun schilderijen naar een nieuwe hoogte te tillen. Ook het gebruik van het ruimtelijk perspectief was een erfenis van de pre-eyckiaanse miniaturisten, maar werd door de Vlaamse Primitieven verder uitgewerkt.

## Terminologie

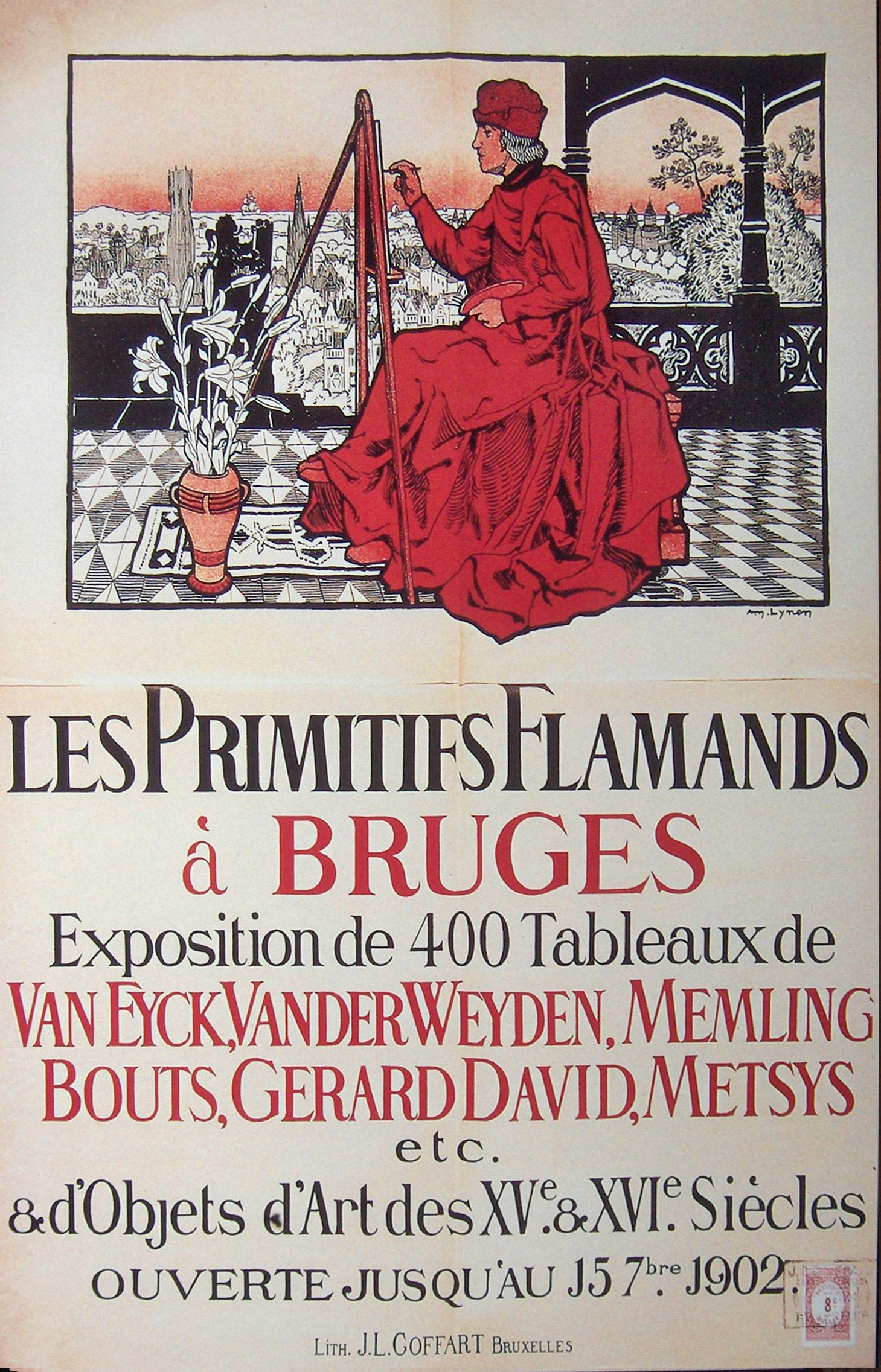
Poster door Amedée Lynen van de tentoonstelling "Les Primitifs Flamands à Bruges" (1902)

De term “Vlaamse primitieven” of “primitifs flamands” komt uit de jaren 1840. Toen men onder de invloed van de romantiek de gotische schilderkunst begon te herwaarderen werd de term “primitif” geïntroduceerd om de vroeg Italiaanse schilderkunst te beschrijven. Naar analogie ging men de laatgotische schilders waarvan de productie in Vlaanderen, Brabant en Doornik te situeren was, "Les Primitifs flamands" of in het Nederlands de "Vlaamse Primitieven" noemen.
Het woord 'primitif' moet hier begrepen worden in de betekenis van 'vroeg’, ‘eerst’ of ‘aanvankelijk’ zoals het gebruikt werd om de kunst van Fra Angelico te beschrijven, kunst met een “pureté primitif”. De term was niet bedoeld als een pejoratief epitheton.
Lang voor de tentoonstelling van 1902, in 1842, werd de term al gebruikt om de achterliggende schilderschool te benoemen als de “École primitive flamande”. Hoewel er in België en bij de Franse kunsthistorici nog discussie was over de te gebruiken terminologie, raakte de term snel ingeburgerd door het succes van de zogenaamde "Exposition des Primitifs Flamands", een grote overzichtstentoonstelling gehouden in Brugge in 1902. Dit evenement bracht bij onderzoekers, maar ook bij het grote publiek de schilderkunst uit de lage landen van de 15e eeuw blijvend onder de aandacht.
Het cultuurnationalisme van de Duitsers heeft ertoe geleid dat zij de term Vlaamse Primitieven trachtten te vervangen door een omschrijving die deze school bij het Duitse culturele erfgoed zou onderbrengen. Friedrich von Schlegel was een van de eerste Duitse romantici en cultuurnationalisten die de werken van Jan van Eyck claimden als altdeutschen Gemälden en hij plaatste hem in een Keulse school die al twee eeuwen voor Van Eyck een bloeiperiode doormaakte! De theorieën van Schlegel werden populair in kringen die bezig waren met de herontdekking van de noordelijke kunst, omdat ze de Germaanse traditie superieur noemden tegenover de Latijnse. De meest fervente aanhanger van de Schlegel theorie was bijna een eeuw later Max Friedländer, curator en directeur van het Kaiser Friedrich Museum in Berlijn.
Zijn veertiendelige werk dat hij aan de Vlaamse schilderschool wijdde werd het standaardwerk over het onderwerp en Max Friedländer werd de algemeen erkende autoriteit ter zake. Maar Vlaanderen was voor hem als historicus een deel van Frankrijk en was ‘besmet’ met Franse cultuur. Voor Friedländer was het onmogelijk om te erkennen dat de meesterwerken van de vroege noordelijke renaissance uit het zuiden of uit de Franse invloedssfeer afkomstig waren hij stelde dan ook dat de term ‘Vlaamse Primitieven’ inaccuraat was omdat in deze school veel schilders voorkwamen van buiten het graafschap Vlaanderen. De Nederlanden daarentegen waren voor hem een integraal deel van de Duitse historie en maakten deel uit van de Duitse cultuur. Van Jan van Eyck maakte hij trouwens kortweg een Duitse schilder. Het was voor hem dus een elegante oplossing om van altniederländische Malerei te spreken waarmee hij die kunststroming incorporeerde in de Duitse cultuur en ontnam aan wat hij zag als de Franse cultuur maar wat in feite Vlaams erfgoed was.
Kenmerkend voor de ideeën van Friedländer was dat hij moeite had met het fenomeen Rogier van der Weyden. Rogier was niet van de goede ‘stam’ en Friedländer had dan ook moeite om hem te erkennen en te plaatsen als een “altniederländische Maler”. Wat Friedländer wel positief vond aan Van der Weyden, was dat die gedurende en na zijn Italiëreis niet beïnvloed was door de Italiaanse kunst. Dat diende ook zijn stelling dat in de 15e eeuw de artistieke beïnvloeding van noord naar zuid ging en nooit omgekeerd! Ook Erwin Panofsky verdedigde deze stelling nog in zijn werk van 1953.
De term Altniederländische Malerei in het Nederlands overgenomen als “Oudnederlandse schilderkunst” of “Vroegnederlandse schilderkunst”, waarmee dan doorgaans de schilderkunst van Van Eyck af tot de laatste decennia van de 16e eeuw (inclusief Pieter Brueghel) wordt aangeduid, werd snel opgepikt in de door de Duitse kunsthistorici beïnvloedde gebieden. In Zuid-Europa (Frankrijk, Italië, Spanje etc.) kreeg de term nooit voet aan de grond. De van oorsprong Duitse Erwin Panofsky, in 1933 gevlucht voor de nazi's naar de Verenigde Staten, nam in 1953 de benaming over in het Engels en lanceerde op die wijze de verdere verspreiding in de Engelstalige wereld als “Early Netherlandish Painting”. Niettemin vindt men in de Engelstalige literatuur, ook in de hedendaagse, nog vrij frequent de “Flemish Primitives” terug. Panofsky beschreef zijn werk trouwens, in correspondentie met vrienden, als zijn “big flemish book”.
Sommige Nederlandstalige kunsthistorici gebruiken een vertaling van deze terminologie, hetzij "Oudnederlandse schilderkunst" hetzij "Vroegnederlandse schilderkunst", maar zeer velen blijven de term "Vlaamse Primitieven" gebruiken. Bij het grote publiek blijft de benaming "Vlaamse Primitieven" onverminderd in gebruik. Ook de marketing van belangrijke tentoonstellingen speelt nog steeds doelbewust in op deze naambekendheid.

## De kunstenaars

### Bekende meesters

Rogier van der Weyden, Kruisafneming

De meeste Vlaamse Primitieven hebben, in wat nu het Nederlandssprekende deel van het huidige België is, geleefd en gewerkt. Toch waren ze niet allemaal van Vlaamse afkomst als men Vlaams interpreteert als afkomstig van het graafschap Vlaanderen. In 1902 als de term populair werd, stond Vlaams natuurlijk al lang niet meer voor het graafschap, maar voor het gedeelte van België waar 'Vlaams' gesproken werd, toen nog inclusief Brussel. Doornik (stad van Romaans-Vlaanderen), de bakermat van de kunst van Robert Campin en Rogier van der Weyden lag in het graafschap Henegouwen maar was een enclave van de Franse kroon. Op gebied van cultuur en handel maakte het deel uit van de Bourgondische Nederlanden en was trouwens als enclave niet leefbaar. Rogier van der Weyden werkte wel voornamelijk in Brussel in het Hertogdom Brabant. De gebroeders Jan en Hubert van Eyck waren waarschijnlijk afkomstig uit Maaseik in het voormalige graafschap Loon, destijds deel van het prinsbisdom Luik. Dirk Bouts leefde en werkte in Leuven maar was uit het Hollandse Haarlem afkomstig. Waar hij zijn opleiding kreeg staat niet vast, maar zijn stijl was in zijn vroege periode sterk beïnvloed door het werk van Petrus Christus en in zijn latere werk kan men de invloed van Rogier van der Weyden ontdekken. Gerard David was afkomstig uit het Hollandse stadje Oudewater bij Gouda maar bouwde een carrière op in Brugge, net als Petrus Christus die afkomstig was uit het Brabantse Baarle maar werd opgeleid in de omgeving van Jan van Eyck. Hans Memling, opgeleid in de omgeving van Rogier van der Weyden, werkte eveneens in Brugge, maar was uit het dorpje Mommingen bij Seligenstadt in Duitsland afkomstig. Hugo van der Goes ten slotte was afkomstig van Gent.
Hierbij vindt men een lijst van de bij naam gekende meesters die meestal tot de 'Vlaamse Primitieven' werden gerekend gebaseerd op de bibliografie van het Centrum voor de studie van de Vlaamse Primitieven.
| Naam                   | Afkomstig van                       | Periode (circa)        |
| ---------------------- | ----------------------------------- | ---------------------- |
| Simon Bening           | Gent - Vlaanderen                   | 1483 - 1561            |
| Jheronimus Bosch       | 's-Hertogenbosch - Brabant          | 1450 - 1516            |
| Aert van den Bossche   | 's-Hertogenbosch ? - Brabant        | ???                    |
| Albrecht Bouts         | Leuven - Brabant                    | 1452 - 1549            |
| Dirk Bouts             | Haarlem - Holland                   | 1410 - 1475            |
| Melchior Broederlam    | Ieper - Vlaanderen                  | ca.1350/60 - 1410      |
| Robert Campin          | Valencijn - Henegouwen              | 1378 – 1444            |
| Petrus Christus        | Baarle - Brabant                    | 1410 - 1472            |
| Pieter van Coninxloo * | Brussel - Brabant                   | act. ca. 1485- ca.1530 |
| Colijn de Coter        | Brussel - Brabant                   | 1440 - 1532            |
| Jacques Daret          | Doornik - Doornik                   | 1400 – 1468            |
| Gerard David           | Oudewater - Holland                 | 1455 - 1523            |
| Barthélemy van Eyck    | Maaseik ? - prinsbisdom Luik        | ?? - 1480              |
| Jan van Eyck           | Maaseik ? - prinsbisdom Luik        | 1390 - 1441            |
| Hubert van Eyck        | Maaseik ? - prinsbisdom Luik        | 1366 – 1426            |
| Juan de Flandes        | Vlaanderen ? - Vlaanderen           | 1465 - 1519            |
| Joos van Gent          | Gent ? - Vlaanderen                 | ?? - 1480              |
| Jehan Hay *            | ???                                 | 1430 - 1482            |
| Hugo van der Goes      | Gent - Vlaanderen                   | 1430 - 1482            |
| Jean Hayne             | Brussel - Brabant                   | act. ca. 1454          |
| Gerard Horenbout       | Gent - Vlaanderen                   | 1465 - 1540            |
| Johan Maelwael         | ??? - Gelre                         | 1370 - 1415            |
| Simon Marmion          | Amiens - Picardië                   | 1425 - 1489            |
| Gerard van der Meire * | ???                                 | act. ca.1490 – ca.1510 |
| Quinten Massijs *      | Leuven - Brabant                    | 1466 – 1530            |
| Hans Memling           | Seligenstadt - keurvorstendom Mainz | 1440 - 1494            |
| Jan Provoost *         | Bergen - Henegouwen                 | 1463 - 1529            |
| Jan Rombouts *         | Leuven - Brabant                    | 1480 - 1535            |
| Michel Sittow          | Reval - Estland                     | 1468 - 1525            |
| Vrancke van der Stockt | Brussel - Brabant                   | 1420 - 1495            |
| Goossen van der Weyden | Brussel - Brabant                   | 1465 - 1538            |
| Rogier van der Weyden  | Doornik - Doornik                   | 1390 - 1464            |

### Anonieme meesters

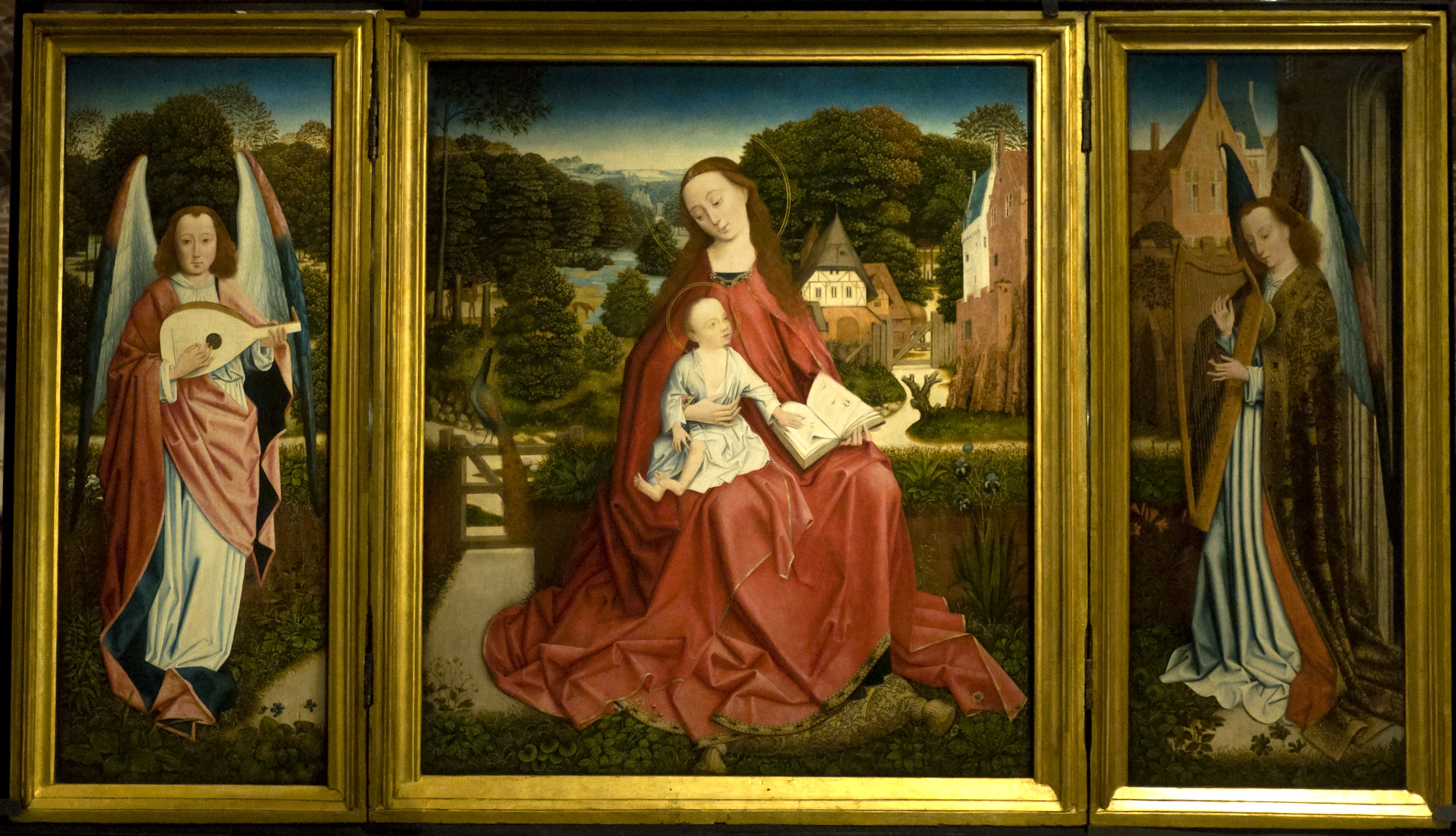
Meester van het geborduurd gebladerte, Maagd met Kind en musicerende engelen in het Palais des Beaux-Arts te Rijsel

Naast de schilders die in de loop der tijden konden geïdentificeerd worden zijn er een aantal die we alleen kennen door een noodnaam die aan hun werk(en) werden gegeven. De lijst van deze meesters vindt men hieronder.
- Meester van de Abdij van Affligem (Meester van het leven van Jozef)
- Meester van de Khanenko-aanbidding
- Meester van de Turijnse Aanbidding
- Meester van de Aix Annunciatie (Barthélemy van Eyck)
- Egidiusmeester
- Meester van Flémalle (Robert Campin?)
- Meester van Frankfurt
- Meester van de Gevangenneming van München
- Meester van het Goudbrokaat
- Meester van het Geborduurde Loofwerk
- Meester van Hoogstraten
- Meester van de Ontgraving van de H. Hubertus
- Meester van Johannes de Doper
- Meester van het Sint-Jorisgilde
- Meester van het leven van Jozef (Meester van de Abdij van Affligem)
- Meester van de heilige Augustinus
- Meester van de Barbaralegende
- Meester van de Catharinalegende
- Meester van de Godelievelegende
- Meester van de Legende van de heilige Lucia
- Meester van de Magdalenalegende
- Meester van de Ursulalegende
- Meester van de André-Madonna
- Meester van de Parel van Brabant (Dirk Bouts de Jonge?)
- Meester van de Baroncelliportretten
- Meester van de Vorstenportretten
- Meester van de Verlossing van het Prado (Vrancke Van der Stockt?)
- Meester van het retabel van Orsoy
- Meester van San Lorenzo della Costa
- Meester van het Retabel van Sint-Jan de Evangelist
- Meester van Sint-Jan op Patmos van Rotterdam
- Meester van het gezicht op Sinte-Goedele
- Meester van de Tiburtijnse Sibylle
- Meester van de Triptiek van Morrison
- Meester van 1473
- Meester van 1499
- Meester van 1500 (Meester van de Brugse Passietaferelen) (Gerard van der Meire?)

## De Schildertechniek

### Opbouw van het werk

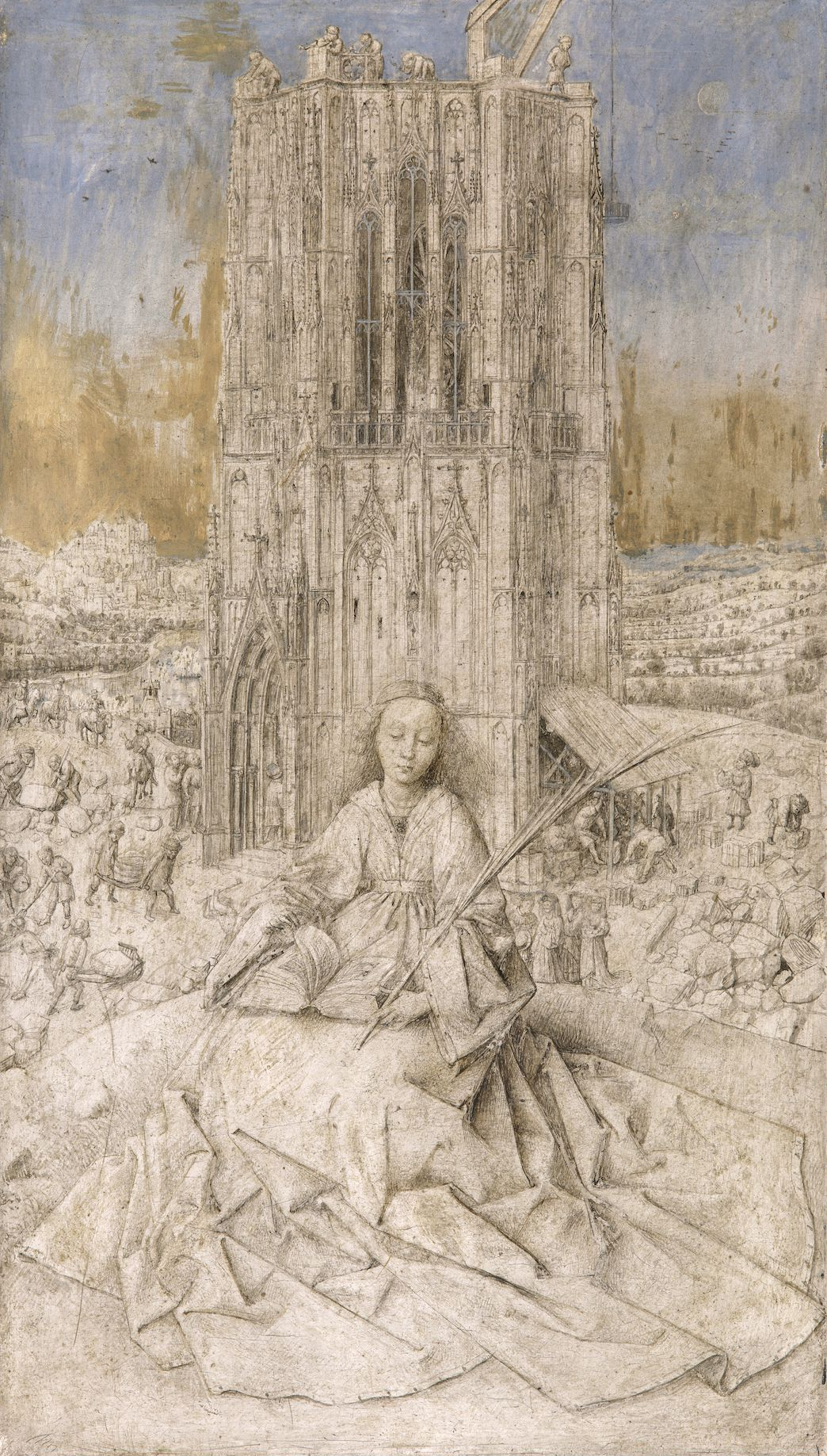
Jan van Eyck, Heilige Barbara van Nicodemië, olieverf op paneel, doodverf of onderschildering die op de luchtpartij na niet verder afgewerkt werd.

De techniek die in de 15e eeuw gebruikt werd voor paneelschildering, is niet wezenlijk verschillend van meester tot meester of van streek tot streek. Men vertrok van een houten paneel, bij voorkeur samengesteld uit planken die dwars op de groeiringen waren gezaagd. In Italië gebruikte men meestal populier en in de oude Nederlanden meestal Baltische eik. De schilderlaag werd voorbereid door het paneel te bestrijken met een mengsel van kalk (gips in Italië) en dierlijke lijm om alle oneffenheden van het paneel weg te werken. Na het drogen van deze laag werd ze afgeschuurd om een perfect vlakke laag te bekomen. In Italië werden meestal twee grondlagen aangebracht: een ‘gesso grosso’ en een ‘gesso sottile’. In de vijftiende en het eerste kwart van de 16e eeuw werden de panelen ingelijst vooraleer de grondlaag werd aangebracht. De lijst maakte dus integraal deel uit van het paneel en werd ook door de schilder beschilderd en afgewerkt. Later in de 16e eeuw werden de panelen pas ingelijst als de grondlaag reeds was aangebracht. Op deze ondergrond werd dan meestal de ondertekening aangebracht, een ruwe tot zeer gedetailleerde schets van wat op het uiteindelijke werk moest komen. Hierop werd dan eventueel een imprimatura aangebracht om het inschieten van de oplosmiddelen in de grondlaag te voorkomen. Het hangt van de meester af of hij zijn ondertekening direct aanbracht op de grondlaag of op de isolatielaag. In Vlaanderen was die onderlaag meestal wit of zeer licht gekleurd. De ondertekening werd uitgevoerd met zwart krijt, houtskool of met penseel en een soort waterverf op basis van roet of beenzwart.

### Tempera of olie
Daarna begon de meester of zijn assistenten met het schilderen van de onderschildering. Hierop werd dan in een of meerdere lagen de afwerking aangebracht. Dit schilderen gebeurde tot voor de komst van de Vlaamse Primitieven meestal met de tempera techniek. Karakteristieken van tempera zijn dat het snel droogt en dat de resulterende verflaag niet doorzichtig is. Kleurmenging kan dus niet resulteren uit de reflectie van licht op de onderlaag doorheen de verschillende verflagen. De mengkleur moet dus bekomen worden door de bovenlagen met kleine penseelstreekjes als het ware te arceren op de vorige laag. Van op afstand gezien geeft dit de gewenste kleurenvermenging.
De Vlaamse primitieven hebben meestal gewerkt met olie als bindmiddel, dikwijls lijnzaadolie. Soms werd de olie eerst gekookt om een snellere droging te bekomen en om dezelfde reden werd soms hars toegevoegd. Omdat olieverf hoe dan ook veel trager droogt dan tempera had de schilder de tijd om zeer minutieus te werken en veel langer te corrigeren voor de verf opgedroogd was. Aanbrengen van de kleuren nat-in-nat werd mogelijk en overgangen van de ene naar de andere kleur waren makkelijker aan te brengen. Het grote nadeel was de lange droogtijd die tussen opeenvolgende lagen noodzakelijk was. Meestal werden er in de eerste helft van de 15e eeuw drie tot vier verflagen gebruikt om het beoogde resultaat te behalen en men schilderde de onderste lagen met een verf die rijker was aan pigment en minder olie bevatte. Voor de bovenste gebruikte men olierijkere mengsels zodat die transparanter bleven na het drogen.
Ook al hadden de Van Eycks het schilderen met olie als bindmiddel niet ontdekt, zoals Vasari later zou schrijven is hun werk baanbrekend geweest voor het gebruik van oliegebonden verf. Het deskundige gebruik van de glaceertechniek liet hen toe gebruik te maken van de transparantie van de olieverflagen om op die manier het licht te laten weerkaatsen van de reflecterende achtergrond door enkele boven elkaar geschilderde transparante lagen. Op die wijze gaven zij een ongekende luminositeit en kleursaturatie aan hun werk. Zonder de olieverftechniek gebruikt door de Van Eyck's en de andere Vlaamse Primitieven, zou het detailrealisme van hun schilderijen quasi onmogelijk zijn geweest.
Tijdgenoten van Jan van Eyck zoals Robert Campin en Rogier van der Weyden, gebruikten weliswaar verven op basis van olie, maar hun laagopbouw reflecteerde nog veel meer de temperatechniek. Campin, Van der Weyden en Dieric Bouts zouden ook nog tempera gebruikt hebben voor de imprimatura en de onderschildering, alleszins in een aantal van hun werken. Het is pas in de volgende generatie met Hans Memling en Gerard David dat de techniek van Jan van Eyck definitief doorbreekt. In Italië zou het nog bijna honderd jaar duren voor men olieverf ging gebruiken vooral voor de huidschildering of incarnaat. De eerste schilder die met olieverf op een witte achtergrond schilderde is Pietro Perugino in het altaarstuk gekend als het Certosa Altaar, nu in de National Gallery in Londen. Ook Rafaël een leerling van Perugino, schilderde voornamelijk met notenolie als bindmiddel. Voor zijn huidpartijen gebruikte hij een witte ondergrond met dunne overschilderingen.

## Stijlkenmerken

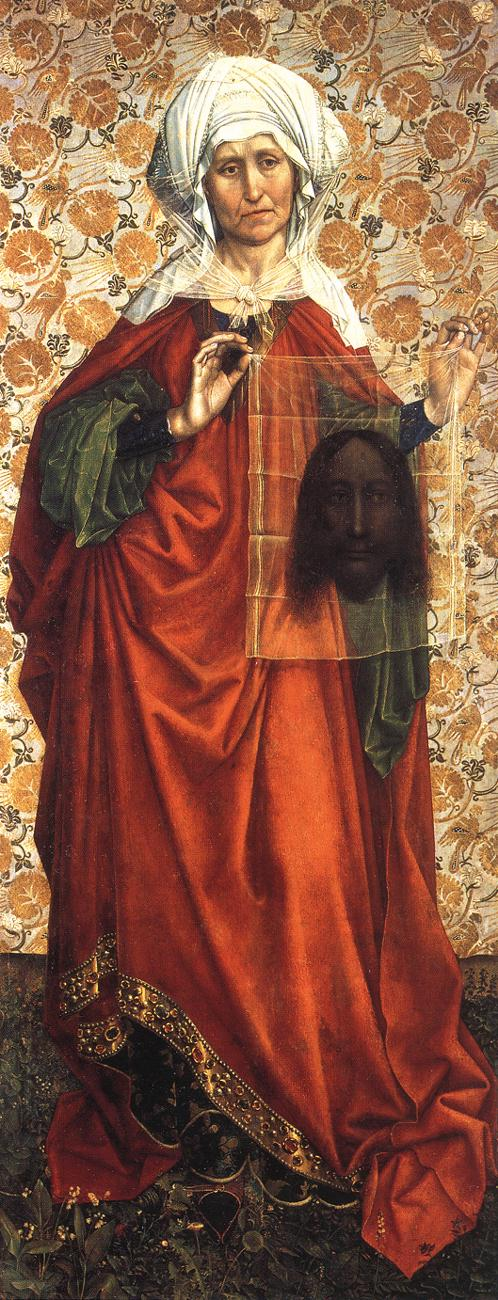
"Veronica" uit het Städelsches Museum van Frankfurt

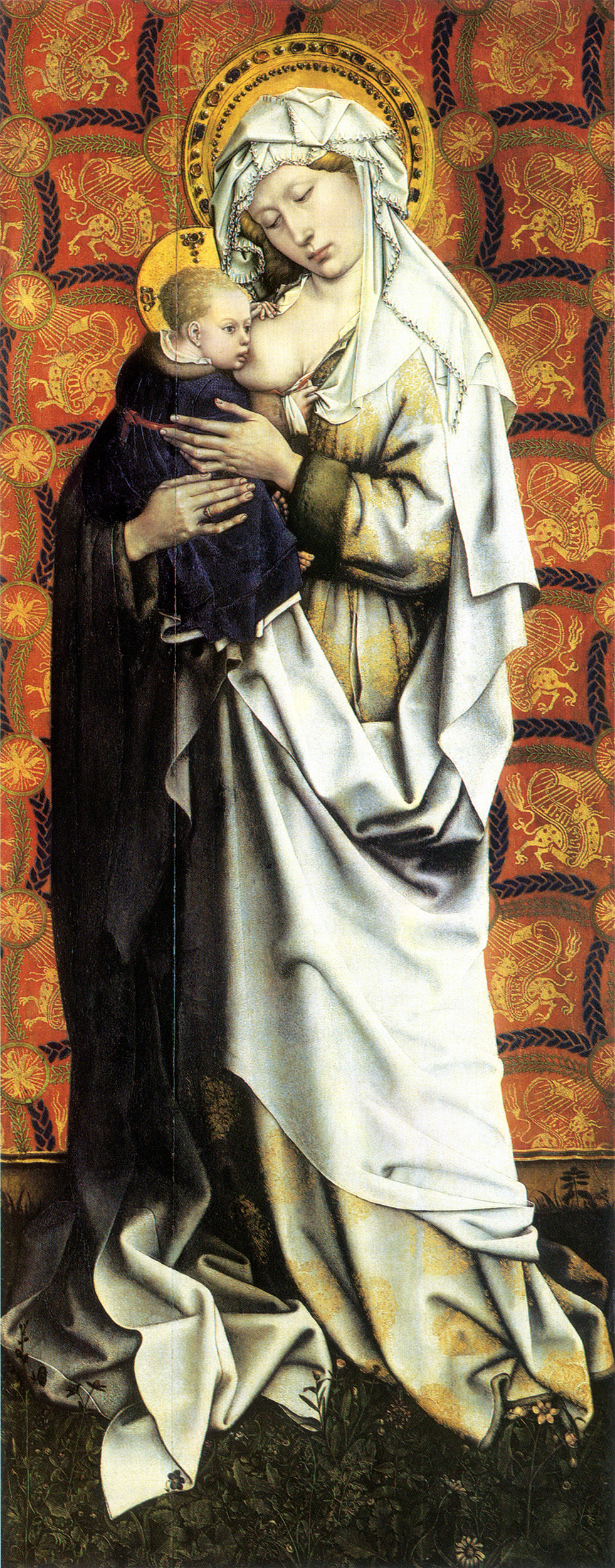
"Zogende Madonna" uit het Städelsches Museum van Frankfurt

### Realisme
De werken van de Vlaamse primitieven worden gekenmerkt door hun levendige, verfijnde en gedetailleerde schildertechniek waarin op een naturalistische wijze de zichtbare wereld wordt afgebeeld. Dit realisme werd, in tegenstelling tot de werken uit de gotiek, ook toegepast in religieuze thema’s. Robert Campin was de eerste meester bij wie deze evolutie duidelijk naar voren trad. De gezichten van de heiligen die worden afgebeeld zijn geen geïdealiseerde onwerkelijke personen meer, maar mannen en vrouwen van vlees en bloed die men op straat in Doornik kon ontmoeten, zoals de Madonna en Veronica op de afbeeldingen hierbij. De achtergrond van bladgoud, afbeelding van het stralende hemellicht, heeft plaatsgemaakt voor een eredoek hangend over een houten wand. De heiligen staan op een grasperkje met allerlei kruiden zoals op gebeeldhouwde altaarstukken gebruikelijk was, ze lijken wel levend geworden gepolychromeerde beelden. De plasticiteit van de afbeelding is vrij typisch voor Campin en we zullen ze later terugvinden bij zijn leerling Rogier van der Weyden, zijn kruisafneming is daar het sprekende voorbeeld van. Sommige kunsthistorici baseerden zich hierop om te stellen dat Campin en Van der Weyden beïnvloedt waren door de Doornikse beeldhouwkunst. Beeldhouwkunst en schilderkunst hadden in die tijd ongetwijfeld met elkaar te maken en we weten dat Van der Weyden betrokken was bij het polychromeren van beelden, dus dat er wederzijdse beïnvloeding was is niet onwaarschijnlijk maar er zijn geen duidelijke voorbeelden van aantoonbaar. De invloed van Rogier van der Weyden op de beeldhouwers is dan voornamelijk merkbaar in Brussel en in het Brabantse.
Het realisme van de Vlaamse Primitieven is soms zo perfect doorgevoerd dat hedendaagse artsen konden vaststellen dat op enkele werken van de meesters duidelijk artritis kan vastgesteld worden. Een andere onderzoeker stelde vast dat Jan van Eyck op enkele van zijn schilderijen een vrij correcte afbeelding van de maan schilderde en daarmee Leonardo da Vinci met bijna 100 jaar voorafging. Jan van Eycks’s schilderijen waren soms zo precies dat sommigen veronderstelden dat hij optische middelen gebruikte om de ontwerptekening te maken. Verscheidene onderzoekers hebben deze thesen weerlegd onder meer op basis van het ontbreken van een correct perspectief.

### Symboliek
Een tweede gemeenschappelijk kenmerk van de Vlaamse Primitieven is het gebruik van de symboliek. Ook al stellen hun schilderijen de dagelijkse werkelijkheid voor, ze verbergen dikwijls boodschappen die op het eerste gezicht niet in het oog springen. Bijvoorbeeld op de annunciatie van Campin zien we het boek, symbool van het Nieuwe Testament, dat de boekrol symbool van het Oude Testament) wegdrukt, de lelie in de majolica vaas de ketel met water en de witte handdoek staan voor de zuiverheid van Maria, het Jezuskindje met zijn kruis dat komt aanzweven, symbool voor de onbevlekte ontvangenis en de net uitgedoofde kaars waarvoor de specialisten geen eenduidige verklaring hebben. Blijkbaar heeft Maria de engel nog niet opgemerkt en hij heeft haar ook nog niet gegroet, wat we dus zien is het moment net voor de annunciatie in plaats van de annunciatie zelf. Ook bij Jan van Eyck, Rogier van der Weyden en hun opvolgers is deze symboliek alom aanwezig. Panofsky noemde dit ‘disguised symbolism’ (vermomde of verborgen symboliek). Panofsky’s nadruk op en zoektocht naar die verborgen symboliek werd na het verschijnen van zijn boek sterk uitvergroot en latere onderzoekers gingen religieuze symbolen zoeken waar die waarschijnlijk nooit bedoeld waren. Panofsky’ ideeën werden dan ook fel gecontesteerd. Het gebruik van symboliek was niet nieuw, ook in de miniatuurkunst die voorafging werden dergelijke religieuze symbolen al gebruikt maar de vermenging van realisme en symboliek is typisch voor de Vlaamse Primitieven.

### Actualisering

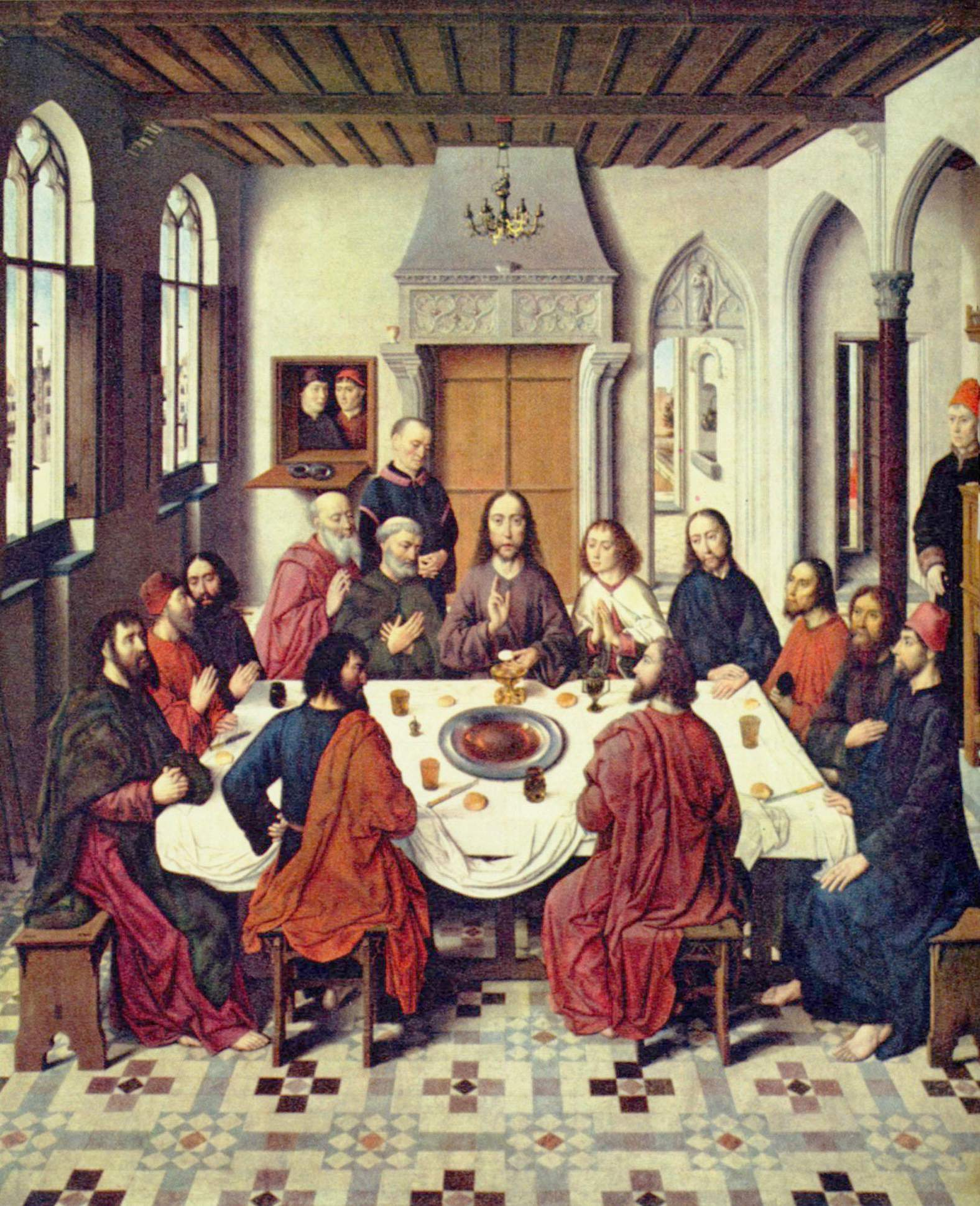
Dirk Bouts, Het laatste avondmaal, middenpaneel van het altaarstuk in de Sint-Pieterskerk te Leuven

Wat wel grondig vernieuwend is in de werken van de Vlaamse Primitieven, is het realisme in de tijd. Hun voorgangers schilderden Bijbelse taferelen die duidelijk in tijd en ruimte zo konden begrepen worden. De Vlaamse primitieven gaan die Bijbelse taferelen situeren in hun eigen tijd. Zo zijn het de Vlaamse Primitieven die voor het eerst de annunciatie laten plaatsvinden in een gewone huiskamer in plaats van in een kerkgebouw. Als we naar het Laatste Avondmaal van Dirk Bouts kijken zien we Jezus met zijn apostelen in een gotische zaal. Ze zitten aan een tafel op stoelen en banken, ze liggen niet op rustbanken wat je voor de tijd van Christus zou verwachten. De afgebeelde taferelen worden dus niet alleen realistisch voorgesteld, ze worden ook geactualiseerd. Die actualisering wordt zeer breed uitgevoerd, in de gebouwen, de huizen, de kleding en de omgeving. De Meester van de Ursulalegende laat Jezus dopen in een waterloop met op de achtergrond het Brugge uit de 15e eeuw, herkenbaar aan de toren van de Onze-Lieve-Vrouwkerk en het belfort. Het lijkt wel of hij gedoopt wordt in de Brugse Reie. Nochtans kende deze actualisering zijn grenzen. Christus werd nooit afgebeeld in hedendaagse kleding, Maria nauwelijks maar voor andere heiligen was de toen hedendaagse kleding regel. Ook details zoals het feit dat de apostelen bij het Laatste Avondmaal van Dirk Bouts blootsvoets worden afgebeeld verwijst naar de Bijbelse context. Maar de schilders gebruikten ook andere methodes om ondanks de actualisering hun schilderijen toch te dateren. Zo situeerde Jan van Eyck de annunciatie die nu bewaard wordt in de National Gallery in Washington in een kerkgebouw dat duidelijk te situeren is in de jaren 1200-1230. Voor de moderne mens is 1200 of 1500 beide middeleeuws maar voor de tijdgenoten van Jan moet de bedoeling duidelijk geweest zijn, 1200 was twee eeuwen geleden en moet voor hen duidelijk verwezen hebben naar lang vervlogen tijden..

### Illusionisme

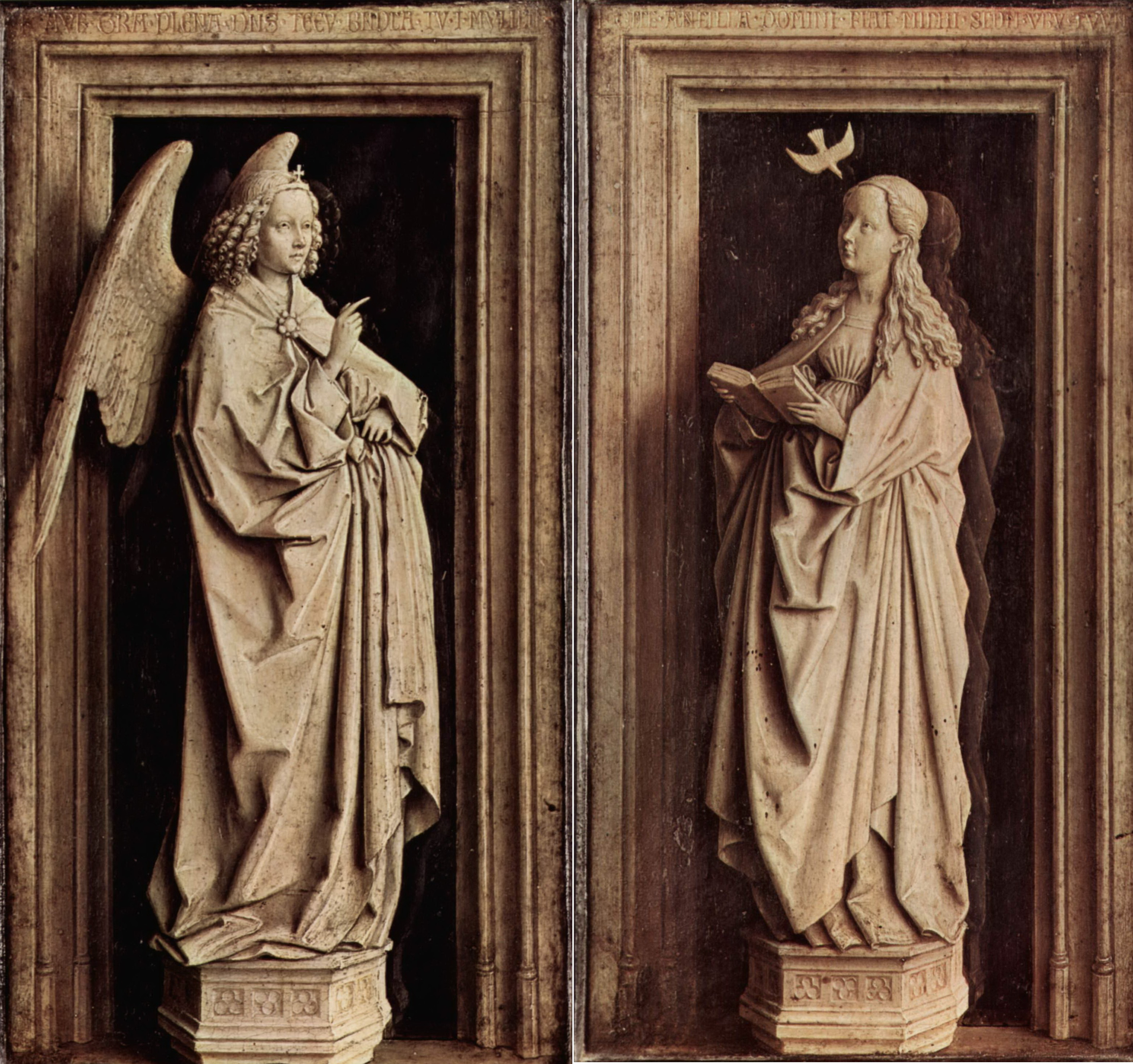
Jan van Eyck, Annunciatie van het Thyssen-Bornemisza museum

Naast het realisme is het illusionisme overal aanwezig in de schilderijen van de Vlaamse Primitieven. Dit gaat over het schilderen van een vlieg die op de lijst van het schilderij lijkt te zitten, eigenlijk een trompe l’oeil, over personages die door kunstgrepen buiten het schilderij gesitueerd worden tot meer bewerkte illusies zoals op het Lam Gods, de afbeelding van een aantal bloeiende planten die niet in dezelfde periode van het jaar bloeien, om op die manier het paradijs te tonen.
Een mooi voorbeeld van figuren die buiten het schilderij lijken te staan zien we in de annunciatie die bewaard wordt in het Thyssen-Bornemisza museum in Madrid. Maria en de engel Gabriël lijken sculpturen die voor het schilderij staan. De nis in de geschilderde stenen lijst lijkt zeer ondiep, wat de indruk wekt dat de beelden voor het vlak van de lijst en dus buiten het schilderij staan. De vleugel van de engel Gabriël hangt duidelijk voor de lijst waarop hij zijn schaduw werpt. Het driedimensionale concept van de ‘sculpturen’ wordt benadrukt door de weerspiegeling van de achterzijde van het beeld in de zwarte marmer op de achtergrond. Om de illusie van een beeld verder te benadrukken heeft de schilder ook de putjes afgebeeld die bij het steenkappen in de minderwaardige kalksteen zijn ontstaan door het wegbreken van fossiele schelpjes en dergelijke. Anderzijds zet de schilder ons dan weer op het verkeerde been door de pijpenkrullen van Gabriël dermate fijn te schilderen dat het onmogelijk is dat ze gebeeldhouwd zouden zijn. Ook de vouw in rug van het stenen boek van Maria is zo diep dat ze bij een reëel beeldhouwwerk zeer fragiel zou zijn en de Heilige Geest vliegt lustig rond in de vorm van een stenen duif die nergens bevestigd blijkt te zijn. De schilder lijkt ons te willen meenemen in een illusie om bij nadere beschouwing het tegenovergestelde te tonen.

### Gouden achtergrond
Een ander kenmerk van de Vlaamse Primitieven, dat zeer vernieuwend was, is het weglaten van de gouden achtergrond in hun schilderijen, tenzij waar het goud deel uitmaakte van de picturale voorstelling zelf zoals bij de Kruisafneming van Rogier van der Weyden. Voor de opkomst van de Vlaamse Primitieven was de waarde van een kunstwerk dikwijls meer gerelateerd aan de gebruikte materialen, zoals goud, zilver, parels, edelstenen, extreem dure pigmenten zoals lapis lazuli, zijde, email et cetera, dan aan de kunstenaar die het werk schiep. Kunstwerken die gebruik maakten van die dure elementen waren geliefd aan het hof en in de hoogste kringen. De nieuwe paneelschildering waarbij gebruikgemaakt werd van hout, kalk, lijnzaad of walnootolie en (niet noodzakelijk dure) pigmenten was dus in vergelijking vrij goedkoop. Schilders zoals Jan van Eyck verborgen dit niet maar waren integendeel fier op wat ze konden realiseren met gewone olieverf. Dit was duidelijk een trendbreuk met de schilderstijl in de rest van Europa zowel voor paneelschildering als bij miniatuurschildering. Alleen in de oude Nederlanden verdween in het begin van de 15e eeuw bladgoud en schelpgoud nagenoeg volledig uit de schilderwerken behalve daar waar het noodzakelijk was voor de inhoud van de afbeelding en niet langer voor het illustreren van de rijkdom van het werk. Jeanne Nuechterlein is de mening toegedaan dat de Vlaamse Primitieven en hun cliënteel zich nieuwe ideeën begonnen te vormen over de waarde van een kunstwerk en daarmee een nieuwe richting gaven aan de appreciatie van kunst. Wat andere aspecten van hun kunst betreft zoals de iconografie bleven ze sterk verankerd in de middeleeuwse tradities.

### Licht en Schaduw
Het accuraat weergeven van licht, lichtinval en lichteffecten op personen, materie en landschap was eveneens een van de karakteristieken van de Vlaamse Primitieven. Het realistisch weergeven van lichtinval en van schaduwen is een van de grote verworvenheden van de Vlaamse Primitieven en was trouwens noodzakelijk voor het realistisch weergeven van de werkelijkheid. Zo kan men op het Lam Gods duidelijk aan de schaduwen en de lichtwerking op gewaden en gezichten herkennen dat de lichtbron zich langs de rechterkant buiten het schilderij bevindt. Dit was coherent met de reële situatie in de kapel van de familie Vijd waar het retabel werd opgesteld. De ramen bevonden zich inderdaad rechts van het schilderij.
Anderzijds is er op het schilderij zelf ook een duidelijke lichtbron aanwezig rondom de Heilige Geest. Dit ‘goddelijk’ licht dompelt het paradijslandschap in een hemels licht, maar het werpt geen schaduwen af of wordt niet weerkaatst. Deze tweeslachtige verlichting kan men ook terugvinden op werken van onder anderen de Meester van Flémalle, Rogier van der Weyden, Dirk Bouts en Hugo van der Goes. Ook hier is het illusionisme weer aan het werk met de bedoeling de toeschouwer te verwarren en aan het denken te zetten.
De afbeelding van het effect van het licht op kleding en gezichten verhoogt in sterke mate de plastische aspect van de afgebeelde figuren. De slagschaduwen dragen bij tot de dieptewerking op het paneel. Het is dankzij de lichtwerking dat de plasticiteit van de afgebeelde figuren voor het eerst overtuigend wordt voorgesteld in het platte vlak.

## Laatmiddeleeuws versus renaissance

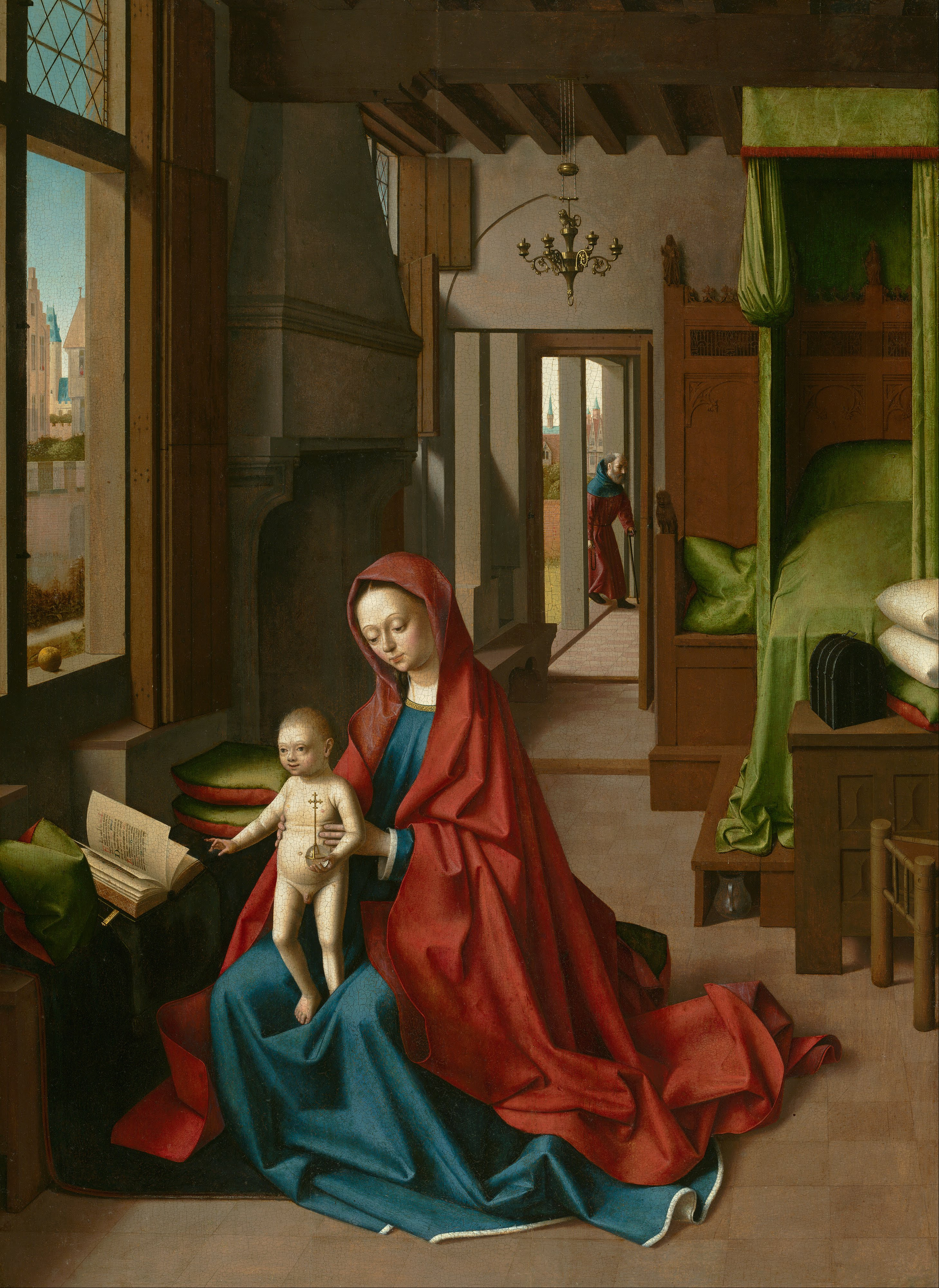
Petrus Christus, Maagd met kind, 1460-1467, perfect perspectief?, Nelson-Atkins Museum of Art, Kansas City (Missouri).

De discussie over het karakter van de schilderkunst van de Vlaamse Primitieven is al ruim 150 jaar aan de gang. De kunsthistorici hebben in de loop der tijden de meest uiteenlopende meningen verkondigd over de plaats van de Vlaamse primitieven in de ontwikkeling van de kunst in Europa. In deze discussie speelde het nationalisme een belangrijke rol.
Om deze discussie zinvol te kunnen voeren moet men eerst het begrip Renaissance definiëren. In zijn artikel van 1944 definieert Erwin Panofsky renaissance als: “een wedergeboorte van de klassieke oudheid volgend op een periode van een complete teloorgang van de klassieke tradities”, of met een bredere definitie als: “een universele bloei van kunst, literatuur, filosofie, wetenschappen en sociale verwezenlijkingen na een periode van verval en stagnatie”. Een derde vrij eenvoudige maar algemeen gebruikte betekenis van de renaissance is die van een tijdsperiode namelijk de 15e en de 16e eeuw.

### Probleemstelling
Sommigen, zoals Johan Huizinga, zagen de Vlaamse Primitieven als laatmiddeleeuws. Huizinga schreef letterlijk: 
Zoo is het naturalisme der Van Eyck's, dat men in de kunstgeschiedenis pleegt op te vatten als een element, dat de Renaissance aankondigt, veeleer te beschouwen als de volledige ontplooiing van den laat-middeleeuwschen geest.
Anderen, onder meer Courajod en Fierens zijn van oordeel dat de Vlaamse Primitieven kunnen gezien worden als de grondleggers van een Noordelijke Renaissance en stellen dat de kunst van de Vlaamse Primitieven veel heeft bijgedragen in de ontwikkeling van de Italiaanse renaissance.

### Historische discussie

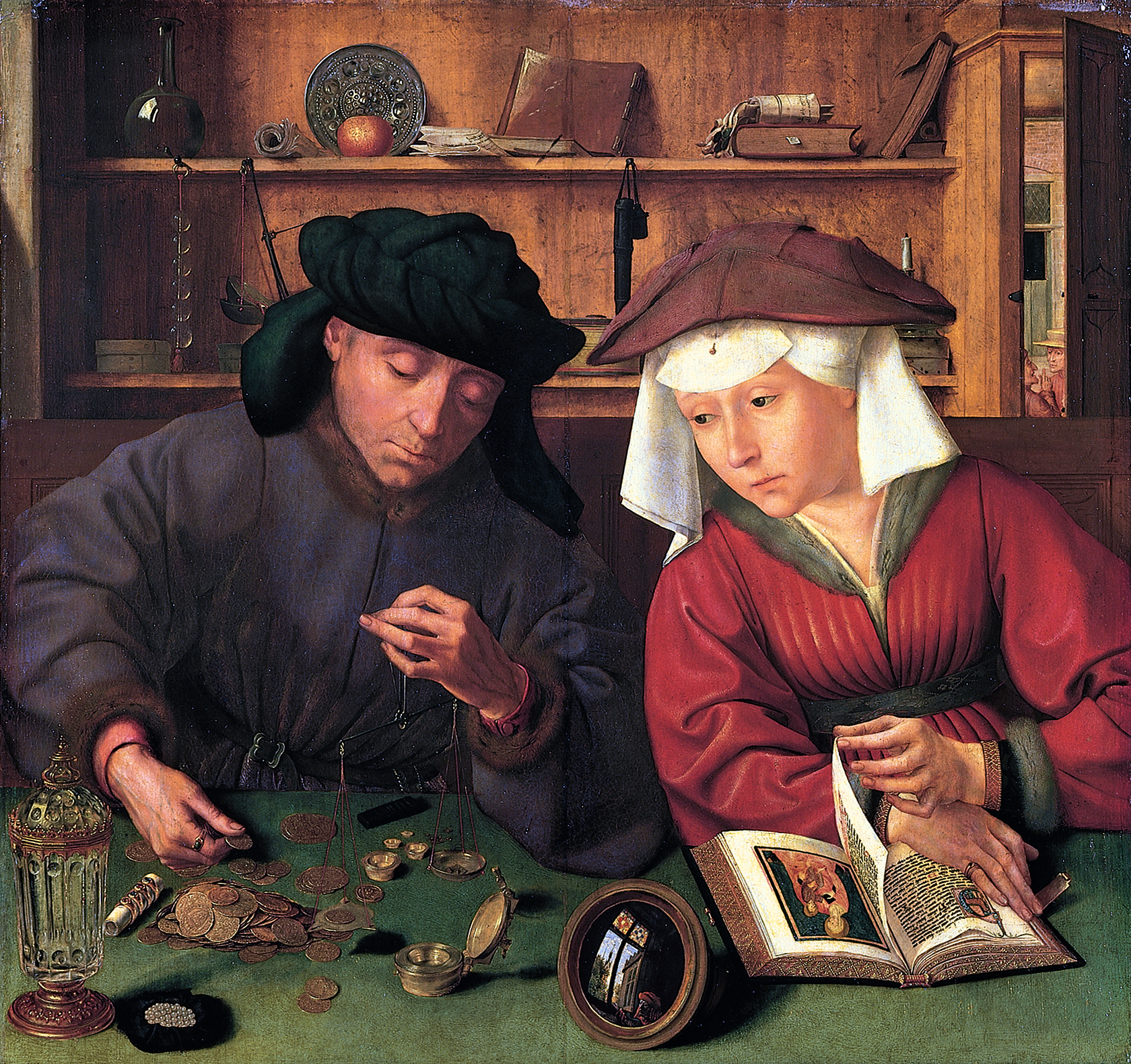
Quinten Massys, ca. 1514, De geldwisselaar en zijn vrouw, Parijs, Louvre

De Franse historicus Jules Michelet en na hem de Zwitser Jacob Burckhardt schiepen het beeld van de renaissance als het schitterende begin van de moderne tijden en het einde van de duistere onbeschaafde middeleeuwen die eraan voorafgingen. Michelet situeerde die periode in het Frankrijk van de 16e eeuw, Burckhardt in het Italië van de 15e eeuw. Burckhardt ging zelfs zo ver om, tegen het einde van zijn leven, in zijn cursussen het realisme in de schilderkunst van de Zuidelijke Nederlanden te relativeren en de Van Eyck’s te zien als een geniale uitzondering. Voor Burckhardt en de anderen die dweepten met de Italiaanse renaissance was het realisme in de oude Nederlanden eerder een ruwe aanzet tot verandering die echter niet doorzette.
John Crowe en Giovanni Battista Cavalcaselle zagen de kunst van de Vlaamse Primitieven dan weer als het product van de Bourgondische hofcultuur. Ze etaleerde de rijkdom en de luxe aan het Bourgondische hof in het realistisch afbeelden van de gewaden in goudbrokaat, de juwelen en dergelijke. Maar het harde soms wrede realisme maakte geen plaats voor de verheffing van de mens, het ware doel van de kunst dat echter niet kon bereikt worden omwille van de verbondenheid met het hof. Van Rogier van der Weyden vonden ze dat hij de gezichten van Maria en Christus niet voldoende idealiseerde. Alleen Memling kende genade in hun ogen. De geschiedenis van de Vlaamse kunst was er een van verval, die van de Italiaanse was er een van opgang.

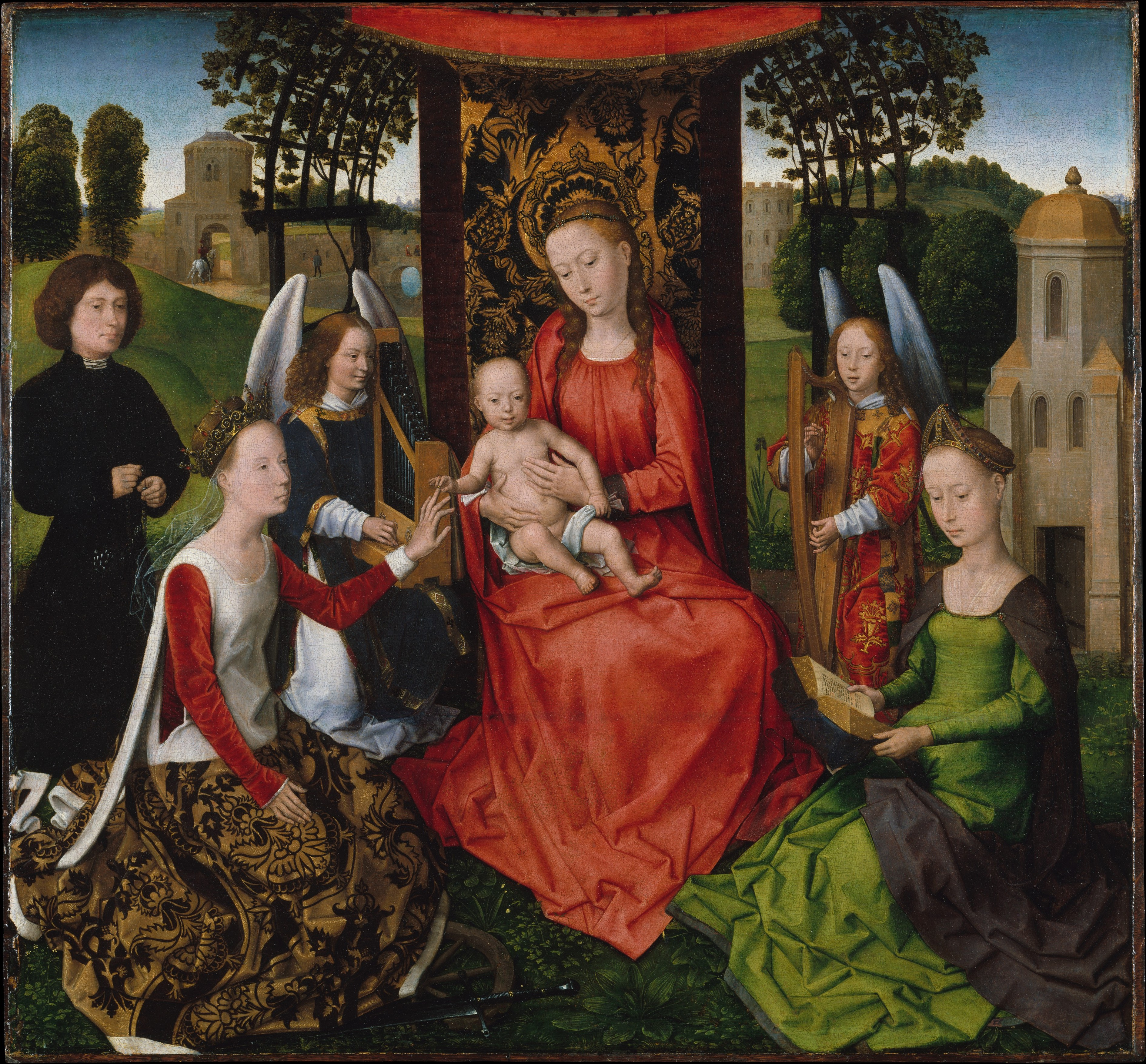
Hans Memling, 1479-1480, Het mystieke huwelijk van de heilige Catharina, New York, Metropolitan Museum of Art.

Abbé Dehaisnes schreef de superieure kunst van de Vlaamse Primitieven dan weer toe aan hun afkeer van het hofleven en aan hun diepe religiositeit. Volgens hem was Jan van Eyck duidelijk de mindere van zijn broer Hubert omdat Jans werk veel minder religieus was en veel realistischer dan het werk van Hubert, want die had een verstandig evenwicht weten te vinden tussen de tegengestelde stromingen van het realisme enerzijds en de grootsheid van het idealisme en christelijke invloed anderzijds. Rogier van der Weyden had ook niet het christelijk idealisme en de waarheid van de grote meesters. Ook voor hem was Memling de meest vrome en meest christelijke kunstenaar die Vlaanderen ooit had voortgebracht en de grootste van de Vlaamse school.
Voor Dehaisnes was de realiteitszin van de Vlaamse Primitieven terug te voeren op de Germaanse werkelijkheidszin, maar hij gaat daar niet echt dieper op in. In Duitsland werd dat thema wel uitgediept door allerhande historici onder meer de kunstkenner en historicus Georg Friedrich Waagen. Volgens hem kende de Europese kunst twee belangrijke richtingen, de idealiserende en de realistische. De idealiserende was de erfenis van de klassieke Griekse kunst en werd door de Italianen terug opgepikt vanaf de 14e eeuw. Die idealiserende kunst paste volgens hem bij het temperament van de Romaanse volkeren. De opkomst van de Vlaamse kunst was de manifestatie van het Germaanse realisme. Niettemin beschouwde Waagen de kunst van Jan van Eyck nog steeds als middeleeuwse kunst.
De Fransen, Théophile Toré, Charles Blanc en Paul Mantz uit het midden van de 19e eeuw hadden een grote bewondering voor de realistische Nederlandse School van de 17e eeuw. Die stellingname was het resultaat van de discussies in Frankrijk tussen de gezagsgetrouwe classicisten en de republikeinse realisten die zich maar al te graag spiegelden aan de Nederlandse realisten uit de 17e eeuw, volgens hen het resultaat van de burgerlijk-republikeinse Nederlandse cultuur. Zij zagen geen verband tussen de Vlaamse Primitieven en de Nederlandse schilderkunst van de 17e eeuw. Latere auteurs zoals Paul Mantz, Alfred Michiels en Hippolyte Taine introduceerden de Vlaamse Primitieven als de wegbereiders van schilders zoals Salomon van Ruysdael, Meindert Hobbema, Govert Flinck en Rembrandt van Rijn. Deze stelling werd in Frankrijk gemeengoed en iedereen ging ervan uit dat de Hollandse School uit Nederlands Gouden Eeuw de erfgenamen waren van de Vlaamse Primitieven. Het was Taine die, zich baserend op de definitie van Burckhardt, sprak over een Noordelijke, Vlaamse of Christelijke Renaissance. Nog geen tien jaar later had Eugène Fromentin het in zijn “Les Maîtres d'autrefois (1876)” over Jan van Eyck als een vertegenwoordiger van de luxueuze Bourgondische hofcultuur en Memling als de exponent van de ascese van het kloosterleven, maar beiden duidelijk middeleeuws.

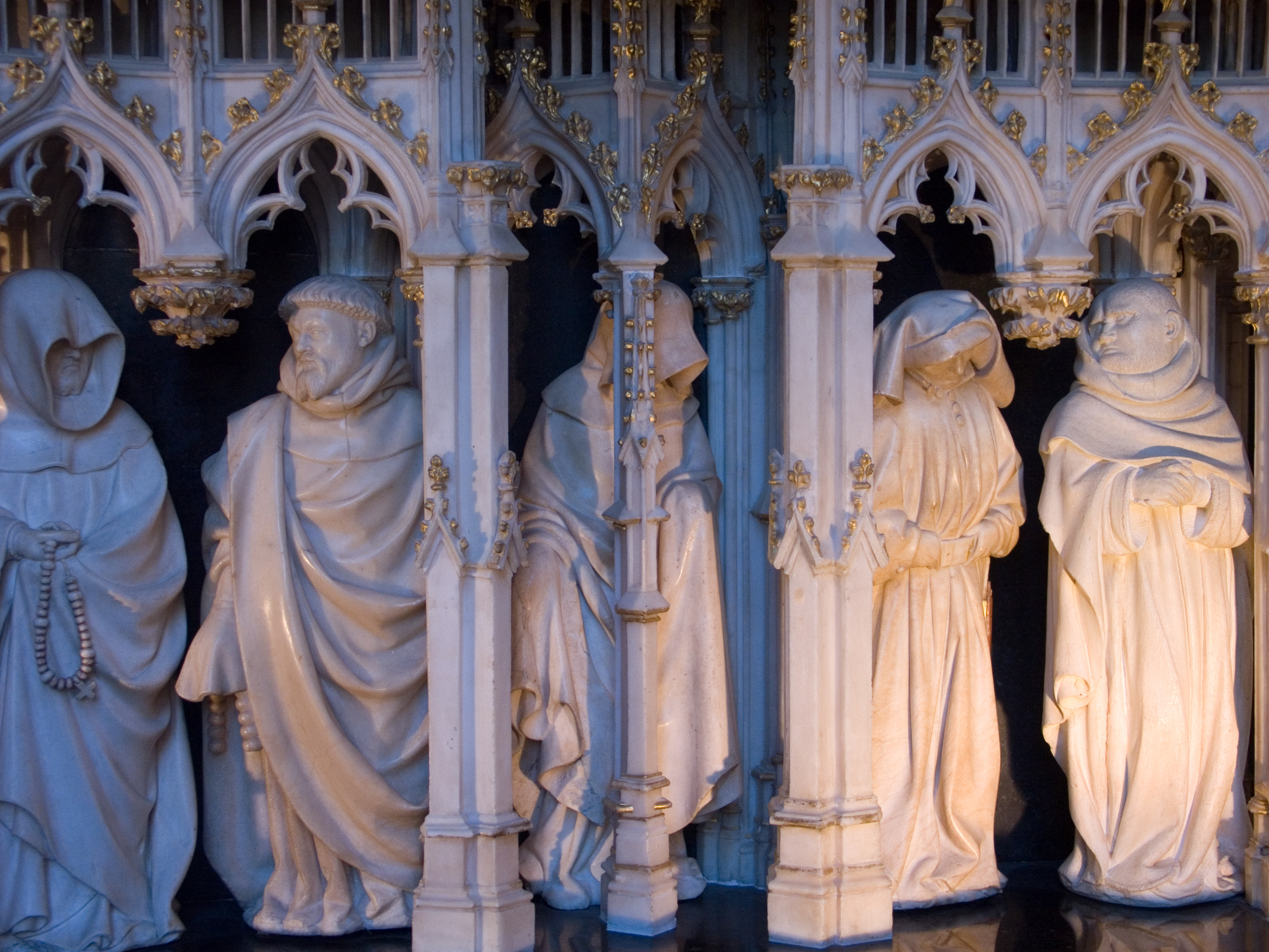
Claus Sluter, Pleurants rondom de graftombe van Filips de Stoute.

Vanaf 1870 gaan ook de Nederlanders zich over het onderwerp uitlaten. De eerste is Johannes van Vloten in 1874 die evenwel grotendeels overneemt wat Thoré en Taine voordien hadden gepubliceerd. Hij ziet, in tegenstelling tot Thoré maar in navolging van Taine, de Vlaamse Primitieven als het begin van een Hollandse school. Hij wordt gevolgd door Conrad Busken Huet die de Vlaamse en de Hollandse school als het product van totaal verschillende culturen ziet. Voor hem was de schilderkunst van de 17e eeuw een resultaat van de nationale energie. Volgens Huet had het realisme van de Nederlandse schilders van de 17e eeuw oudere wortels dan de Vlaamse Primitieven en hij greep hiervoor terug naar Claus Sluter die ondanks zijn werk in het zuiden en in Dijon zijn Hollandse eigenheid had behouden.
Bij het begin van de 20e eeuw wezen de neuzen dus duidelijk nog niet in dezelfde richting en dit zal nog een tijdje zo doorgaan. Louis Courajod brengt de term Noordelijke Renaissance opnieuw op het toneel en de tentoonstelling van 1902 in Brugge zal de discussie weer volop op gang brengen.

### Wijsman
Hanno Wijsman toont met zijn overzicht van standpunten uit 2010 dat kunsthistorici het toen zeker nog niet eens waren over een goed sluitende definitie van de begrippen. Men is nog niet los gekomen van de zelfverklaarde suprematie van Italiaanse artiesten zoals Ghiberti, Alberti, Vasari en Michelangelo gekoppeld aan de karakterisering van Huizinga van de Noordelijke kunst als laatmiddeleeuws. De kunstrichtingen definiëren die actief waren over het ganse continent is geen eenvoudige zaak. Men moet rekening houden met hofcultuur, burgercultuur in de stedelijke omgeving en de cultuur van de Latijnse humanisten. Latijn is doorheen gans de middeleeuwen de lingua franca geweest maar werd in de 15e eeuw de taal van de intellectuelen en van het humanisme dat uit Italië kwam. De renaissance werd gezien als de kunst van het humanisme. Noordelijke renaissance lijkt dan toch geen goede term omdat hij niet strookt met het kernbegrip van wedergeboorte. Ars nova lijkt misschien een goede term om te beschrijven welke richting de kunst in de oude Nederlanden was ingeslagen in de 15e eeuw, hoewel de term dan weer het nadeel heeft om deze kunst te isoleren van het gebeuren in Europa. Wijsman besluit dat het probleem voor het ogenblik onopgelost blijft.

## Invloed

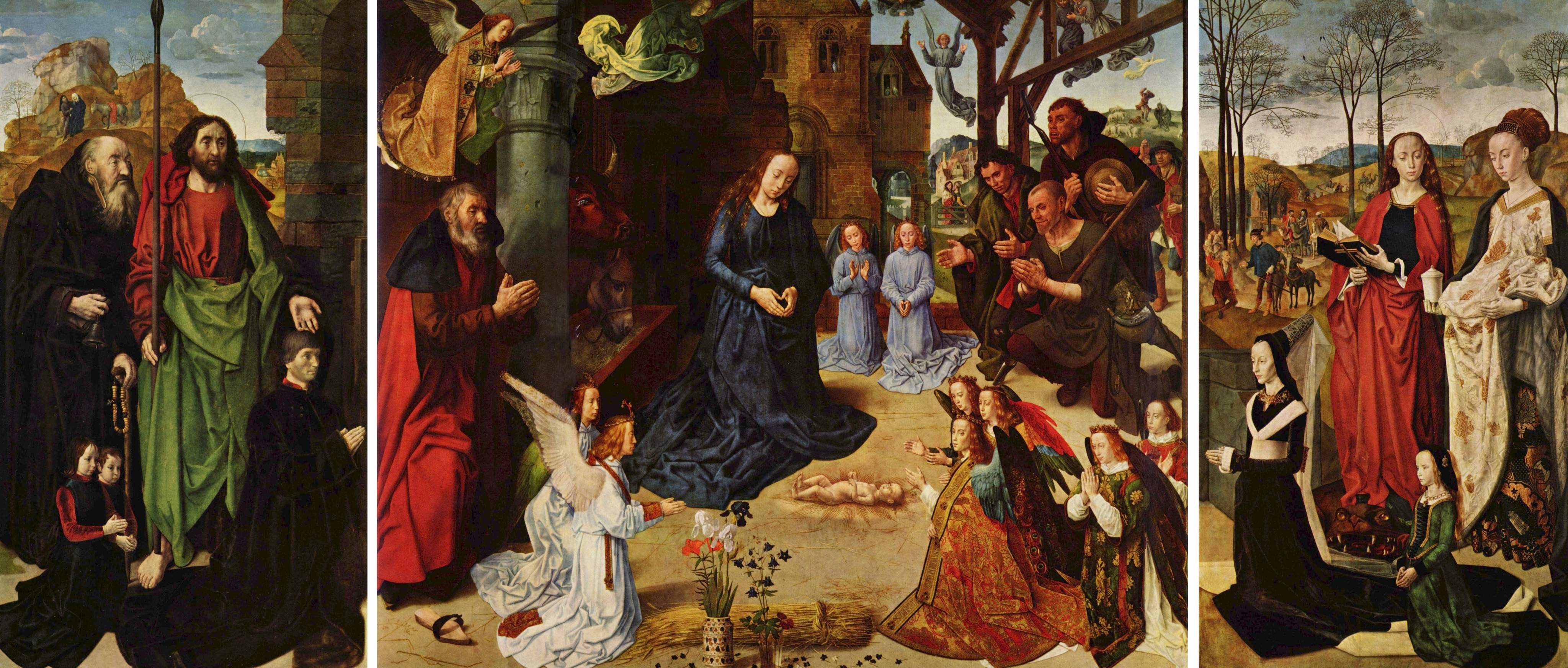
Hugo van der Goes, Portinari-triptiek, c. 1470, Galleria degli Uffizi, Florence

De Vlaamse Primitieven hadden een grote invloed op de ontwikkeling van de westerse schilderkunst mede door de intense contacten die er waren tussen Noord-Italië (Florence) en het toenmalige graafschap Vlaanderen via Brugge. In het zuiden van Europa werd deze manier van schilderen al gauw populair en beïnvloedde daardoor verschillende kunstenaars, zoals Domenico Ghirlandaio, Botticelli en andere van hun Florentijnse tijdgenoten. De in Brugge gevestigde Florentijnse familie Portinari bestelde bij Hugo van der Goes een altaarstuk voor een Florentijnse kerk (de zogenaamde "portinaritriptiek", vandaag in de Galleria degli Uffizi in Florence). Het altaarstuk maakte indruk op de Italiaanse kunstenaars die in hun werk duidelijk zichtbaar is.
In 1450 reisde Rogier van der Weyden ter gelegenheid van het Heilig Jaar uitgeroepen door paus Nicolaas V naar Rome. Bartholomaeus Facius, de Italiaanse humanist die in dienst was van koning Alfons V van Aragón in Napels, beschreef in zijn De Viris Illustribus in 1456 slechts vier schilders, namelijk Gentile da Fabriano, Antonio Pisano (Pisanello), Jan van Eyck en Rogier van der Weyden. Hij vermeldt een aantal werken die Rogier in Italië zou geschilderd hebben, namelijk een Badende Dame in Genua, een Kruisafneming in Ferrara waar Lionello d'Este markgraaf was tot 1450 en twee Passietaferelen in Napels. Geen enkel van deze werken bleef bewaard. Na zijn reis zou hij in Brussel een Sacra Conversazione voor een Italiaanse opdrachtgever (de Medici’s) hebben geschilderd, nu in het Städelsches Kunstinstitut in Frankfurt als Maagd met Kind en vier heiligen, inv. no. 850. Daarnaast zou ook de Lamentatie van Christus, nu in de Uffizi in Florence, van zijn hand zijn en eveneens geschilderd in opdracht van de Medici’s.
Ook de meer op kleur en atmosferiteit gestoelde Venetiaanse schilderkunst leunde in belangrijke mate op de schilderwijze van de Vlaamse primitieven. Het werk van Antonello da Messina, die een tijdlang in Venetië werkzame was, is zo sterk door Jan van Eyck beïnvloed dat hij door de 16e-eeuwse kunstenaar en kunstgeschiedschrijver Giorgio Vasari in zijn Vite onterecht als een leerling van Jan van Eyck werd beschouwd. Ook meesters zoals Jacopo Bellini en Giovanni Bellini waren in belangrijke mate door de Vlaamse Primitieven beïnvloed. De veel minder bekende productie van de 15e-eeuwse Napolitaanse school stond sterk onder de invloed van Jan van Eyck wiens werken in de koninklijke collecties aanwezig waren.
In de Noordelijke Nederlanden is beroemdste navolger van de Vlaamse Primitieven Geertgen tot Sint Jans, die actief was rondom Haarlem. Geertgen tot Sint Jans is een van de vroegste meesters die naar Haarlem trok, dat in de Tachtigjarige Oorlog zou uitgroeien tot het middelpunt van het schildersleven in Nederland.

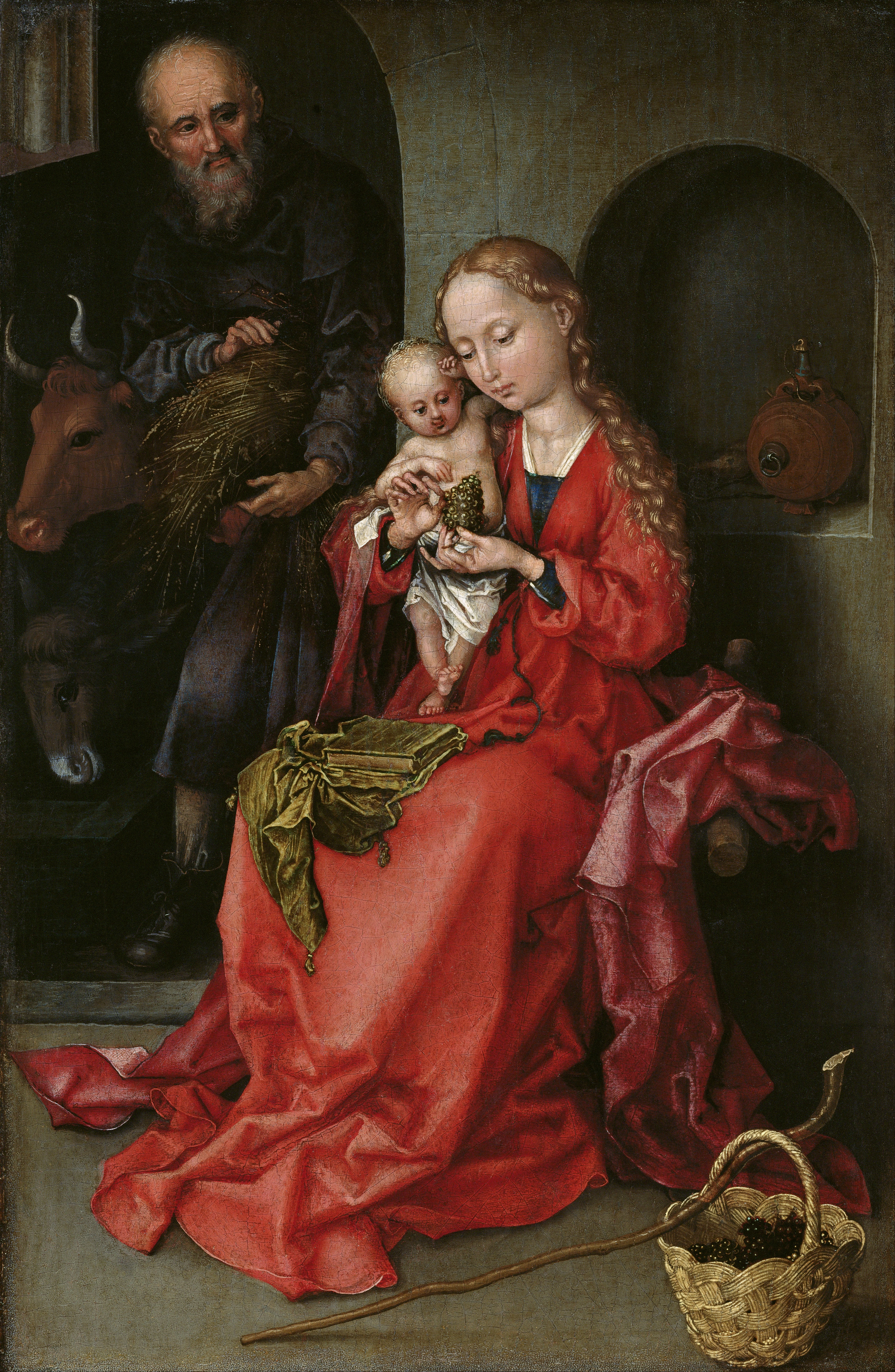
Martin Schongauer, 1480-1490 De heilige familie, Wenen, Kunsthistorisches Museum.

In de rest van Europa was de invloed van de Vlaamse schilderkunst tot ver in de 16e eeuw dominant aanwezig. De stijl die Martin Schongauer met zijn fel bewonderde gravures in heel Europa verspreidde, was in grote mate gebaseerd op het werk van Rogier van der Weyden. Deze laatste heeft door de aanwezigheid van enkele van zijn werken in Keulen ook in Duitsland een beslissende invloed gehad. Ook in Oostenrijk, Polen en Bohemen vond de stijl van Van der Weyden en Memling een ruime weerklank.
De meest weerklank had de kunst van de Vlaamse Primitieven in Spanje. De Castiliaanse, Aragonese en later Spaanse koningen waren liefhebbers van Vlaamse schilderijen en andere luxegoederen. De Castiliaanse koning schonk een altaarstuk van Rogier van der Weyden aan zijn grafkapel in het klooster van Miraflores bij Burgos (1445) (het zogenaamde "Mirafloresaltaar", vandaag in Berlijn, Gemäldegalerie). Toonaangevende Spaanse schilders zoals Pedro Berruguete stonden al vroeg onder invloed van het werk van Van Eyck en Van der Weyden. De Spaanse schilderkunst van de 15e eeuw wordt aangeduid als "Pintura Hispanoflamenco" (Spaans-Vlaamse schilderkunst) vanwege de sterke beïnvloeding door de Vlaamse schilderkunst. Belangrijke meesters uit de Nederlanden of opgeleid in de Vlaamse traditie waren ook werkzaam in Spanje en dan vooral aan de Spaanse hoven. De meest bekende zijn wel Michel Sittow en de alleen met zijn veelzeggende Spaanse bijnaam bekende Juan de Flandes. Dat er zoveel belangrijke werken van de Vlaamse Primitieven in grote Spaanse musea (Prado in Madrid, El Escorial) te zien zijn, heeft alles te maken met de blijvende belangstelling van de Spaanse koningen voor de Vlaamse schilderkunst die tot in de 17e eeuw voortduurde.

## Boekverluchting
In de laatste drie decades van de 15e eeuw vond in Vlaanderen een grondige evolutie in de stijl van de boekverluchting plaats. Die stijlwijziging werd misschien op gang getrokken onder invloed van de Vlaamse Primitieven, maar eigenlijk was de evolutie naar meer realisme in Vlaanderen al veel langer aan de gang. Terwijl men in Parijs, het andere grote centrum in de boekproductie, bleef vasthouden aan de hoofse gotische stijl was, zelfs al bij de pre-Eyckiaanse Vlaamse miniaturisten zoals Jacob Coene alias de meester van Boucicaut de evolutie naar meer realiteit in hun werken al een poos aan de gang. Het eerste min of meer realistische landschap werd al geschilderd door de Maître du Remède de fortune, de noodnaam voor een Vlaams miniaturist, zo genoemd naar het handschrift dat hij ca. 1355 - 1360 in Parijs verluchtte.

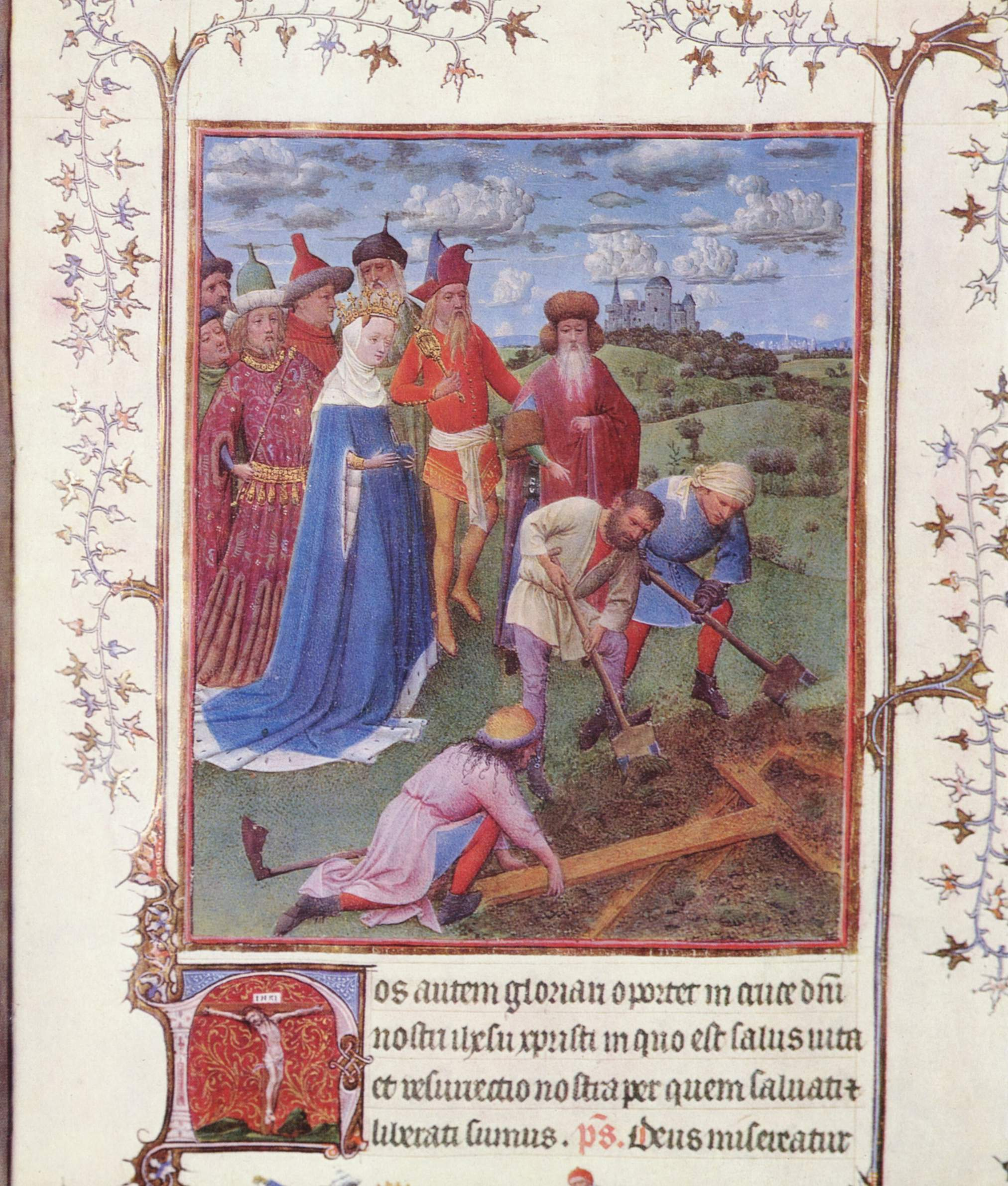
Turijn-Milaan getijdenboek, Kruisvinding, ca. 1422-1424, Toegeschreven aan Jan Van Eyck (?)

De nieuwe stijl had betrekking op zowel de randversiering als op de uitvoering van de miniaturen zelf. De verluchters begonnen de behandeling van licht, textuur en ruimte van de Vlaamse Primitieven te kopiëren in hun miniaturen en daarna werd ook de oude randversiering volledig herdacht. De eerste wijzigingen kunnen gedateerd worden rond 1470 en omstreeks 1485 was de nieuwe manier van werken in Vlaanderen al goed ingeburgerd. De stijlwijzigingen werden waarschijnlijk op gang gebracht door paneelschilders die zelf ook verluchting van manuscripten verzorgden of er nauw bij betrokken waren, maar ook de generatie van miniaturisten die werkt in de laatste decades van de 15e eeuw met onder meer Simon Marmion (afkomstig van Amiens, werkte in Valencijn), de Weense meester van Maria van Bourgondië, Lieven van Lathem, Alexander Bening, de Meester van de Houghton Miniaturen, de Meester van het gebedenboek van Dresden, Gerard Horenbout, Gerard David, de Meester van Jacobus IV van Schotland, de Meester van de gebedenboeken omstreeks 1500, de Meester van de David scènes en Simon Bening hebben zeer snel de nieuwe stijl geassimileerd en verder uitgebouwd.

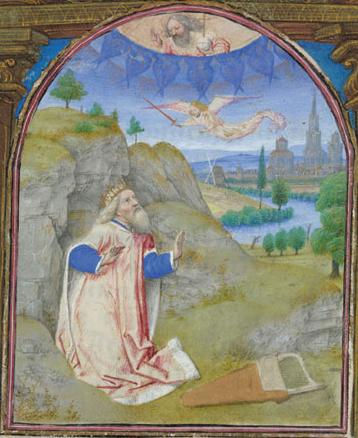
Simon Marmion, David in gebed, Getijdenboek van Władysław IV Vasa.

Simon Marmion (1425-1489), door de poëet Jean Lemaire de Belges (1473- na 1515) de Prins der Verluchters genoemd, was een artiest die zowel met olieverf op paneel werkte als met tempera op perkament. Zijn oeuvre toont dat hij het werk van de Vlaamse Primitieven perfect kende en de techniek beheerste. Dit kan men zien in zijn meesterlijke voorstelling van licht en ruimte in het landschap en de afbeelding van de emoties van zijn personages via het gebruik van een gans gamma van tinten bij het modelleren van de gezichten. Ook bij het schilderen van de textuur van stoffen en de details van kleding blijkt zijn kennis van het werk van zijn illustere voorgangers, de Gebroeders van Eyck en Hugo van der Goes.

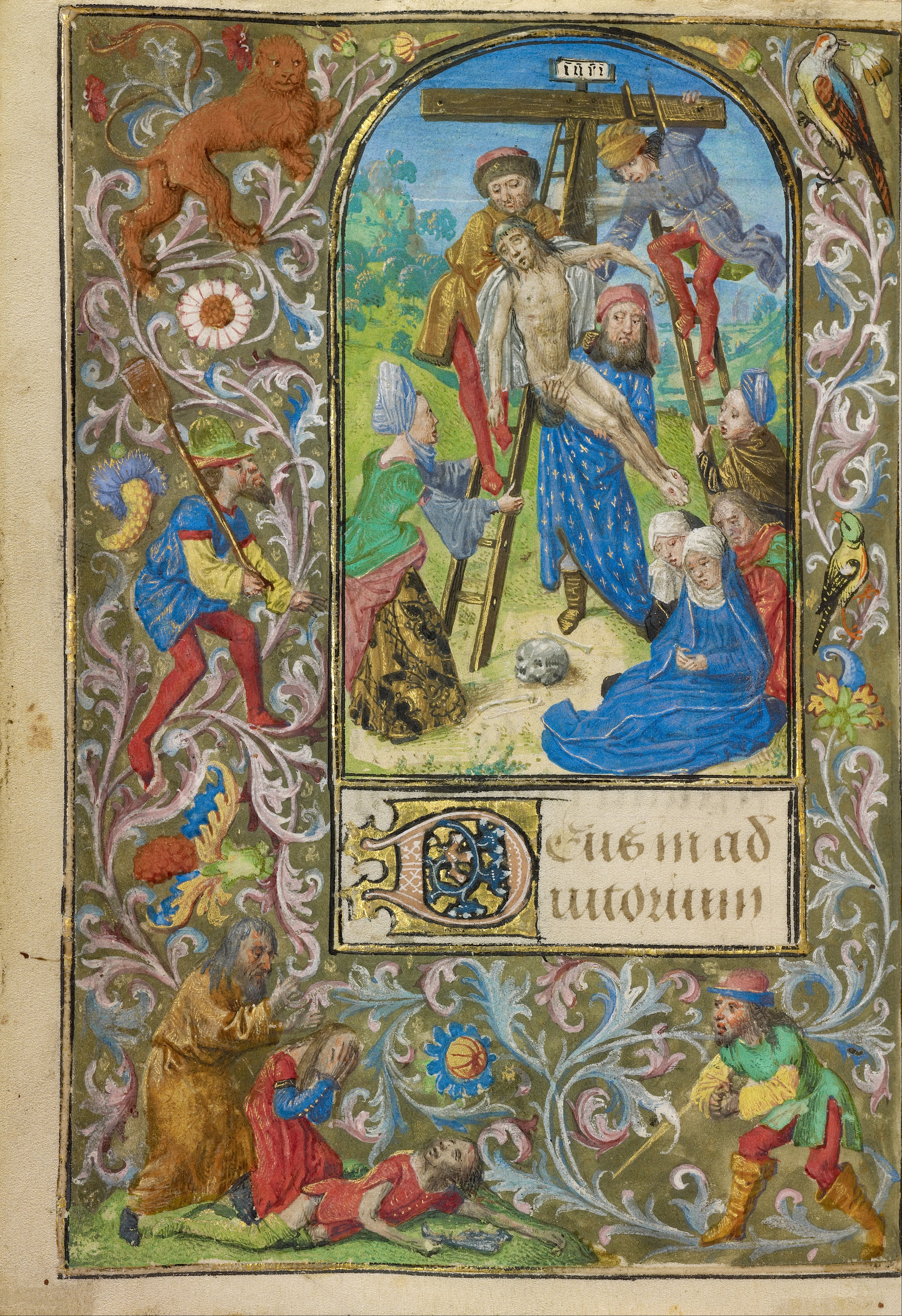
Weense meester van Maria van Bourgondië, Kruisafname, Getijdenboek van Karel de Stoute ca. 1471, J. Paul getty Museum

De Weense meester van Maria van Bourgondië actief tussen 1470 en 1480 is eveneens een van de kunstenaars die aan de basis lag van de nieuwe stijl. Hij is bekend voor zijn miniaturen van het passieverhaal waarin hij diepe emoties weet af te beelden en een bijzondere atmosfeer in de achtergrond opbouwt. Hij wordt gezien als de man die het atmosferisch perspectief in de Noord-Europese kunst introduceerde. Het werk van zijn hand kan probleemloos wedijveren met de contemporaine werken van paneelschilders op het gebied van beeldopbouw en schetsen van de atmosfeer van het werk.

## Wetenschappelijk onderzoek
In de eerste helft van vorige eeuw werd het onderzoek vooral beheerst door het indelen van het beschikbare materiaal in stijlen, scholen, ateliers en meesters. Nog tot diep in de 19e eeuw bestond er immers – enkele belangrijke meesterwerken zoals het Het Lam Gods (Gebroeders van Eyck) niet te na gesproken - de grootste verwarring over welk werk aan welke meester of atelier diende te worden toegeschreven. Bij aanvang ging de belangstelling van de onderzoekers ook vooral uit naar de "authentieke" werken van de grote, met naam bekende meesters. Aan de belangrijke fenomenen, zoals de atelierpraktijk, de kopie of de repliek werd aanzienlijk minder aandacht besteed. Op basis van stilistische criteria werden werken aan een bepaalde meesterhand toegeschreven. Werken die niet meteen onder de naam van een bekende meester konden worden ondergebracht werden eveneens op basis van stilistische overeenkomsten gegroepeerd. Deze groepen werden in verband gebracht met het atelier of de omgeving van andere bekende meesters, maar vaker werden ze toegeschreven aan een onbekende hand die men bedacht met een "noodnaam".

### Het kennersonderzoek
Deze fase in het onderzoek naar de Oudnederlandse schilderkunst werd bepaald door de zogenaamde "connoisseurs", kenners die op basis van hun goede oog en goed geheugen (de fotografie was in die tijd nog niet ideaal ontwikkeld) bepaalde werken aan elkaar en aan de stijl van een meester konden linken. De absolute autoriteit op het gebied van de Vlaamse Primitieven was de Duitse kunsthistoricus Max Jakob Friedländer. Friedländers magnum opus getiteld "Die Altniederländische Malerei" beschrijft in 14 boekdelen die gepubliceerd werden tussen 1924 en 1937 de meesters en hun werken, vanaf Jan van Eyck aan het begin van de 15e eeuw tot en met de laat-16e-eeuwse meesters zoals Pieter Bruegel de Oude en Anthonis Mor. Elk van de veertien delen behandelde een bij elkaar horende groep van schilders en hij beperkte zich niet tot de Vlaamse Primitieven maar behandelde ook meesters zoals Lucas van Leyden, Pieter Coeck, Jan Provoost, Joos van Cleve, Bernard van Orley, de Antwerpse Maniëristen en zo voort.

### Het bronnenonderzoek
Naast het kennersonderzoek was er sedert de tweede helft van de 19e eeuw belangrijk studiewerk geleverd door historici zoals James Weale die de Brugse archieven uitvlooide op zoek naar informatie over schilders, kunstwerken, contracten en alles wat hij kon ontdekken over de Vlaamse Primitieven. Het is Weale die de biografische gegevens van een aantal meesters zoals Jan van Eyck, Petrus Christus, Hans Memling en Gerard David terug vond en publiceerde. Maar ook het werk van andere vorsers zoals Alphonse Wauters en Alexandre Pinchart in verband met Brussel en Doornik en Edmond de Busscher voor Gent was eigenlijk het basismateriaal voor de “kenners” bij het toeschrijven van werken aan bepaalde meesters.

### Het iconologisch onderzoek

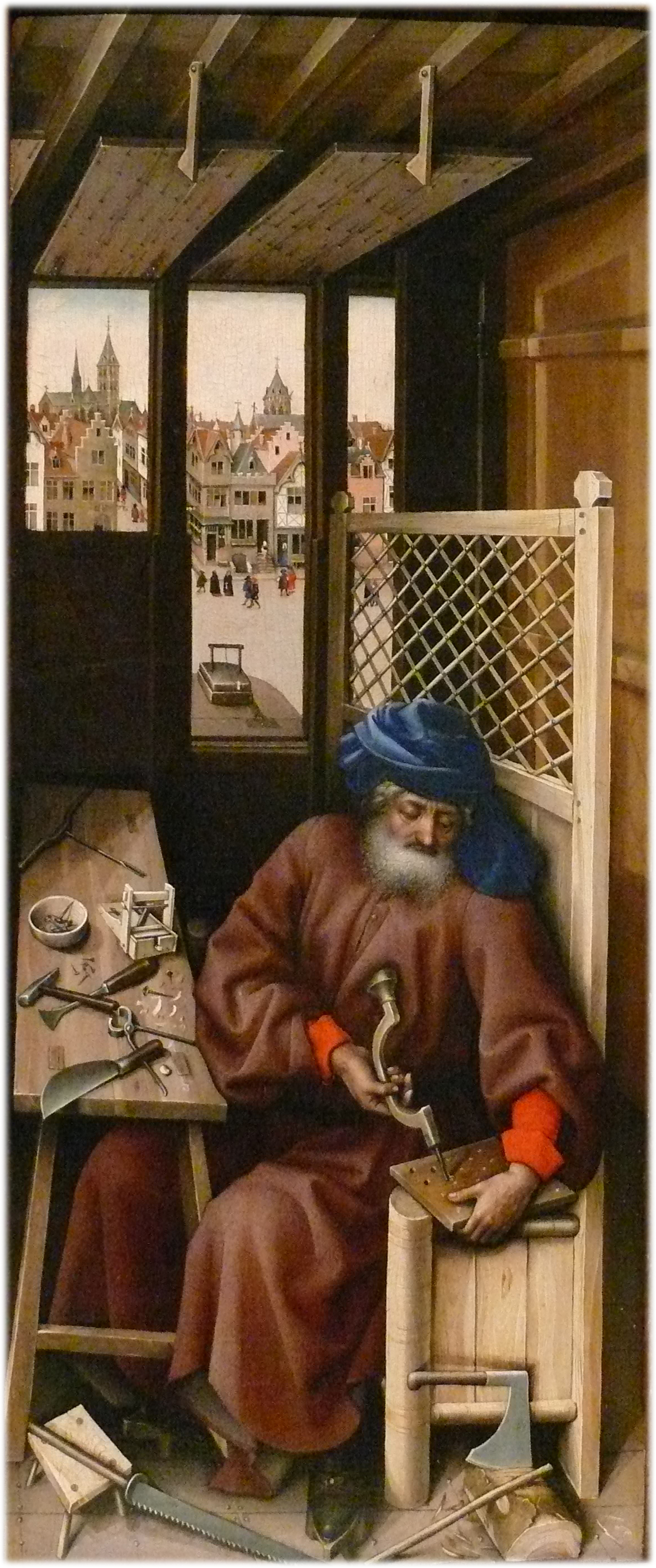
Robert Campin, Linkerluik van de Mérode triptiek, de muizenval een religieus symbool?

De iconografie tracht de onderwerpen die door de schilders afgebeeld werden en de symbolische motieven die daarbij gebruikt werden systematisch te ordenen en te repertoriëren. Iconologie is het duiden van die symbolen binnen hun historische context. Iconologie is uit de aard van de zaak zelf tijdsgebonden en zou dus moeten stoelen op de inhoudelijke betekenis die de schilders en opdrachtgevers van de werken er destijds aan gaven en precies daarover is zeer weinig geweten of overgeleverd. Uit contracten uit de 15e eeuw blijkt niet dat de gemiddelde wereldlijke opdrachtgever zich veel zorgen maakte over de symbolische betekenis van de bestelde werken, het realistische aspect kwam daarentegen wel aan bod. Voor de werken die besteld werden door kloosters en kerken kan men wel de bezorgdheid over inhoud en symboliek terugvinden, soms werden zelfs professoren in de theologie aangesteld om de schilder bij te staan en worden motieven genoemd die in het werk moesten afgebeeld worden, maar dergelijke specificaties zijn niet terug gevonden voor wereldlijke opdrachten ondanks het feit dat 70% van de opdrachten afkomstig waren van wereldlijke opdrachtgevers.
Al in de jaren dertig van de 20e eeuw werden er verbanden gelegd tussen de 15e-eeuwse Vlaamse schilderkunst en theologische motieven door de kunsthistoricus Max Dvořák. Hij zag het realisme van Jan van Eyck als een verwijzing naar het goddelijke en sloot daarmee aan bij de filosofisch-theologische stroming van het realisme die het goddelijke als de enige werkelijkheid ziet en het wereldlijke als een afspiegeling daarvan. De Fransman Charles de Tolnay was ook van mening dat her realisme van de Vlaamse kunstenaars niets anders was dan het tonen van de aanwezigheid van God in de ganse schepping.

Het onderzoek naar de Vlaamse Primitieven sloeg na de Tweede Wereldoorlog nieuwe wegen in. Een belangrijke mijlpaal was het omvangrijke werk "Early Netherlandish painting" van de Duits-Amerikaanse kunsthistoricus Erwin Panofsky uit 1953. Panofsky huldigde eigenlijk dezelfde stellingen als De Tolnay, maar hij gebruikte de term ‘nominalisme’ in plaats van realisme. Het nominalisme propageerde een moderne, wetenschappelijke houding, waarbij het wereldse niet meer gezien werd als een afbeelding van een goddelijke werkelijkheid maar als een zelfstandige realiteit. Voor Panofsky was de kunst van Van Eyck een synthese tussen nominalisme en mystiek. Panofsky heeft echter nooit een brede theoretische onderbouwing van zijn opinie gegeven, maar beperkte zich tot het uitwerken van een aantal voorbeelden. Zijn boek is wel een van de belangrijkste werken die over het onderwerp zijn geschreven. Het maakte zeer veel discussie los en heeft ongetwijfeld de grote verdienste dat deze kunststroming meer bestudeerd en bediscussieerd werd en daardoor aan belang won in de studie van de kunstgeschiedenis. Omdat de respons op de iconologische argumenten van Panofsky vrij hevig was, is men Panofsky vooral gaan zien als de iconoloog die de gebruikte symbolen en thema’s wil duiden naar hun betekenis in hun oorspronkelijke context. Die reputatie heeft hij waarschijnlijk gekregen door de reactie van toenmalige kunsthistorici zoals Karel G. Boon, Martin Davies, Léon M.J. Delaissé, Julius Held, Millard Meiss, Otto Pächt en Friedrich Winkler. Nochtans was de studie van de iconologische betekenis van de werken maar een klein onderdeel van de opzet van Panofsky. Maar hij wilde vooral een overkoepelende thesis bouwen over de natuur en de ontwikkeling van de Vlaamse schilderkunst en maakte daarbij onder andere gebruik van iconologische analyse. Panofsky zegt hier trouwen zelf over in zijn voorwoord: 
‘I have tried to clarify, as far as possible, the historical premises of their [the painters] achievement; to assess what we know, or think we know, about their style; and to chart, however roughly, the course of those ensuing developments which may be said to constitute the main stream of the Early Netherlandish tradition’(p. vii)— 
 Panofsky gebruikt evengoed het (bekende) historische onderzoek van archieven en gildeboeken, als de stijlkarakteristieken en de chronologie van de werken en de meesters om schilderijen aan schilders en schilders aan scholen toe te wijzen en treedt zeer dikwijls in de voetsporen van Friedländer.
De iconologie werd dankzij het werk van Panofsky een belangrijke discipline in de studie van de meesters uit de oude Nederlanden en ze werd uitgebreid gebruikt in de jaren zestig en zeventig van de vorige eeuw. Onderzoekers zoals William Heckscher, Carla Gottlieb, John Ward, C. F. O’Meara, B.G. Lane, R.A. Koch, A.H. Van Buren, E. Hall, H. Uhr, C.I. Minott en vele anderen gingen ijverig op zoek naar de verborgen symbolen in de realistisch afgebeelde details op de schilderijen van de Vlaamse Primitieven. Maar vanaf de jaren 1980 is men vrij algemeen afgestapt van de iconologie als belangrijke parameter in de studie van de Vlaamse Primitieven

### Het materieel-technisch onderzoek
Tot de belangrijkste evoluties in het naoorlogse onderzoek behoort zeker de intensivering en verfijning van het materieel-technisch onderzoek. De noodzaak van een technisch en wetenschappelijk degelijk onderbouwde restauratie werd heel acuut nadat gedurende de Tweede Wereldoorlog vele werken waren beschadigd of zich in een slechts toestand bevonden na herhaaldelijk te zijn verplaatst. Een belangrijke realisatie was in dit opzicht de restauratie van het Lam Gods. Onder auspiciën van de Belgische regering werd tot dit doel in Brussel een nieuw studiecentrum en laboratorium opgericht (vandaag het KIK/IRPA) onder leiding van de jonge chemicus Paul Coremans. Coremans' restauratie en onderzoek van het Lam Gods (onder meer met röntgenstralen, infraroodfotografie, en pigmentanalyse) zou een mijlpaal worden in het technisch onderzoek en de restauratie van schilderijen.

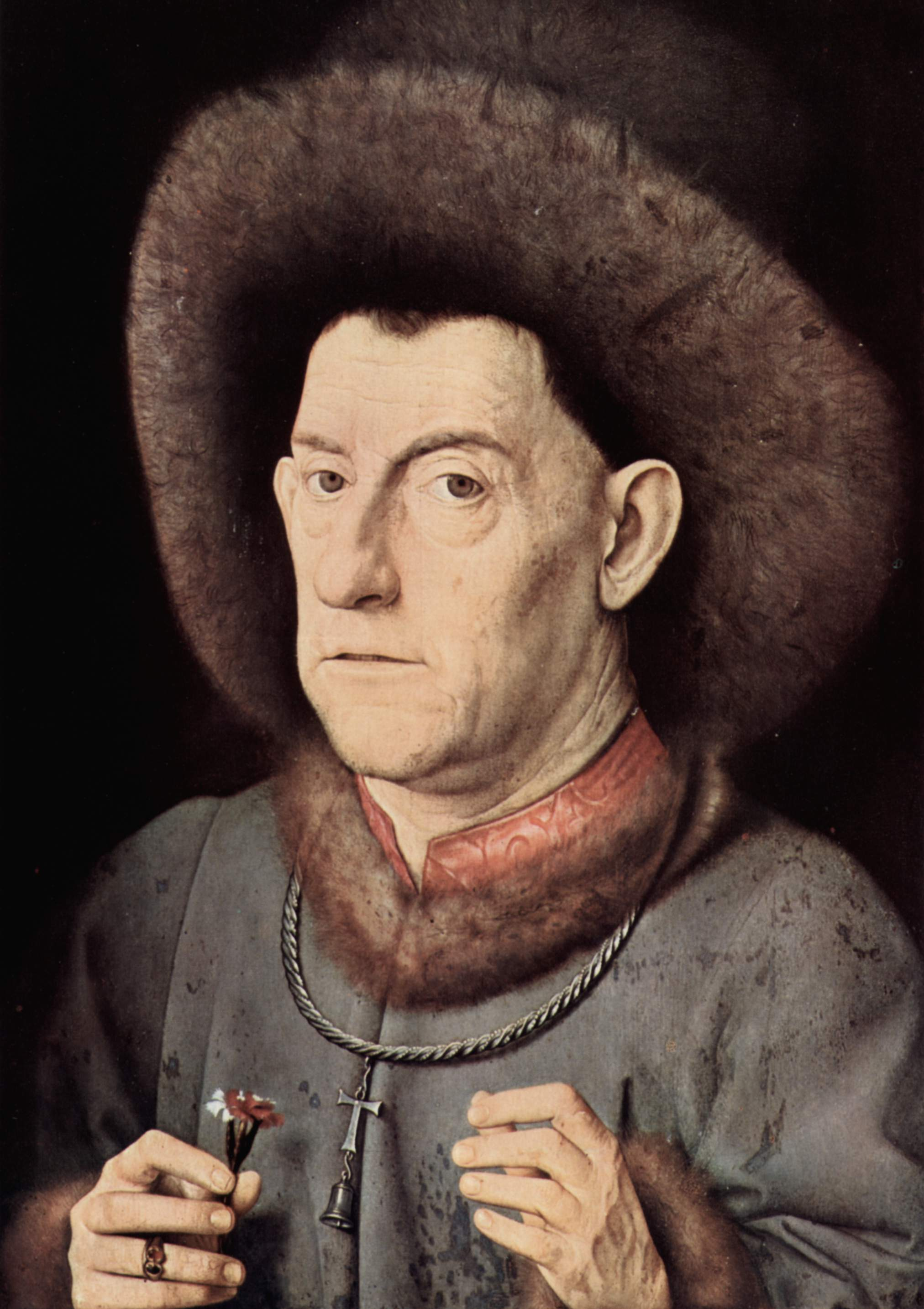
Man met Anjer, volger van Jan van Eyck, Berlijn, Gemäldegalerie

Een omstandige beschrijving van de technieken kan men vinden in de artikels die de gebruikte technieken specifiek behandelen namelijk:
- Dendrochronologie: de techniek die toelaat de vroegste datum van de voor het schilderij gebruikte planken met een redelijke marge te bepalen.
- Infraroodreflectografie: (dikwijls afgekort tot IRR) die toelaat de ondertekening van het schilderij zichtbaar te maken. Deze techniek heeft de vroeger gebruikte Infraroodreflectografie zo goed als vervangen.
- Röntgenonderzoek: wordt gebruikt voor onderzoek van de verflagen en de eventuele pentimenti en overschilderingen. Hiervoor wordt een röntgenbron aangebracht achter of onder het paneel en de röntgengevoelige film boven op de verflagen. Nadat de foto genomen werd, wordt de film ontwikkeld en men gebruikt het negatief dat makkelijker te interpreteren is dan een afdruk omdat de lichtere en donkere partijen dan overeenkomen met de donkere en lichtere partijen op het schilderij.[90]
- Verfdoorsneden: men neemt kleine monsters door alle verflagen en de grondlaag heen. Die doorsneden worden dan met de meest moderne analysetechnieken zoals spectroscopie onderzocht om de samenstelling vast te stellen, maar ze worden ook via de gewone microscoop onderzocht (onder normaal of ultraviolet licht) om de dikte van de verflagen te meten en restauratielagen van originele verflagen te onderscheiden. Onderzoek met de rasterelektronenmicroscoop levert details op over de samenstelling van de lagen en eventueel van individuele pigmentpartikels.[91]
- Stereomicroscopie: laat toe van op een non-destructieve manier de dikte en opvolging van verflagen te onderzoeken.
- Ramanspectroscopie, infraroodspectroscopie en FTIR of Fourier transformatie infrarood spectroscopie: moderne technieken voor het non-destructief onderzoek van pigmentelementen.
- röntgenfluorescentiespectrometrie: is een andere niet destructieve techniek die gebruikt wordt voor het analyseren van de gebruikte materialen.

#### Dendrochronologie
De dendrochronologie laat toe van op 20 à 25 jaar na het jaar te bepalen waarin een boom werd geveld. Dit levert dus een terminus post quem op voor het mogelijke ontstaan van het schilderij. Dit laat toe van dateringen te verifiëren. Als een kunsthistoricus zegt dat het schilderij gemaakt werd in 1450 en men kan met zekerheid vaststellen dat de boom pas in 1470 werd gekapt is er uiteraard een probleem. Ook kan deze studie toewijzingen aan een bepaalde schilder in vraag stellen zoals dat het geval was voor het aan Jan van Eyck toegeschreven portret “Man met Anjer” uit de Gemäldegalerie in Berlijn. De boom die gebruikt werd voor dit werk werd niet gekapt voor 1474, zodat het schilderij niet van Jan van Eyck die in 1441 overleed kan zijn.
Ook bij het identificeren van kopie en origineel kan de dendrochronologie verrassende resultaten opleveren. Een voorbeeld daarvan is de “Miraflores Triptiek” (Zie afbeelding bij 'Verfdoorsneden) waarvan er twee versies zijn, de eerste in de Gemäldegalerie in Berlijn en de tweede in de Capilla Real in Granada en voor een deel in het Metropolitan Museum of Art in New York. Het tweede werk werd vrij unaniem door de kunsthistorici aanzien voor het origineel temeer omdat het kon bogen op een voorname afkomst: het kwam uit de verzameling van Isabella van Castilië. Dendrochronologisch onderzoek wees uit dat het hout voor dit werk gekapt was na 1484 dus minstens twintig jaar na de dood van Rogier van der Weyden.
Ook het onderzoek van zogenaamde identieke kopieën (gemaakt met ponskartons of dergelijke), waarvan lange tijd gedacht werd dat ze in het atelier van de meester tot stand kwamen leverde vrij verrassende resultaten op. Alle onderzochte kopieën van werken van de Flemallegroep en van Rogier van der Weyden ontstonden blijkbaar na 1482 en hun productie ging door tot in de 16e eeuw dus ook hier leidde het technische onderzoek tot correctie van de meningen die men op basis van het kennerschap en het stijlkritisch onderzoek had geopperd.
Men kan met dendrochronologisch onderzoek met vrij grote zekerheid vaststellen of planken uit eenzelfde boom kwamen. Dit heeft geleid tot geslaagde reconstructies van schilderijen die in de loop van de tijd gesplitst waren geraakt.

#### Infraroodreflectografie

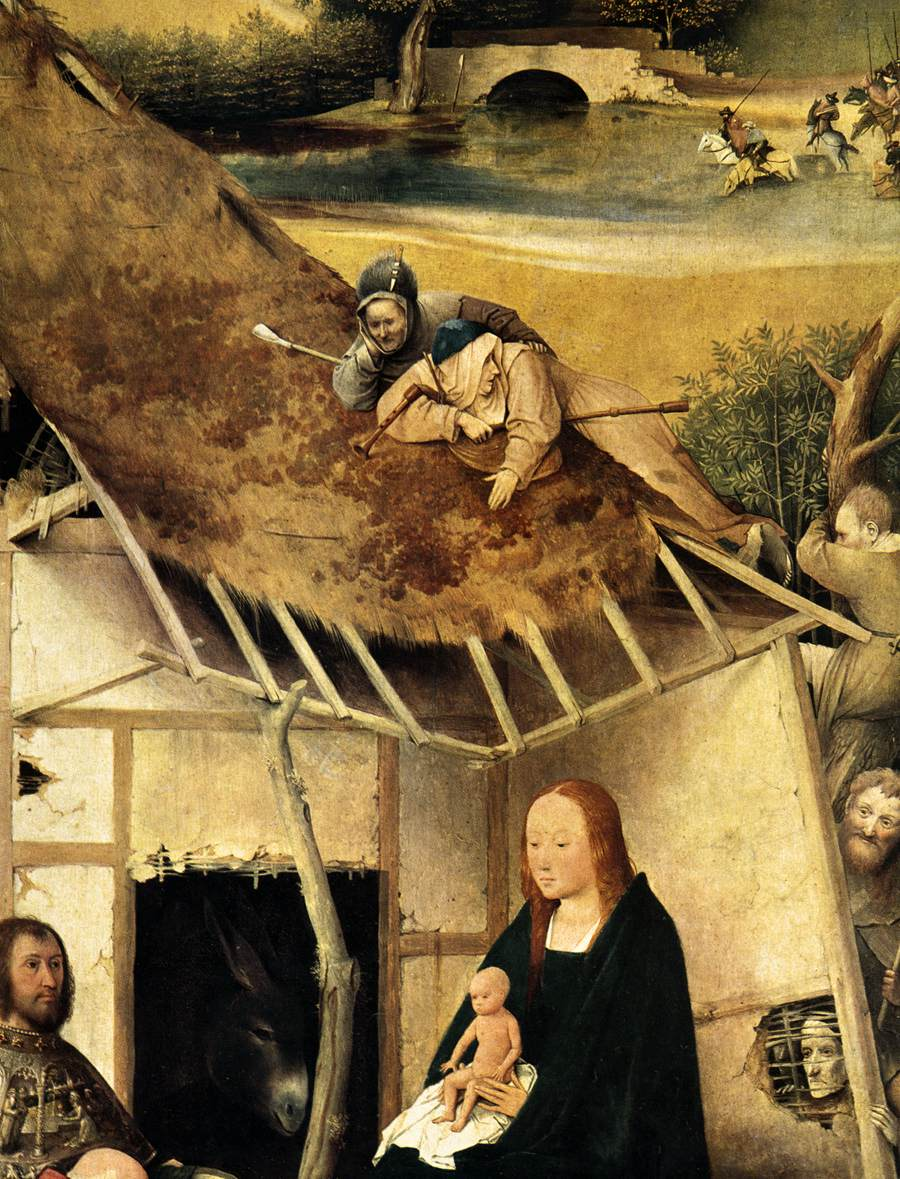
Jheronimus Bosch, Driekoningen-drieluik, detail middenpaneel, foto in gewoon licht.

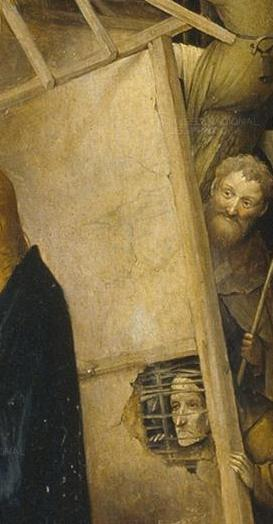
Jheronimus Bosch, Driekoningen-drieluik, detail middenpaneel, foto in gewoon licht.

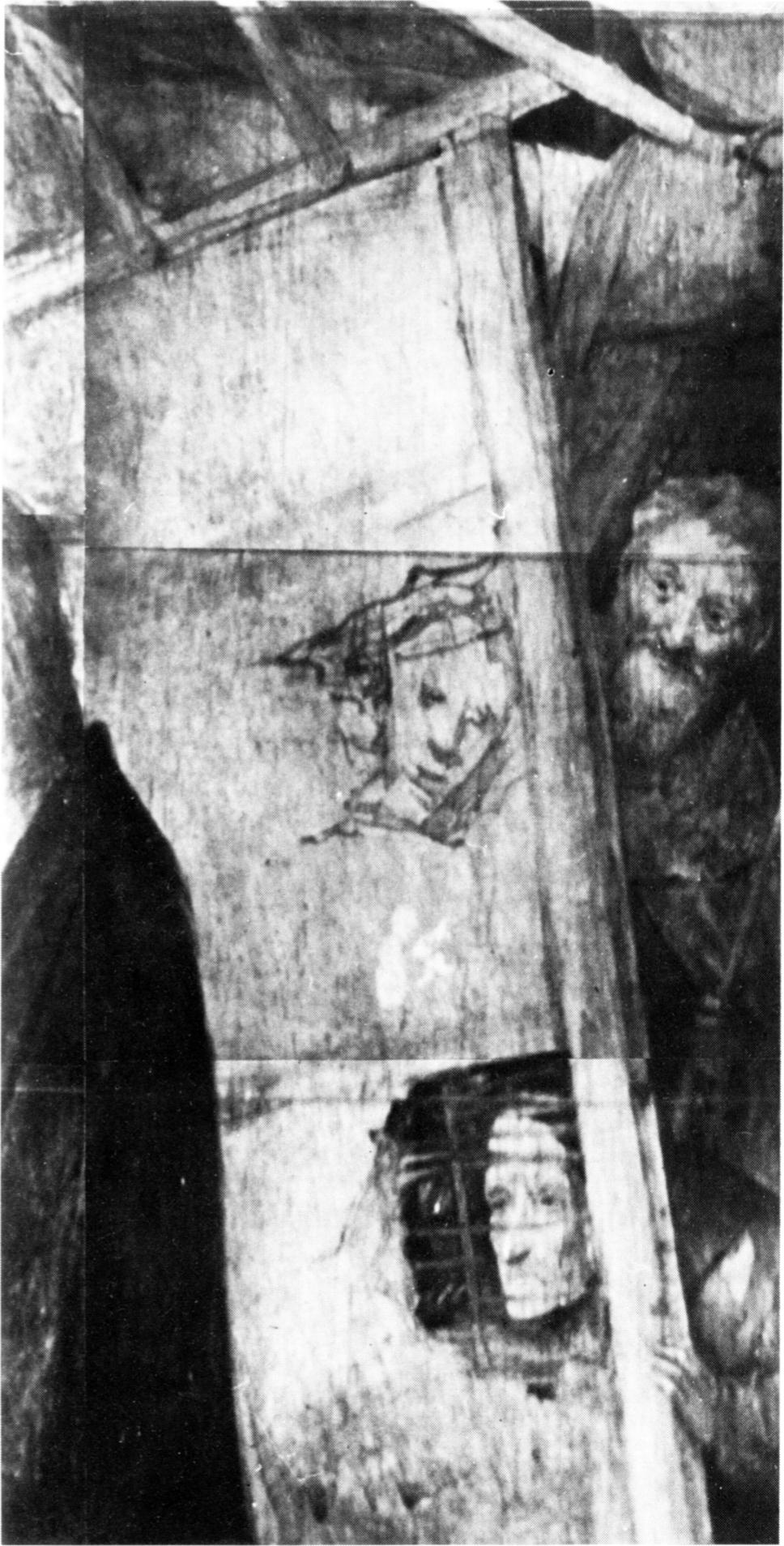
Jheronimus Bosch, Driekoningen-drieluik, detail middenpaneel, foto in infrarood licht.

Van vele schilderijen van de Vlaamse Primitieven werd ondertussen een reflectogram gemaakt. Van Asperen de Boer publiceerde een behoorlijk aantal studies over onderzoeken van belangrijke schilderijen. Het IRR-onderzoek wordt voornamelijk gebruikt voor het bestuderen van de ondertekening. Het aanbrengen van de ondertekening is de eerste fase in het ontstaan van een schilderij. Zoals voor het schilderen zelf, hadden de kunstenaars dikwijls hun eigen techniek voor het uitvoeren van de ondertekening. Er werden ook verschillende technieken en materialen gebruikt onder meer penseel en zwarte inkt, houtskool, potlood, krijt en lood- of zilverstift. De ondertekening was niet bedoeld om door buitenstaanders gezien te worden, de kunstenaar kon ze dus volledig naar zijn persoonlijke voorkeur uitvoeren. Daardoor kunnen ondertekeningen erg nuttig zijn bij het toewijzen van een werk aan een bepaalde schilder. Ondertussen is de stijl van ondertekenen van de meeste grote meesters uit de Bourgondische Nederlanden gekend, maar het toewijzen van een wijze van ondertekening aan een bepaalde meester blijft nog steeds een zaak van stijlinterpretatie en dus een subjectief gegeven.
Maar de ondertekening van dezelfde schilder kan ook heel verschillend zijn in samenhang met de atelierpraktijk. Zo zien we op de ondertekening van de Gekruisigde Christus met Maria en Johannes van Rogier van der Weyden een ordelijke en volledig uitgewerkte ondertekening die bij het schilderen zeer nauwkeurig gevolgd werd. Dit is niet wat we van Rogier kennen uit de werken die met bijna zekerheid aan hem kunnen worden toegeschreven zoals zijn Kruisafname. Waarschijnlijk is de ondertekening wel van Rogier zelf, maar werd ze zeer minutieus uitgevoerd omdat buiten de incarnaten (handen, hoofden en voeten), het schilderij verder werd afgewerkt door leerlingen of assistenten van het atelier die nauwgezet de ondertekening van de meester moesten volgen bij de afwerking.

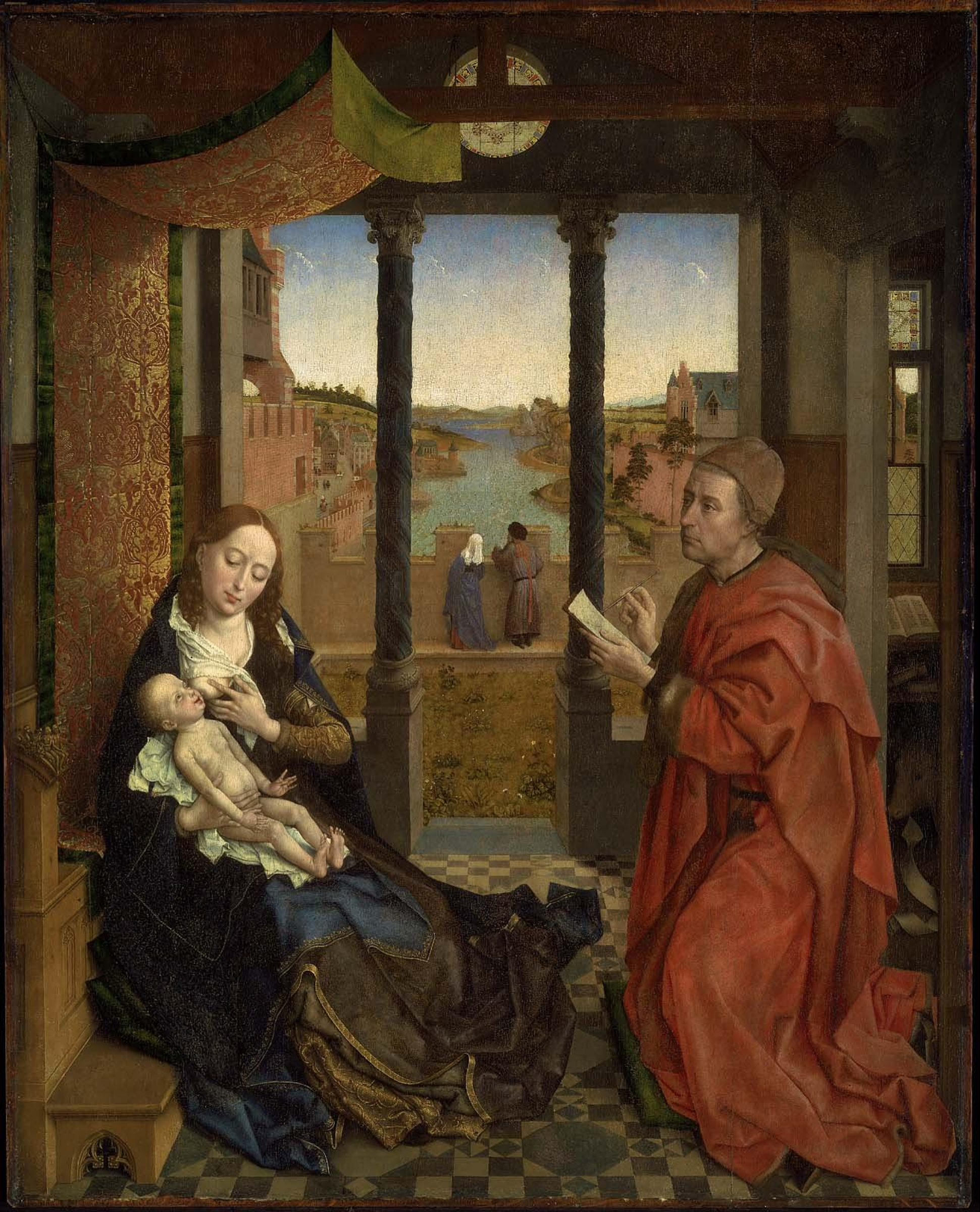
Rogier van der Weyden, Lucas tekent de madonna, Boston, Museum of Fine Arts

De ondertekening is ook dikwijls van onschatbare waarde voor het onderscheiden van kopieën en originelen. Zowel bij Rogier van der Weyden als bij Hans Memling kan men vaststellen dat er in hun originele werken zeer veel wijzigingen werden doorgevoerd tijdens het schilderproces. In kopieën kan men daarentegen vaststellen dat er helemaal geen sprake meer is van het zoeken naar de juiste vorm, maar dat de ondertekening vloeiend en doorlopend is haast zonder modellering en detailtekening. Een mooi voorbeeld hiervan is de Lucas tekent de Madonna van Rogier van der Weyden ca. 1435-1436, Museum of Fine Arts in Boston. Het werk laat bij IRR onderzoek zien dat er een ganse reeks van kleine wijzigingen werd uitgevoerd tijdens het schilderen. Op de kopieën van dit doek die bewaard worden in het Groeningemuseum te Brugge, in de Hermitage in Sint Petersburg en in de Alte Pinakothek in München werd de ondertekening, een kopie van het (afgewerkt) paneel in Boston, nauwkeurig gevolgd.
Kopieën die gemaakt werden met ponskartons, waarin met kleine geprikte gaatjes de tekening was gemaakt, die dan door het deppen met koolstofpoeder in een neteldoek op de onderlaag werd overgebracht, zijn meestal duidelijk te herkennen via IRR. Gerard maakte gebruik van die techniek om het ontwerp in stippellijn aan te brengen op het geprepareerde paneel. Een klassiek voorbeeld hiervan is de Madonna met de Paplepel. Maryan W. Ainsworth poneerde de stelling dat David voor dit werk, bestemd voor de vrije markt, vertrok van een model op kartons, maar dat er toch duidelijk verschillen te zien zijn op basis van afwerking en details die een individueel werk onderscheiden van een product van het atelier. Zo lijkt het exemplaar van de Aurora Trust in New York van de meester zelf, de werken in Genua en Brussel echter halen niet dezelfde kwaliteit. Zijn opvolger Adriaen Isenbrandt gebruikte deze techniek om talloze kopieën van werken van David met als thema de Maagd met Kind te produceren waaronder een aantal kopieën van de Rust tijdens de vlucht naar Egypte.

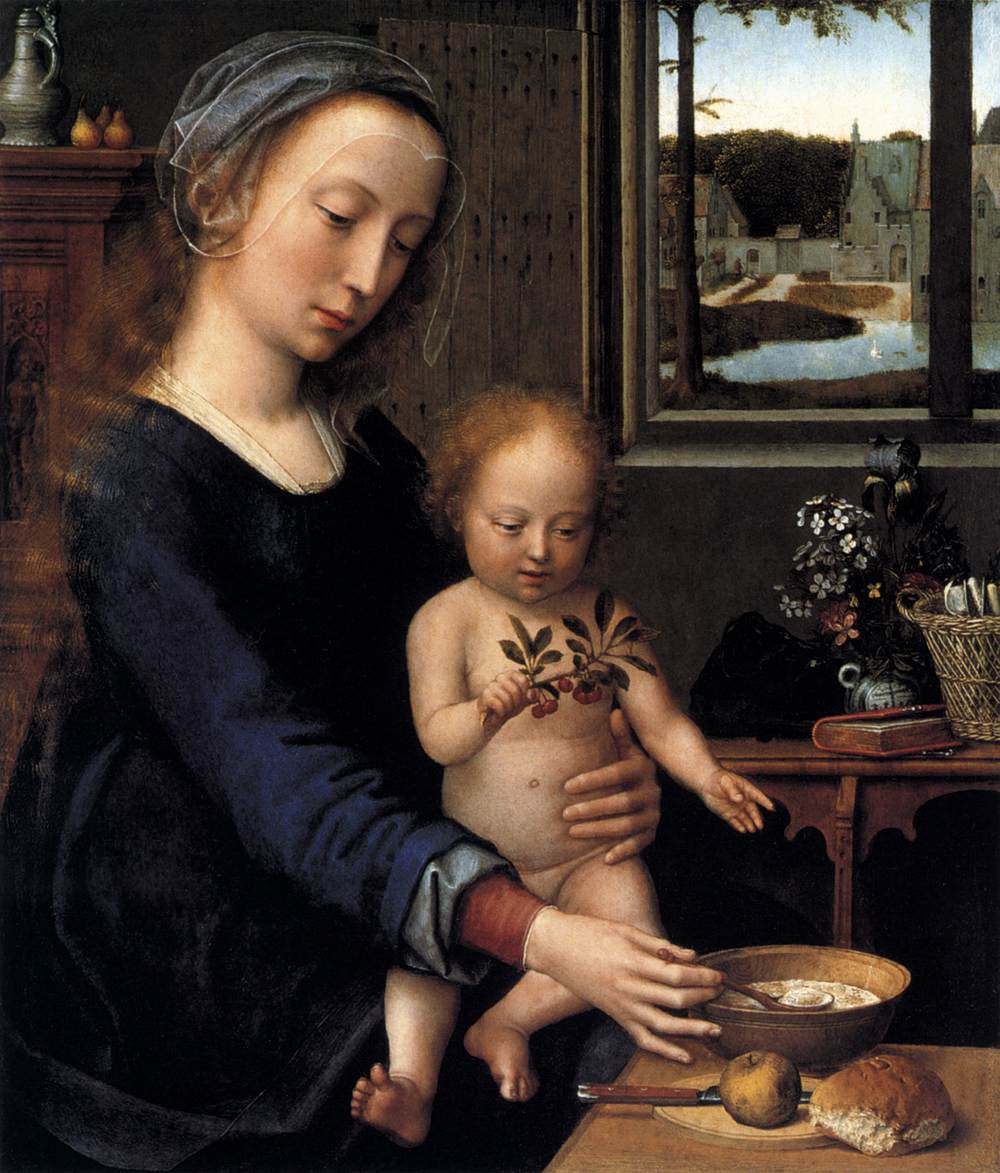
Gerard David, Madonna met de paplepel, Aurora Trust, New York.
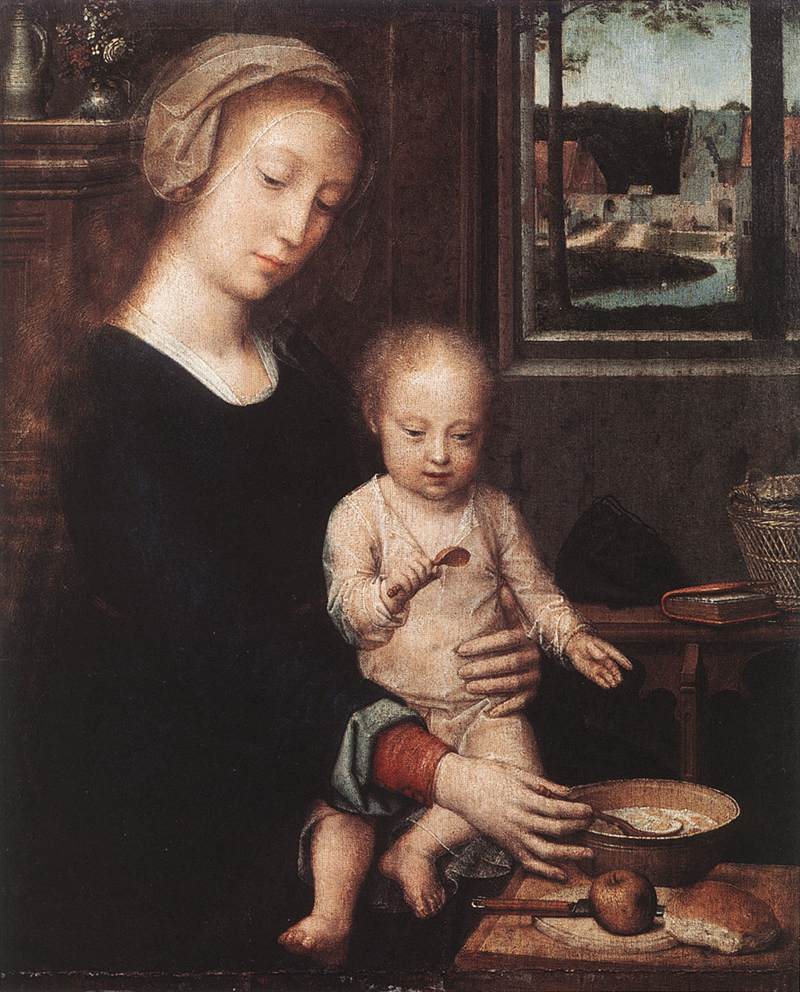
Koninklijk Museum van Schone Kunsten, Brussel
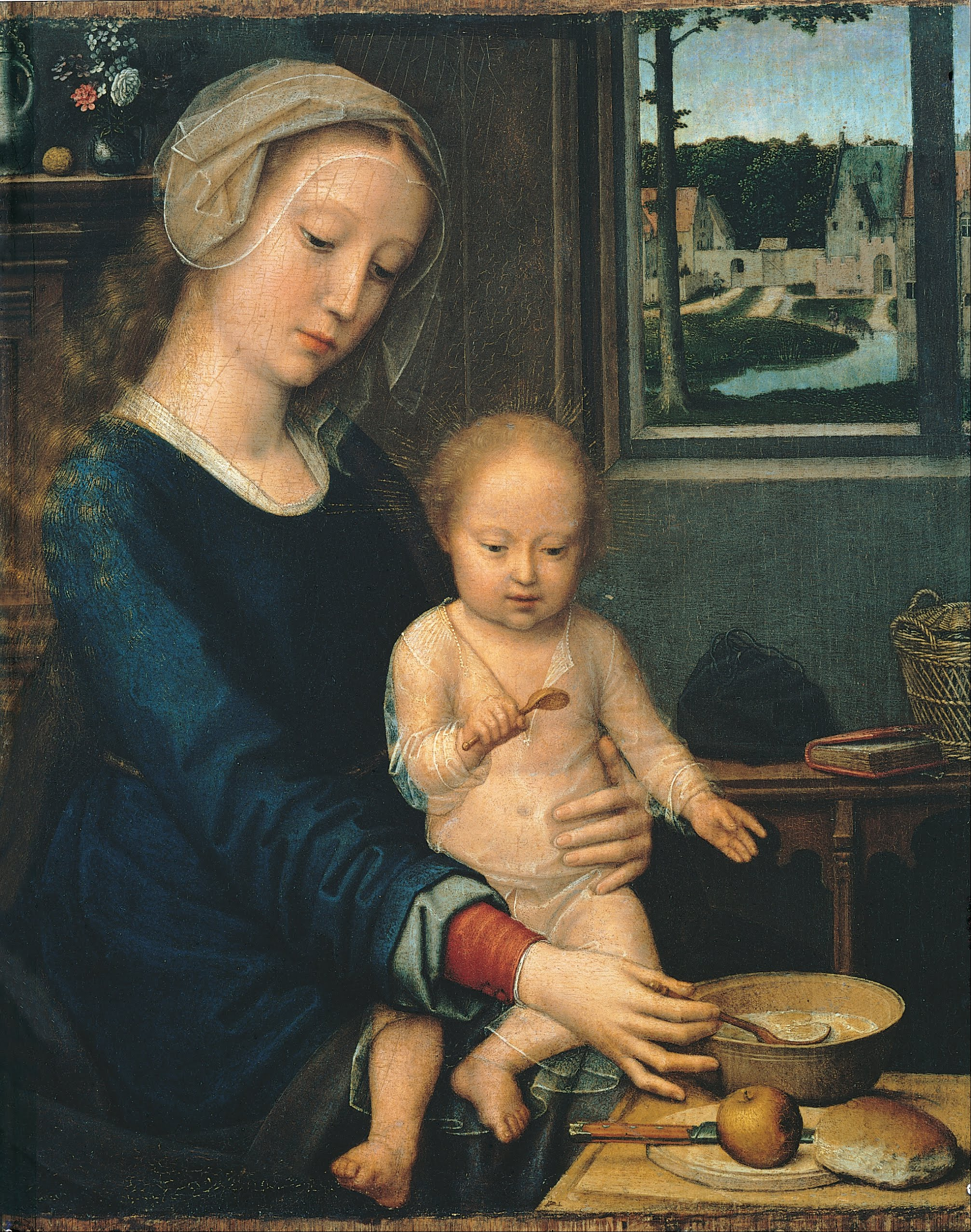
Galleria di Palazzo Rosso, Genoa
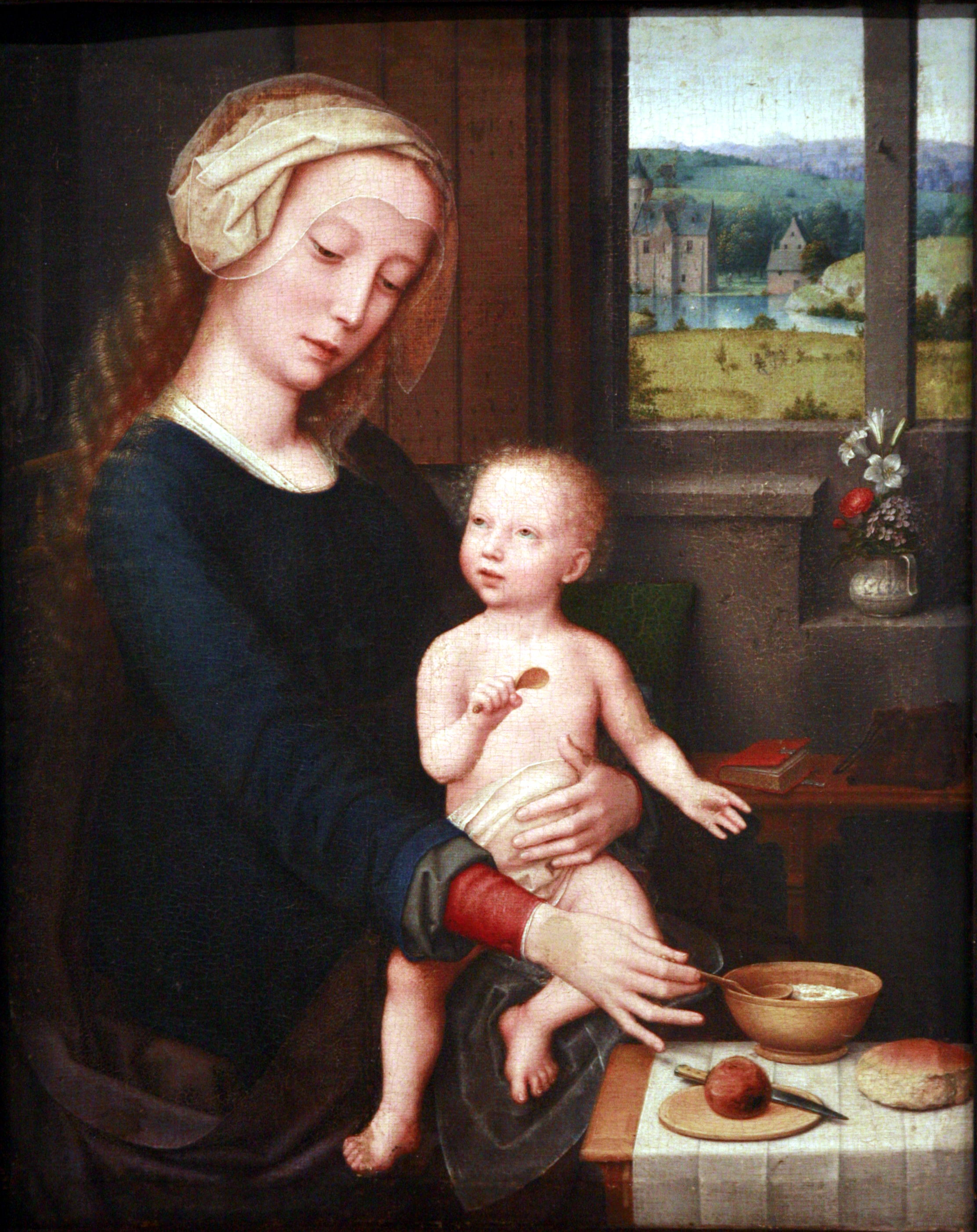
Musée des Beaux-Arts de Strasbourg

In onze huidige opvatting over kunst is kopie een lelijk woord, kunst moet origineel zijn en als men vandaag de vele kopieën uit de late middeleeuwen en de vroege renaissance catalogeert worden kopieën nog dikwijls als minderwaardige werken beschouwd. De late middeleeuwer stond hier nochtans heel anders tegenover, voor hem was kopiëren een vrij normale zaak. Tegen het begin van de 15e eeuw werden steeds minder werken gemaakt in opdracht en groeide het aantal werken die zonder bestelling over een aantal populaire thema’s werden gemaakt en aangeboden op de vrije markt. Die vrije markt voor luxegoederen evolueerde vrij snel. In 1482 ontstond in Brugge het pandt, een soort kunstgalerij avant la lettre waar handelaars en ambachtslui zoals kunstschilders en edelsmeden een plaats huurden om hun producten ter verkoop aan te bieden. In Antwerpen was een dergelijke vrije kunstmarkt al vanaf 1438 actief. Het Onze-Lieve-Vrouwepand opende er zijn deuren in 1460 en het werd de officiële verkoopplaats voor de leden van de Sint-Lucasgilde vanaf 1481.

#### Röntgenonderzoek
Door de combinatie van röntgenonderzoek en IRR hebben de kunsthistorici er ook in geslaagd om een nieuw licht te werpen op de verhoudingen binnen het atelier. men heeft lang gedacht dat de rol van de medewerkers zeer beperkt bleef bij het tot stand komen van de werken. Door onderzoek van de ondertekening enerzijds en van de onderschildering en afwerkingslagen anderzijds is men tot andere conclusies gekomen. Bij onderzoek van het Columba Altaarstuk uit het atelier van Rogier van der Weyden zijn de ondertekeningen waarschijnlijk van de hand van een medewerker van Rogier als men op de stijl afgaat. Nochtans zijn de kunsthistorici het eens dat dit schilderij een typisch werk van Rogier is. Uit het röntgenonderzoek van het werk kan men opmaken dat bij de uitwerking van het paneel verschillende medewerkers betrokken waren. Zo kon men vaststellen dat bij de onderschildering belangrijke wijzigingen aan de originele compositie werden aangebracht. Na de onderschildering werd er nauwelijks nog iets veranderd, wat laat veronderstellen dat hier terug medewerkers aan het werk zijn geweest.

#### Verfdoorsneden
Verfdoorsneden worden dikwijls genomen aan de rand van plaatsen waar het schilderij beschadigd was of uit de “baard” van het schilderij.

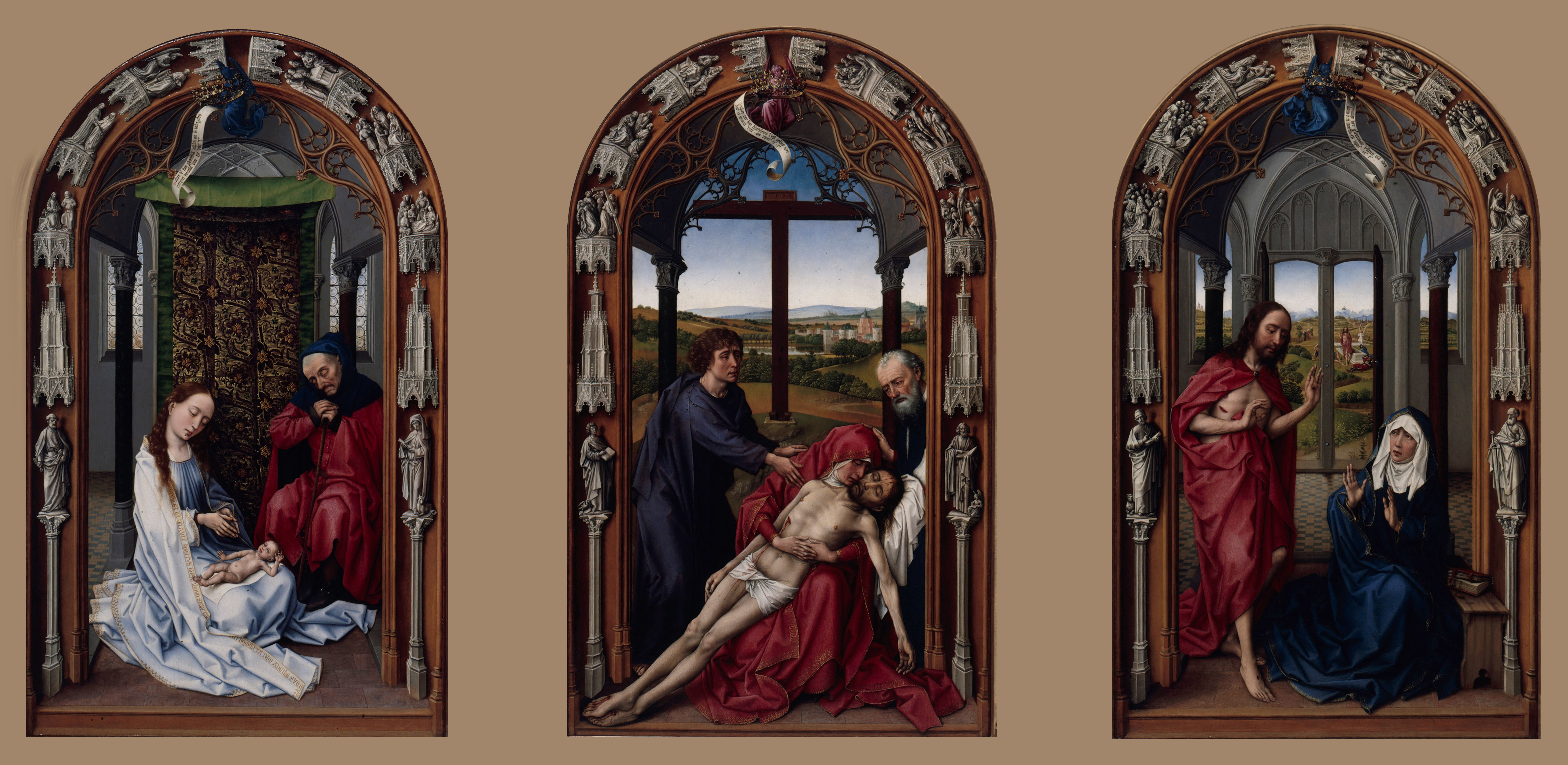
Miraflores triptiek, ca. 1440, Gemäldegalerie in Berlijn.

Onderzoek van het materiaal dat gebruikt werd voor de ondergrond laat toe van met vrij grote zekerheid te zeggen of het schilderij ontstond in het zuiden (Italië, Spanje, Portugal) of in het noorden (Frankrijk, Nederlanden, Duitsland). In het zuiden gebruikte men gips voor de ondergrond en in het noorden werd steeds krijt gebruikt. Een eenvoudig microchemisch onderzoek laat toe om te besluiten waar een schilderij gemaakt werd. Dit is vooral van belang voor de vele werken die in Spanje (Castilië) werden gemaakt in de stijl van de Vlaamse meesters. Dit was onder meer ook het geval voor de hoger vernoemde kopie van de Miraflores Triptiek die dus waarschijnlijk in Spanje werd gemaakt, misschien door Juan de Flandes of Michiel Sittow, maar concrete elementen om het paneel aan een van die twee toe te wijzen ontbreken.
Voor pigmentanalyse zijn de meest diverse technieken van spectrometrie beschikbaar, maar op dit gebied is nog geen systematisch onderzoek gevoerd. De kennis over de techniek van de Vlaamse meesters is in dit verband nog vrij summier zodat men op basis hiervan nog niet echt onderscheid kan maken tussen verschillende schilders. Er wordt op dit gebied wel meer en meer onderzoek verricht.

#### Conclusie
Het materiaal-technisch onderzoek van de schilderijen van de meesters uit de Nederlanden bevindt zich in een stroomversnelling. Nieuwe publicaties op kunsthistorisch gebied gaan heel vaak over onderzoeken met de nieuwe methodes. Soms lijkt het of het kunsthistorisch onderzoek dat zich baseerde op het cultuurhistorisch onderzoek dood is. Nochtans is het zo dat dit materieel-wetenschappelijk onderzoek slechts basisgegevens levert waarop de andere takken van het kunsthistorisch onderzoek zich kunnen baseren voor meer nauwkeurige dateringen, toeschrijvingen en het bepalen van stijlkenmerken.

Dit leidde tot een wezenlijke wijziging van de manier waarop kunsthistorici naar deze periode kijken. Men concentreerde zich vroeger heel sterk op eigenhandigheid en originaliteit terwijl men dankzij de nieuwe onderzoeksmethoden meer en meer tot het besef komt dat samenwerking in de 15e eeuw een gebruikelijk procedé was. Maryan Ainsworth van het Metropolitan Museum of Art zegt hierover letterlijk:
Our emphasis on unique artistic identity has led us to shun copies, automatically eliminating them from the first rank of prized works of art. But now that some of our most prized works have been irrefutably identified as later copies, produced in some cases even after the purported artist's death, our attention shifts to questions of the method of production and the possible meaning of these copies in their own time.— 
 Men komt meer en meer tot de conclusie dat eigenhandigheid zeer moeilijk in te schatten of te bepalen is, omdat in het atelier eenheid van stijl een van de streefdoelen was. We zullen dus in de toekomst meer moeten gaan denken in functie van stijlgroepen dan van individuele meesters en de cultuurhistorische studie van de periode en de studie van bronnenmateriaal en eigentijdse beschrijvingen wordt meer en meer belangrijk om het tot stand komen van de werken te begrijpen en naar waarde te schatten.

## Vlaamse Primitieven. De mooiste tweeluiken

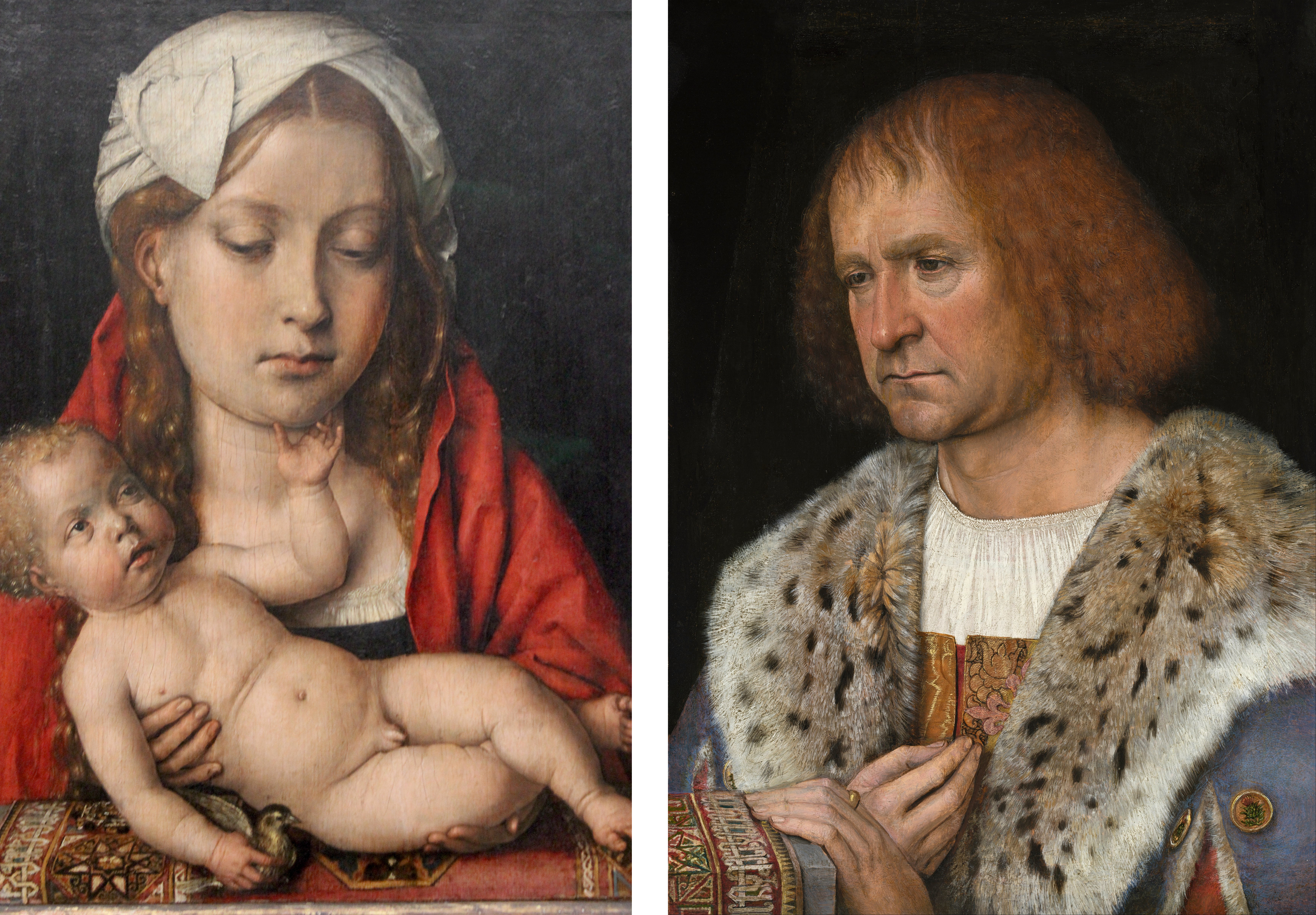
Michiel Sittow, Diptiek van Madonna met Kind en Diego de Guevara(?).

In het voorjaar 2007 (van 3 maart tot 25 mei) was er in het Koninklijk Museum voor Schone Kunsten te Antwerpen een tentoonstelling van 35 diptieken onder de titel Vlaamse Primitieven. De mooiste tweeluiken, met werken van grote namen zoals Robert Campin, Jan van Eyck, Rogier van der Weyden, Gerard David, Hans Memling, Hugo van der Goes, Quinten Massijs en Michiel Sittow maar ook 10 werken van anonieme meesters.
De tentoonstelling was het nevenproduct van een onderzoeksproject van de National Gallery of Art in Washington en het Koninklijk Museum voor Schone Kunsten te Antwerpen met de steun van de Harvard University Art Museums in Cambridge, Massachusetts onder de leiding van Ron Spronk van Harvard. Er werden werken in bruikleen gegeven van zowat overal ter wereld, ook uit enkele privécollecties. De tentoonstelling was eerst te zien in de National Gallery of Art in Washington van 12 november 2006 tot 4 februari 2007.
Er werden 65 panelen onderzocht. Met dendrochronologisch onderzoek legde men de ouderdom van de gebruikte panelen vast. Er werden verfstalen genomen voor het onderzoek van de gebruikte pigmenten en oplosmiddelen en van alle werken werden reflectograms gemaakt met infraroodreflectografie voor onderzoek van de ondertekeningen op de werken. Van de panelen werden ook hoge resolutie radiografieën gemaakt voor het onderzoek van de verflagen en eventuele pentimenti. Op basis van deze onderzoeken werden de verflagen verder onderzocht met de stereomicroscoop om aard en dikte vast te leggen. De musea en instellingen die aan het onderzoek meewerkten waren: de Harvard University Art Museums, Cambridge, Massachusetts, het Koninklijk Museum voor Schone Kunsten in Antwerpen, het Museo Nacional del Prado in Madrid, het Museo Thyssen-Bornemisza eveneens in Madrid, de National Gallery of Art in Washington, het Philadelphia Museum of Art, het Rijksmuseum Twenthe in Enschede, de Stedelijke Musea Brugge, de Gemäldegalerie van de Staatlichen Museen zu Berlin en de Stichting Restauratie Atelier Limburg in Maastricht.

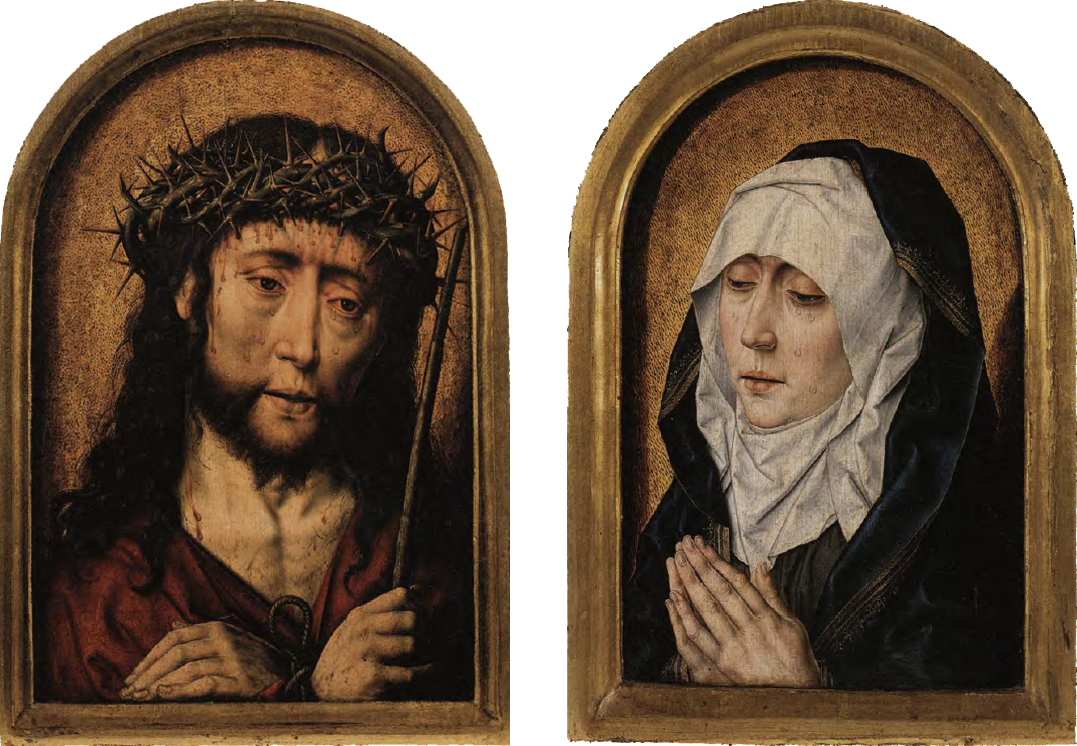
Albrecht Bouts, Diptiek met Ecce Homo en Mater Dolorosa, Suermondt-Ludwig-Museum Aken

Het onderzoek had tot doel de schildertechniek en de atelierpraktijk van de Vlaamse Primitieven te onderzoeken. Een uitgebreide technische beschrijving van alle onderzochte werken werd gepubliceerd in de catalogus van de tentoonstelling. Het onderzoek leidt soms tot verrassende vaststellingen. Bijvoorbeeld de Mater Dolorosa en de Ecce Homo toegeschreven aan Albrecht Bouts (Leuven 1451/55 – 1549), nu in het Suermondt-Ludwig-Museum Aachen, inv. no. gk 57, is nu een triptiek van 37,5 x 26,7 cm met twee vleugeltjes die op de achterzijde een annunciatie tonen. Het werkje is samengesteld uit een middenpaneel dat in een lijst twee aparte paneeltjes bevat. Waarschijnlijk is dit werk niet als diptiek of triptiek ontstaan. Ron Spronk baseert zich op een aantal factoren om tot dit besluit te komen:
- De lijst van de Ecce Homo is verkleind om te passen bij de lijst van de Mater Dolorosa.
- De planken gebruikt voor beide paneeltjes krijgen uit het dendrochronologisch onderzoek ontstaansdata van 1485 en 1511. Dit bewijst niet dat de panelen niet tezelfdertijd beschilderd werden, maar het maakt het toch weinig aannemelijk.
- Uit de radiografieën en het onderzoek van verfmonsters (doorsneden van de verflagen) blijkt dat de grondlagen van beide paneeltjes tamelijk verschillend zijn, zelfs uitgesproken verschillend onder de gouden achtergrond van de werken.
- het IRR-onderzoek toont eveneens een duidelijk verschil in de techniek en de manier van schetsen tussen beide paneeltjes. Op de Mater Dolorosa is gebruikgemaakt van arceringen om de schaduwpartijen op het gelaat voor te bereiden. Die techniek werd niet gebruikt op de Ecce Homo.
- Het onderzoek van de verflagen toont ook verschillen. Hoewel de verflagen op het Ecce Homo paneeltje spaarzaam werden aangebracht is er nog een wezenlijk verschil met het Mater Dolorosa paneel waar de verf zo dun is aangebracht dat men de ondertekening eronder her en der kan opmerken. Ook de overgangen tussen de kleurzones zijn beter uitgevoerd op het Ecce Homo paneel.

Tot daar de bevindingen van de onderzoekers die op dezelfde manier de vleugels van de hybride triptiek en de toegevoegde lijst onderzochten.
Op de tentoonstelling waren ook een paar diptieken te zien die na lange tijd gescheiden te zijn opnieuw tot het oorspronkelijke geheel werden samengevoegd, voor de duur van de tentoonstelling alleszins. Dit is het geval voor de Maria met Kind en het Portret van Diego de Guevara(?) van Michiel Sittow. Dat de paneeltjes origineel bij elkaar hoorden is trouwens in dit geval visueel vast te stellen aan het doorlopende stenen tafelblad met het oosterse tafelkleed. Het andere samengebracht paar is de devotiediptiek met een Madonna met Kind en het Portret van Philippe de Croÿ van Rogier van der Weyden.